# Bunuri mobile din domeniul arheologie clasate în patrimoniul cultural național al României aflate în județul Vaslui (fond)
Acestă listă conține bunurile mobile din domeniul arheologie clasate în Patrimoniul cultural național al României aflate la momentul clasării în județul Vaslui.
| Foto | Informații generale                        | Detalii tehnice | Descriere | Deținător                                 | Legături |
| ---- | ------------------------------------------ | --- | --- | ----------------------------------------- | -------- |
|      | Fusaiolă                                   | Datare: -5500 a.Chr.- -4500 a.Chr. Descoperit: jud. VASLUI, com. PERIENI, PERIENI, Râpa Roșcanilor Material: Lut; pastă fină, cenușie; modelare cu mâna. | Fusaiolă din lut; galben-cenușie; cruciformă. | Muzeul „Vasile Pârvan”, Bârlad            | Cimec    |
|      | Ac                                         | Datare: Sec. III p.Chr. Descoperit: jud. VASLUI, com. IANA, RECEA Material: Fier; batere; perforare. | Ac din fier; perforat. Descoperit în mormântul 3 de la Țîfești, com. Iana, jud. Vaslui. | Muzeul „Vasile Pârvan”, Bârlad            | Cimec    |
|      | Statuetă antropomorfă                      | Datare: -3600 - -2500 a.Chr. Descoperit: jud. IAȘI, com. CUCUTENI, BĂICENI, "Cetățuia" Material: Lut fin; modelare cu mâna; ardere oxidantă. | Bust de statuetă antropomorfă feminină; gălbui-cărămizie; capul are părțile laterale lățite și perforate; nasul "en bec d'oiseau"; gâtul gros; umerii lați; sânii redați prin două proeminențe. | Muzeul „Vasile Pârvan”, Bârlad            | Cimec    |
|      | Topor                                      | Datare: -5600 - -4000 a.Chr. Descoperit: jud. IAȘI, com. BALȘ, BALȘ, Valea Părului Material: Silicolit; cioplire; șlefuire. | Topor; silicolit; trapezoidal; tăiș ascuțit. Descoperit în locuința 1 din așezarea de la Balș-Valea Părului, jud. Iași. | Muzeul „Vasile Pârvan”, Bârlad            | Cimec    |
|      | Statuetă antropomorfă                      | Datare: -5600 - - 4000 a.Chr. Descoperit: jud. IAȘI, com. BALȘ, BALȘ, Valea Părului Material: Lut fin;modelată cu mâna. | Statuetă antropomorfă; pastă gălbuie-cărămizie; formă cilindrică; fața stilizată. Descoperită în locuința 1 din așezarea de la Balș-Valea Părului, jud. Iași. | Muzeul „Vasile Pârvan”, Bârlad            | Cimec    |
|      | Dăltiță                                    | Datare: - 5600 - - 4000 a.Chr. Descoperit: jud. VASLUI, com. GRIVIȚA, TRESTIANA Material: Silicolit; cioplire;șlefuire. | Dăltiță din silicolit; culoare cafenie; corpul îngust. Descoperită în A/L 11 din așezarea de la Trestiana, com. Grivița, jud.Vaslui. | Muzeul „Vasile Pârvan”, Bârlad            | Cimec    |
|      | Oală                                       | Datare: - 5600 - - 4000 a.Chr. Descoperit: jud. VASLUI, com. GRIVIȚA, TRESTIANA Material: Lut; pastă fină; modelată cu mâna. | Oală lut; culoare cărămizie; corpul bombat; buza evazată; fundul plat. Descoperită în locuința A/L 3 din așezarea de la Trestiana, jud. Vaslui. | Muzeul „Vasile Pârvan”, Bârlad            | Cimec    |
|      | Topor                                      | Datare: - 5600 - - 4000 a. Chr. Descoperit: jud. VASLUI, com. GRIVIȚA, TRESTIANA Material: Marnă; cioplire; șlefuire. | Topor din marnă; culoare cafenie; trapezoidal. Descoperit în locuința A/L 1 din așezarea de la Trestiana, jud. Vaslui. | Muzeul „Vasile Pârvan”, Bârlad            | Cimec    |
|      | Castron                                    | Datare: - 5600 - - 400 a.Chr. Descoperit: jud. VASLUI, com. GRIVIȚA, TRESTIANA Material: Lut;pastă fină; modelată cu mâna. | Castron; pastă fină cenușie-neagră; corp semisferic; buza dreaptă; fundul inelar. Descoperit în locuința B/L1 din așezarea de la Trestiana, jud. Vaslui. | Muzeul „Vasile Pârvan”, Bârlad            | Cimec    |
|      | Castron                                    | Datare: - 5600 - - 4000 a.Chr. Descoperit: jud. VASLUI, com. GRIVIȚA, TRESTIANA Material: Lut; pastă grosieră;modelat cu mâna. | Castron; pastă fină gălbuie-cărămizie; corp semisferic; buza dreaptă; fundul plat; decor cu incizii în zigzag. Descoperit în locuința A/L 3 din așezarea de la Trestiana, jud. Vaslui. | Muzeul „Vasile Pârvan”, Bârlad            | Cimec    |
|      | Statuetă antropomorfă                      | Datare: - 3600 - - 2500 a.Chr. Descoperit: jud. IAȘI, com. CUCUTENI, BĂICENI, Cetățuia Material: Lut;pastă fină;modelată cu mâna. | Statuetă antropomorfă; pastă fină cărămizie; picioarele lipite; sexul indicat prin incizare. | Muzeul „Vasile Pârvan”, Bârlad            | Cimec    |
|      | Idol ?                                     | Datare: - 3600 - - 2500 a.Chr. Descoperit: jud. IAȘI, com. CUCUTENI, BĂICENI, Cetățuia Material: Lut; pastă fină;modelată cu mâna. | Figurină de lut; pastă fină cărămizie; șase mici perforații pe o latură spre bază și trei în partea superioară. | Muzeul „Vasile Pârvan”, Bârlad            | Cimec    |
|      | Statuetă antropomorfă                      | Datare: - 3600 - - 2500 a.Chr. Descoperit: jud. IAȘI, com. CUCUTENI, BĂICENI, Cetățuia Material: Lut;pastă fină cărămizie;modelată cu mâna. | Statuetă antropomorfă feminină; pastă fină cărămizie; corp zvelt, plat; cu mâinile prelungiri conice ale umerilor; sexul reprezentat printr-un triunghi incizat. | Muzeul „Vasile Pârvan”, Bârlad            | Cimec    |
|      | Statuetă antropomorfă                      | Datare: - 3600 - - 2500 a.Chr. Descoperit: jud. IAȘI, com. CUCUTENI, BĂICENI, Cetățuia Material: Lut; pastă fină;modelată cu mâna;incizare. | Statuetă antropomorfă feminină; pastă fină gălbuie; câte 2 incizii indică picioarele unite; genunchii marcați printr-o umflătură; șoldurile marcate printr-o ușoară profilare. | Muzeul „Vasile Pârvan”, Bârlad            | Cimec    |
|      | Statuetă antropomorfă                      | Datare: - 3600 - - 2500 a.Chr. Descoperit: jud. IAȘI, com. CUCUTENI, BĂICENI, Cetățuia Material: Lut;pastă fină cărămizie;modelată cu mâna. | Statuetă antropomorfă; pastă fină, cărămizie, corp zvelt, ușor alungit. Descoperită în locuința 2 din așezarea de la Cucuteni-Băiceni, jud. Iași. | Muzeul „Vasile Pârvan”, Bârlad            | Cimec    |
|      | Statuetă antropomorfă                      | Datare: - 3600 - - 2500 a.Chr. Descoperit: jud. IAȘI, com. CUCUTENI, BĂICENI, Cetățuia Material: Lut;pastă cărămizie;modelată cu mâna. | Statuetă antropomorfă feminină; pastă fină, cărămizie; 2 perforații laterale în partea superioară; genul este indicat printr-un triunghi incizat; picioarele lipite. | Muzeul „Vasile Pârvan”, Bârlad            | Cimec    |
|      | Statuetă antropomorfă                      | Datare: - 3600 - - 2500 a.Chr. Descoperit: jud. IAȘI, com. CUCUTENI, BĂICENI, Cetățuia Material: Lut; pastă fină; modelată cu mâna. | Statuetă antropomorfă masculină; pastă fină cărămizie; picioarele lipite sunt marcate printr-o incizie; genul este indicat printr-o proeminență ușor alungită. | Muzeul „Vasile Pârvan”, Bârlad            | Cimec    |
|      | Statuetă antropomorfă                      | Datare: - 3600 - -2500 a.Chr. Descoperit: jud. IAȘI, com. CUCUTENI, BĂICENI, Cetățuie Material: Lut;pastă fină;modelată cu mâna. | Corp de idol feminin; pastă cărămizie; șolduri înguste; talie mică; genul este redat printr-o mică albiere care se prelungește vertical delimitând picioarele; picioarele lipite. | Muzeul „Vasile Pârvan”, Bârlad            | Cimec    |
|      | Statuetă zoomorfă                          | Datare: - 3600 - - 2500 a.Chr. Descoperit: jud. IAȘI, com. CUCUTENI, BĂICENI, Cetățuia Material: Lut;pastă fină;modelată cu mâna. | Statuetă zoomorfă; taur, căruia îi lipsește un corn și coada; pastă semifină gălbuie; picioare scurte, conice; genul este redat printr-o proeminență. Descoperit în locuința 1 din așezarea de la Cucuteni-Băiceni, jud. Iași. | Muzeul „Vasile Pârvan”, Bârlad            | Cimec    |
|      | Idol                                       | Datare: - 3600 - - 2500 a.Chr. Descoperit: jud. IAȘI, com. CUCUTENI, BĂICENI, Cetățuie Material: Lut; pastă fină;modelat cu mâna. | Idol zoomorf (bovideu); pastă fină gălbuie; lipsă picioarele anterioare. Descoperit în locuința 1 din așezarea de la Cucuteni-Băiceni, jud. Iași. | Muzeul „Vasile Pârvan”, Bârlad            | Cimec    |
|      | Idol                                       | Datare: - 3600 - - 2500 a.Chr. Descoperit: jud. IAȘI, com. CUCUTENI, BĂICENI, Cetățuia Material: Lut fin;modelat cu mâna;ardere oxidantă. | Idol zoomorf; culoare galben-cărămizie; lipsă capul și picioarele. Descoperit în locuință de suprafață din așezarea de la Cucuteni-Băiceni, jud. Iași. | Muzeul „Vasile Pârvan”, Bârlad            | Cimec    |
|      | Seceră                                     | Datare: Sec.XIV-XII a.Chr. Descoperit: jud. VASLUI, BÂRLAD, Fabrica de Cărămidă Material: Os;cioplire;crestare;lustruire. | Seceră din os (fragmentară); crestată; dinții tociți. Descoperită în așezarea de la Bârlad-Fabrica de Cărămidă. | Muzeul „Vasile Pârvan”, Bârlad            | Cimec    |
|      | Seceră                                     | Datare: Sec. XIV - XII a. Chr. Descoperit: jud. VASLUI, BÂRLAD, Fabrica de Cărămidă Material: Os;cioplire;crestare; lustruire. | Fragment seceră din os; vârful rupt. Descoperită în așezarea de la Bârlad-Fabrica de Cărămidă. | Muzeul „Vasile Pârvan”, Bârlad            | Cimec    |
|      | Omoplat crestat                            | Datare: Sec. XIV - XII a.Chr. Descoperit: jud. VASLUI, com. ORAȘ MURGENI, LĂȚEȘTI Material: Os; cioplire; crestare. | Bătător din os; crestat. Descoperit în așezarea de la Lățești, jud. Vaslui. | Muzeul „Vasile Pârvan”, Bârlad            | Cimec    |
|      | Patină                                     | Datare: Sec. XIV - XII a.Chr. Descoperit: jud. VASLUI, BÂRLAD, Fabrica de Cărămidă Material: Os, cioplire; lustruire;perforare. | Patină din os; lustruită; perforată. Descoperită în așezarea de la Bârlad-Fabrica de Cărămidă. | Muzeul „Vasile Pârvan”, Bârlad            | Cimec    |
|      | Oală                                       | Datare: Sec. XIV - XII a. Chr. Descoperit: jud. VASLUI, BÂRLAD, Fabrica de Cărămidă Material: Lut grosier;modelată cu mâna;ardere oxidantă. | Oală tronconică; pastă grosieră culoare cenușiu-gălbuie; diametrul gurii mai lat decât al bazei; buza dreaptă; fundul plat; decorată sub buză cu o nervură circulară; la mijlocul corpului cinci grupe a câte două mici aripioare. Descoperită în așezarea de la Bârlad-Fabrica de Cărămidă. | Muzeul „Vasile Pârvan”, Bârlad            | Cimec    |
|      | Oală                                       | Datare: Sec. IV p.Chr. Descoperit: jud. VASLUI, com. FĂLCIU, BOGDĂNEȘTI Material: Lut; lucrată cu mâna; pastă grosieră. | Oală; gălbui-cenușie cu pete negre; corp ușor bombat; buza înaltă evazată; fund plat ușor profilat. Descoperită în mormântul 39 din necropola de la Bogdănești-Fălciu, jud. Vaslui. | Muzeul „Vasile Pârvan”, Bârlad            | Cimec    |
|      | Strachină                                  | Datare: Sec. IV p. Chr. Descoperit: jud. VASLUI, com. ZORLENI, ZORLENI, Fântânele Material: Lut; pastă fină; lucrată la roată. | Strachină; lut; pastă cenușie; tronconică; profil arcuit; umăr carenat; buza evazată; fund inelar profilat. Descoperită în șarja din cuptorul de ars ceramică de la Fântânele, com. Zorleni, jud. Vaslui. | Muzeul „Vasile Pârvan”, Bârlad            | Cimec    |
|      | Strachină                                  | Datare: Sec. IV p. Chr. Descoperit: jud. VASLUI, com. ZORLENI, ZORLENI, Fântânele Material: Lut; pastă fină; lucrată la roată. | Strachină; lut; pastă cenușie; tronconică; buza în "S"; fund inelar profilat. Descoperită în șarja din cuptorul de ars ceramică de la Fântânele, com. Zorleni, jud. Vaslui. | Muzeul „Vasile Pârvan”, Bârlad            | Cimec    |
|      | Oală                                       | Datare: Sec. IV p. Chr. Descoperit: jud. VASLUI, BÂRLAD, Valea Seacă Material: Lut; pastă zgrunțuroasă; lucrată la roată. | Oală; culoare gălbui-cărămizie; corp piriform; buza înaltă, îngroșată, evazată; fund plat; pe gât este prezentă o nervură unghiulară circulară. Descoperită în bordeiul 3 din așezarea de la Bârlad-Valea Seacă, jud. Vaslui. | Muzeul „Vasile Pârvan”, Bârlad            | Cimec    |
|      | Ceașcă dacică                              | Datare: Sec. IV p. Chr. Descoperit: jud. VASLUI, BÂRLAD, Valea Seacă Material: Lut; pastă grosieră; lucrată cu mâna. | Ceașcă; culoare cenușiu-gălbuie; tronconică; fund plat. Descoperită în bordeiul 9 din așezarea de la Bârlad-Valea Seacă, jud. Vaslui. | Muzeul „Vasile Pârvan”, Bârlad            | Cimec    |
|      | Bol                                        | Datare: Sec. IV p. Chr. Descoperit: jud. VASLUI, BÂRLAD, Valea Seacă Material: Lut; pastă grosieră; lucrat cu mâna. | Bol; culoare cenușie; tronconic; fund plat; buza arcuită spre exterior. Descoperit în bordeiul 6 din așezarea de la Bârlad-Valea Seacă, jud. Vaslui. | Muzeul „Vasile Pârvan”, Bârlad            | Cimec    |
|      | Oală                                       | Datare: Sec. IV p. Chr. Descoperit: jud. VASLUI, BÂRLAD, Valea Seacă Material: Lut; pastă grosieră; lucrată cu mâna. | Oală; culoare cenușiu-gălbuie; corp oval asimetric; buza evazată; fund plat. Descoperită în bordeiul 9 din așezarea de la Bârlad-Valea Seacă, jud. Vaslui. | Muzeul „Vasile Pârvan”, Bârlad            | Cimec    |
|      | Castron                                    | Datare: Sec. IV P.Chr. Descoperit: jud. VASLUI, com. ZORLENI, ZORLENI, Fântânele Material: Lut; pastă fină; lucrat la roată. | Castron; tronconic; pastă fină cenușie; firnis. Descoperit în șarja din cuptorul de ars ceramică de la Fântânele, com. Zorleni, jud. Vaslui. | Muzeul „Vasile Pârvan”, Bârlad            | Cimec    |
|      | Strachină                                  | Datare: Sec. IV p. Chr. Descoperit: jud. VASLUI, com. ZORLENI, ZORLENI, Fântânele Material: Lut; pastă fină; lucrată la roată. | Strachină; lut; pastă cenușie; tronconică; peretele ușor arcuit; prag care delimitează partea superioară; buza înălțată evazată; fund inelar profilat. Descoperită în șarja din cuptorul de ars ceramică de la Fântânele, com. Zorleni, jud. Vaslui. | Muzeul „Vasile Pârvan”, Bârlad            | Cimec    |
|      | Castron                                    | Datare: Sec. IV P.Chr. Descoperit: jud. VASLUI, com. ZORLENI, ZORLENI, Fântânele Material: Lut; pastă fină; lucrat la roată. | Castron; tronconic; pastă fină cenușie. Descoperit în șarja din cuptorul de ars ceramică de la Fântânele, com. Zorleni, jud. Vaslui. | Muzeul „Vasile Pârvan”, Bârlad            | Cimec    |
|      | Strachină                                  | Datare: Sec. IV p. Chr. Descoperit: jud. VASLUI, com. ZORLENI, ZORLENI, Fântânele Material: Lut; pastă fină; lucrată la roată. | Strachină; lut; pastă cenușie; tronconică. Descoperită în șarja din cuptorul de ars ceramică de la Fântânele, com. Zorleni, jud. Vaslui. | Muzeul „Vasile Pârvan”, Bârlad            | Cimec    |
|      | Strachină                                  | Datare: Sec. IV p. Chr. Descoperit: jud. VASLUI, com. ZORLENI, ZORLENI, Fântânele Material: Lut; pastă fină; lucrată la roată. | Strachină; lut; pastă cenușie; tronconică; peretele arcuit; buza evazată; fundul inelar profilat. Descoperită în șarja din cuptorul de ars ceramică de la Fântânele, com. Zorleni, jud. Vaslui. | Muzeul „Vasile Pârvan”, Bârlad            | Cimec    |
|      | Strachină                                  | Datare: Sec. IV p. Chr. Descoperit: jud. VASLUI, com. ZORLENI, ZORLENI, Fântânele Material: Lut; pastă fină; lucrată la roată. | Strachină; lut; pastă cenușie; tronconică; peretele arcuit; buza evazată. Descoperită în șarja din cuptorul de ars ceramică de la Fântânele, com. Zorleni, jud. Vaslui. | Muzeul „Vasile Pârvan”, Bârlad            | Cimec    |
|      | Cană                                       | Datare: Sec. IV p. Chr. Descoperit: jud. VASLUI, com. ZORLENI, ZORLENI, Fântânele Material: Lut; pastă fină; lucrată la roată. | Cană; lut; pastă cenușie; corp sferic; gât înalt, de formă cilindrică, marginea este sensibil evazată; fundul inelar profilat; toarta triunghiulară în secțiune. Descoperită în șarja din cuptorul de ars ceramică de la Fântânele, com. Zorleni, jud. Vaslui. | Muzeul „Vasile Pârvan”, Bârlad            | Cimec    |
|      | Împungător                                 | Datare: Sec. X - XII p.Chr. Descoperit: jud. VASLUI, BÂRLAD, Prodana Material: Os;cioplire; șlefuire. | Împungător din os; cioplit, lustruit. | Muzeul „Vasile Pârvan”, Bârlad            | Cimec    |
|      | Împungător                                 | Datare: Sec. IX -XII p.Chr Descoperit: jud. VASLUI, BÂRLAD, Prodana Material: Os;cioplire;șlefuire. | Împungător din os; cioplit, lustruit. | Muzeul „Vasile Pârvan”, Bârlad            | Cimec    |
|      | Împungător                                 | Datare: Sec. IX - XI p.Chr. Descoperit: jud. VASLUI, BÂRLAD, Prodana Material: Os; cioplire; șlefuire. | Împungător din os; cioplit, lustruit. | Muzeul „Vasile Pârvan”, Bârlad            | Cimec    |
|      | Cană                                       | Datare: Sec. IV p.Chr. Descoperit: jud. VASLUI, com. FĂLCIU, BOGDĂNEȘTI Material: Lut; pastă fină; lucrată la roată. | Cană; lut; cenușie; bitronconică; buza dreaptă; fund plat înălțat drept; toartă mică rectangulară în secțiune. Descoperită în mormântul 138 din necropola de la Bogdănești-Fălciu, jud. Vaslui. | Muzeul „Vasile Pârvan”, Bârlad            | Cimec    |
|      | Oală                                       | Datare: Sec. IV p.Chr. Descoperit: jud. VASLUI, com. FĂLCIU, BOGDĂNEȘTI Material: Lut; pastă nisipoasă; lucrată la roată. | Oală; lut; cenușie negricioasă; bitronconică; buza înaltă evazată; fund plat; pe umăr, incizii slabe, paralele. Descoperită în mormântul 146 din necropola de la Bogdănești-Fălciu, jud. Vaslui. | Muzeul „Vasile Pârvan”, Bârlad            | Cimec    |
|      | Pandantiv                                  | Datare: - 5600 - - 4000 a.Chr. Descoperit: jud. VASLUI, com. GRIVIȚA, TRESTIANA Material: Lut cu nisip; modelat cu mâna;perforat;ardere oxidantă. | Pandantiv de formă ovală turtită; culoare cărămizie; pastă cu nisip; perforat în partea superioară. Descoperit în locuința A/L 3 din așezarea de la Trestiana, jud. Vaslui. | Muzeul „Vasile Pârvan”, Bârlad            | Cimec    |
|      | Pahar                                      | Datare: -5500 - - 4500 a.Chr. Descoperit: jud. VASLUI, com. GRIVIȚA, TRESTIANA Material: Lut;modelat cu mâna;ardere oxidantă. | Pahar miniatură; pastă fină; culoare gălbuie; formă pătrată. Descoperit în locuința B/L 1 din așezarea de la Trestiana, jud. Vaslui. | Muzeul „Vasile Pârvan”, Bârlad            | Cimec    |
|      | Oală                                       | Datare: - 5500 - - 4500 a.Chr. Descoperit: jud. VASLUI, com. GRIVIȚA, TRESTIANA Material: Lut grosier;modelată cu mâna;ardere oxidantă. | Oală în formă de butoi; pastă grosieră; cenușiu-gălbuie; buza scundă, dreaptă; fundul plat; buton pe deschiderea maximă. Descoperită în locuința A/L 12 din așezarea de la Trestiana, jud. Vaslui. | Muzeul „Vasile Pârvan”, Bârlad            | Cimec    |
|      | Oală                                       | Datare: Sec. IV p. Chr. Descoperit: jud. VASLUI, BÂRLAD, Valea Seacă Material: Lut; pastă grosieră; lucrată cu mâna. | Oală; culoare cenușiu-gălbuie; corp zvelt; buza evazată; fund plat; pe buză prezintă crestături oblice. Descoperită în mormântul 2 din necropola de la Bârlad-Valea Seacă, jud. Vaslui. | Muzeul „Vasile Pârvan”, Bârlad            | Cimec    |
|      | Oală                                       | Datare: Sec. IV p. Chr. Descoperit: jud. VASLUI, BÂRLAD, Valea Seacă Material: Lut; pastă grosieră; lucrată cu mâna. | Oală; culoare cenușiu-gălbuie; corp ușor bombat; buza ușor arcuită spre interior; fund plat. Descoperită în mormântul 13 din necropola de la Bârlad-Valea Seacă, jud. Vaslui. | Muzeul „Vasile Pârvan”, Bârlad            | Cimec    |
|      | Oală                                       | Datare: Sec. IV p. Chr. Descoperit: jud. VASLUI, BÂRLAD, Valea Seacă Material: Lut; pastă grosieră; lucrată cu mâna. | Oală; culoare gălbui-cărămizie; corp bitronconic; buza evazată; fund plat. Descoperită în mormântul 29 din necropola de la Bârlad-Valea Seacă, jud. Vaslui. | Muzeul „Vasile Pârvan”, Bârlad            | Cimec    |
|      | Oală                                       | Datare: Sec. IV p. Chr. Descoperit: jud. VASLUI, BÂRLAD, Valea Seacă Material: Lut; pastă grosieră; lucrată cu mâna. | Oală; culoare gălbui-cărămizie; corp bombat; buza evazată; fund plat. Descoperită în mormântul 116 din necropola de la Bârlad-Valea Seacă, jud. Vaslui. | Muzeul „Vasile Pârvan”, Bârlad            | Cimec    |
|      | Oală                                       | Datare: Sec. IV p. Chr. Descoperit: jud. VASLUI, BÂRLAD, Valea Seacă Material: Lut; pastă grosieră; lucrată cu mâna. | Oală; culoare gălbui-cărămizie; corp bombat; buza scundă evazată; fund plat cu șănțuire centrală. Descoperită în mormântul 47 din necropola de la Bârlad-Valea Seacă, jud. Vaslui. | Muzeul „Vasile Pârvan”, Bârlad            | Cimec    |
|      | Oală                                       | Datare: Sec. IV p. Chr. Descoperit: jud. VASLUI, BÂRLAD, Valea Seacă Material: Lut; pastă fină; lucrată la roată. | Oală; culoare cenușie; corp bombat; buza scundă dreaptă îngroșată la exterior; fund plat. Descoperită în mormântul 48 din necropola de la Bârlad-Valea Seacă, jud. Vaslui. | Muzeul „Vasile Pârvan”, Bârlad            | Cimec    |
|      | Oală                                       | Datare: Sec. IV p. Chr. Descoperit: jud. VASLUI, BÂRLAD, Valea Seacă Material: Lut; pastă zgrunțuroasă; lucrată la roată. | Oală; culoare cenușie; piriformă; buza evazată îngroșată; fund plat. Descoperită în mormântul 47 din necropola de la Bârlad-Valea Seacă, jud. Vaslui. | Muzeul „Vasile Pârvan”, Bârlad            | Cimec    |
|      | Castron                                    | Datare: Sec. IV p. Chr. Descoperit: jud. VASLUI, BÂRLAD, Valea Seacă Material: Lut; pastă fină; lucrat la roată. | Castron; culoare cenușie; bitronconic; buza evazată; fund inelar; nervură pe gât. Descoperit în mormântul 38 din necropola de la Bârlad-Valea Seacă, jud. Vaslui. | Muzeul „Vasile Pârvan”, Bârlad            | Cimec    |
|      | Oală                                       | Datare: Sec. IV p. Chr. Descoperit: jud. VASLUI, BÂRLAD, Valea Seacă Material: Lut; pastă grosieră; lucrată cu mâna. | Oală; culoare gălbui-cărămizie; corp piriform; buza evazată cu șănțuire interioară; fund plat. Descoperită în mormântul 44 din necropola de la Bârlad-Valea Seacă, jud. Vaslui. | Muzeul „Vasile Pârvan”, Bârlad            | Cimec    |
|      | Oală                                       | Datare: Sec. IV p. Chr. Descoperit: jud. VASLUI, BÂRLAD, Valea Seacă Material: Lut; pastă grosieră; lucrată cu mâna. | Oală; culoare gălbui-cărămizie; corp bombat; buza evazată; fund plat. Descoperită în mormântul 11 din necropola de la Bârlad-Valea Seacă, jud. Vaslui. | Muzeul „Vasile Pârvan”, Bârlad            | Cimec    |
|      | Oală                                       | Datare: Sec. IV p. Chr. Descoperit: jud. VASLUI, BÂRLAD, Valea Seacă Material: Lut; pastă fină; lucrată la roată. | Oală; culoare cenușie; corp bitronconic; buza scundă orizontală; fund inelar; sub buză, o nervură orizontală circulară. Descoperită în mormântul 24 din necropola de la Bârlad-Valea Seacă, jud. Vaslui. | Muzeul „Vasile Pârvan”, Bârlad            | Cimec    |
|      | Oală                                       | Datare: Sec. IV p. Chr. Descoperit: jud. VASLUI, BÂRLAD, Valea Seacă Material: Lut; pastă fină; lucrată la roată. | Oală; culoare cenușie; corp sferic; buza scundă răsfrântă; fund inelar înălțat; pe umăr, o nervură fină. Descoperită în mormântul 4 din necropola de la Bârlad-Valea Seacă, jud. Vaslui. | Muzeul „Vasile Pârvan”, Bârlad            | Cimec    |
|      | Oală                                       | Datare: Sec. IV p. Chr. Descoperit: jud. VASLUI, BÂRLAD, Valea Seacă Material: Lut; pastă grosieră; lucrată cu mâna. | Oală; culoare gălbuie; corp cilindric; gâtul strâns; buza evazată; fundul plat. Descoperită în mormântul 37 din necropola de la Bârlad-Valea Seacă, jud. Vaslui. | Muzeul „Vasile Pârvan”, Bârlad            | Cimec    |
|      | Strachină                                  | Datare: Sec. IV p. Chr. Descoperit: jud. VASLUI, BÂRLAD, Valea Seacă Material: Lut; pastă fină; lucrată la roată. | Strachină; culoare cenușie; corp în formă de calotă; umărul marcat; buza ușor îngroșată evazată; fundul inelar. Descoperită în mormântul 1 din necropola de la Bârlad-Valea Seacă, jud. Vaslui. | Muzeul „Vasile Pârvan”, Bârlad            | Cimec    |
|      | Oală                                       | Datare: Sec. IV p. Chr. Descoperit: jud. VASLUI, BÂRLAD, Valea Seacă Material: Lut; pastă grosieră; lucrată cu mâna. | Oală; culoare gălbui-cărămizie; corp piriform; gâtul strâns; buza evazată; fundul plat. Descoperită în mormântul 24 din necropola de la Bârlad-Valea Seacă, jud. Vaslui. | Muzeul „Vasile Pârvan”, Bârlad            | Cimec    |
|      | Oală                                       | Datare: Sec. IV p. Chr. Descoperit: jud. VASLUI, BÂRLAD, Valea Seacă Material: Lut; pastă grosieră; lucrată cu mâna. | Oală miniatură; culoare gălbuie; corp ușor bombat; buza evazată; fundul plat. Descoperită în mormântul 24 din necropola de la Bârlad-Valea Seacă, jud. Vaslui. | Muzeul „Vasile Pârvan”, Bârlad            | Cimec    |
|      | Oală                                       | Datare: Sec. IV p. Chr. Descoperit: jud. VASLUI, BÂRLAD, Valea Seacă Material: Lut; pastă semifină; lucrată la roată. | Oală; culoare cenușie; corp sferoidal; buza rotunjită răsfrântă spre exterior. Descoperită în mormântul 38 din necropola de la Bârlad-Valea Seacă, jud. Vaslui. | Muzeul „Vasile Pârvan”, Bârlad            | Cimec    |
|      | Ceașcă                                     | Datare: Sec. IV - III a.Chr. Școală: Neidentificat Descoperit: jud. VASLUI, com. GĂGEȘTI, POPENI, Râpa Căprioarei Material: Lut grosier;modelată cu mâna;ardere oxidantă. | Ceașcă; pastă grosieră; culoare cenușiu-gălbuie; corp tronconic; fund plat; toartă supraînălțată. Descoperită în B3 din așezarea de la Popeni-Râpa Căprioarei, jud.Vaslui. | Muzeul „Vasile Pârvan”, Bârlad            | Cimec    |
|      | Oală                                       | Datare: Sec. XIV - XII a. Chr. Descoperit: jud. VASLUI, BÂRLAD, Fabrica de Cărămidă Material: Lut grosier; modelată cu mâna;ardere oxidantă. | Oală - borcan; pastă grosieră, cărămizie; buza alveolată, fundul plat. | Muzeul „Vasile Pârvan”, Bârlad            | Cimec    |
|      | Oală                                       | Datare: Sec. IV p. Chr. Descoperit: jud. VASLUI, BÂRLAD, Valea Seacă Material: Lut; pastă grosieră; lucrată cu mâna. | Oală; culoare gălbui-cărămizie; corp bombat; buza dezvoltată, răsfrântă; fund plat. Descoperită în locuința 8 din așezarea de la Bârlad-Valea Seacă, jud. Vaslui. | Muzeul „Vasile Pârvan”, Bârlad            | Cimec    |
|      | Oală                                       | Datare: Sec. IV p. Chr. Descoperit: jud. VASLUI, BÂRLAD, Valea Seacă Material: Lut; pastă zgrunțuroasă; lucrată la roată. | Oală fragmentară, restaurată; culoare gălbui-cărămizie; corp bombat; buza evazată teșită oblic la exterior; fund plat. Descoperită în locuința 1 din așezarea de la Bârlad-Valea Seacă, jud. Vaslui. | Muzeul „Vasile Pârvan”, Bârlad            | Cimec    |
|      | Împungător                                 | Datare: Sec.IX - XI p.Chr. Descoperit: jud. VASLUI, com. ORAȘ MURGENI, RAIU, Gura Hulubățului Material: Os; cioplire;lustruire. | Împungător din os; cioplit; lustruit. Descoperit în așezarea de la Gura Hulubățului, sat Vădeni (actual Raiu), com. Murgeni, jud. Vaslui. | Muzeul „Vasile Pârvan”, Bârlad            | Cimec    |
|      | Împungător                                 | Datare: Sec. IX-XI p.Chr. Descoperit: jud. VASLUI, com. ORAȘ MURGENI, RAIU, Gura Hulubățului Material: Os;cioplire;lustruire. | Împungător din os; cioplit; lustruit. Descoperit în bordeiul 3 din așezarea de la Gura Hulubățului, sat Raiu (Vădeni), com. Murgeni, jud. Vaslui. | Muzeul „Vasile Pârvan”, Bârlad            | Cimec    |
|      | Împungător                                 | Datare: Sec. IX-XI p.chr. Descoperit: jud. VASLUI, com. ORAȘ MURGENI, RAIU, Gura Hulubățului Material: Os; cioplire; șlefuire. | Împungător din os; cioplit; lustruit. Descoperit în așezarea de la Gura Hulubățului, sat Raiu (fost Vădeni), jud. Vaslui. | Muzeul „Vasile Pârvan”, Bârlad            | Cimec    |
|      | Idol                                       | Datare: -3600 - - 2500 a.Chr. Descoperit: jud. IAȘI, com. CUCUTENI, BĂICENI, Cetățuia Material: Lut fin;modelat cu mâna; ardere oxidantă. | Idol antropomorf fragmentar; modelat cu mâna; pastă fină, culoare gălbuie; talie îngustă; șolduri marcate; genul figurinei este indicat prin două incizii în zona inghinală; picioarele indicate printr-o incizie verticală. Descoperit în așezarea de la Cucuteni-Băiceni, jud. Iași. | Muzeul „Vasile Pârvan”, Bârlad            | Cimec    |
|      | Greutate pentru războiul de țesut          | Datare: Sec. IV p.Chr. Descoperit: jud. VASLUI, BÂRLAD, Valea Seacă Material: Lut; pastă fină; modelată cu mâna. | Greutate pentru război de țesut; gălbuie; tronconică; vârf rotunjit. Descoperită în locuința 10 din așezarea de la Bârlad-Valea Seacă, jud. Vaslui. | Muzeul „Vasile Pârvan”, Bârlad            | Cimec    |
|      | Idol                                       | Datare: - 3600 - - 2500 a.Chr. Descoperit: jud. VASLUI, com. BLĂGEȘTI, IGEȘTI, Scîndureni Material: Lut ;modelat cu mâna; ardere oxidantă;incizare. | Fragment picior de idol antropomorf; pastă aspră; culoare cenușiu-gălbuie; steatopigie pronunțată; pe fesă este prezent un decor cu incizii oblice terminate în spirală. | Muzeul „Vasile Pârvan”, Bârlad            | Cimec    |
|      | Oală                                       | Datare: Sec. IV p. Chr. Descoperit: jud. VASLUI, BÂRLAD, Valea Seacă Material: Lut; pastă fină; lucrată la roată. | Oală; culoare cenușie; bitronconică; buza evazată; fundul plat; sub buză este prezentă o nervură circulară. Descoperită în mormântul 60 din necropola de la Bârlad-Valea Seacă, jud. Vaslui. | Muzeul „Vasile Pârvan”, Bârlad            | Cimec    |
|      | Oală                                       | Datare: Sec. IV p. Chr. Descoperit: jud. VASLUI, BÂRLAD, Valea Seacă Material: Lut; pastă fină; lucrată la roată. | Oală; culoare cenușie; corp bombat; buza rotunjită; fundul inelar înălțat; pe umăr, o nervură. Descoperită în mormântul 58 din necropola de la Bârlad-Valea Seacă, jud. Vaslui. | Muzeul „Vasile Pârvan”, Bârlad            | Cimec    |
|      | Oală                                       | Datare: Sec. IV p. Chr. Descoperit: jud. VASLUI, BÂRLAD, Valea Seacă Material: Lut; pastă fină; lucrată la roată. | Oală; culoare cenușie; corp bitronconic; buza lățită orizontal; fundul inelar; între două praguri, o linie în zigzag. Descoperită în mormântul 83 din necropola de la Bârlad-Valea Seacă, jud. Vaslui. | Muzeul „Vasile Pârvan”, Bârlad            | Cimec    |
|      | Oală                                       | Datare: Sec. IV p. Chr. Descoperit: jud. VASLUI, BÂRLAD, Valea Seacă Material: Lut; pastă grosieră; lucrată cu mâna. | Oală; culoare cărămizie; corp ușor bombat; buza evazată; fundul plat. Descoperită în mormântul 96 din necropola de la Bârlad-Valea Seacă, jud. Vaslui. | Muzeul „Vasile Pârvan”, Bârlad            | Cimec    |
|      | Oală                                       | Datare: Sec. IV p. Chr. Descoperit: jud. VASLUI, BÂRLAD, Valea Seacă Material: Lut; pastă cu cioburi; lucrată cu mâna. | Oală; culoare cenușiu-gălbuie cu pete cărămizii; corp ușor bombat; buza inaltă evazată; fundul plat. Descoperită în mormântul 54 din necropola de la Bârlad-Valea Seacă, jud. Vaslui. | Muzeul „Vasile Pârvan”, Bârlad            | Cimec    |
|      | Oală                                       | Datare: Sec. IV p. Chr. Descoperit: jud. VASLUI, BÂRLAD, Valea Seacă Material: Lut; pastă fină; lucrată la roată. | Oală; culoare cenușie; corp bombat; buza înaltă evazată; fundul plat. Descoperită în mormântul 114 din necropola de la Bârlad-Valea Seacă, jud. Vaslui. | Muzeul „Vasile Pârvan”, Bârlad            | Cimec    |
|      | Oală                                       | Datare: Sec. IV p. Chr. Descoperit: jud. VASLUI, BÂRLAD, Valea Seacă Material: Lut; pastă fină; lucrată la roată. | Oală; culoare cenușie; corp sferic turtit; buza scundă evazată; fundul inelar. Descoperită în mormântul 114 din necropola de la Bârlad-Valea Seacă, jud. Vaslui. | Muzeul „Vasile Pârvan”, Bârlad            | Cimec    |
|      | Oală                                       | Datare: Sec. IV p. Chr. Descoperit: jud. VASLUI, BÂRLAD, Valea Seacă Material: Lut; pastă zgrunțuroasă; lucrată la roată. | Oală; culoare cenușie; piriformă; buza dezvoltată; fundul masiv drept. Descoperită în mormântul 81 din necropola de la Bârlad-Valea Seacă, jud. Vaslui. | Muzeul „Vasile Pârvan”, Bârlad            | Cimec    |
|      | Oală                                       | Datare: Sec. IV p. Chr. Descoperit: jud. VASLUI, BÂRLAD, Valea Seacă Material: Lut; pastă grosieră; lucrată cu mâna. | Oală; culoare cărămizie; corp bombat; buza dezvoltată; fundul plat. Descoperită în mormântul 94 din necropola de la Bârlad-Valea Seacă, jud. Vaslui. | Muzeul „Vasile Pârvan”, Bârlad            | Cimec    |
|      | Oală                                       | Datare: Sec. IV p. Chr. Descoperit: jud. VASLUI, BÂRLAD, Valea Seacă Material: Lut; pastă semifină; lucrată la roată. | Oală; culoare cenușie; corp piriform; buza evazată; fundul plat. Descoperită în mormântul 93 din necropola de la Bârlad-Valea Seacă, jud. Vaslui. | Muzeul „Vasile Pârvan”, Bârlad            | Cimec    |
|      | Oală                                       | Datare: Sec. IV p. Chr. Descoperit: jud. VASLUI, BÂRLAD, Valea Seacă Material: Lut; pastă grosieră; lucrată cu mâna. | Oală; culoare gălbuie; corp ușor bombat; buza scundă, evazată; fundul plat. Descoperită în mormântul 55 din necropola de la Bârlad-Valea Seacă, jud. Vaslui. | Muzeul „Vasile Pârvan”, Bârlad            | Cimec    |
|      | Oală                                       | Datare: Sec. IV p. Chr. Descoperit: jud. VASLUI, BÂRLAD, Valea Seacă Material: Lut; pastă grosieră; lucrată cu mâna. | Oală; culoare gălbuie; corp bombat; buza scundă, evazată; fundul masiv, înalt, plat. Descoperită în mormântul 88 din necropola de la Bârlad-Valea Seacă, jud. Vaslui. | Muzeul „Vasile Pârvan”, Bârlad            | Cimec    |
|      | Oală                                       | Datare: Sec. IV p. Chr. Descoperit: jud. VASLUI, BÂRLAD, Valea Seacă Material: Lut; pastă zgrunțuroasă; lucrată la roată. | Oală; culoare cenușie; corp piriform, partea inferioară este zgâriată cu spatula; buza dezvoltată evazată; fundul plat; pe gât, trei caneluri orizontale. Descoperită în mormântul 83 din necropola de la Bârlad-Valea Seacă, jud. Vaslui. | Muzeul „Vasile Pârvan”, Bârlad            | Cimec    |
|      | Oală miniatură                             | Datare: Sec. IV p. Chr. Descoperit: jud. VASLUI, BÂRLAD, Valea Seacă Material: Lut; pastă fină; lucrată la roată. | Oală; culoare cenușie; corp sferic turtit; buza dreaptă; fundul inelar; pe umăr și pe gât, câte un prag. Descoperită în mormântul 127 din necropola de la Bârlad-Valea Seacă, jud. Vaslui. | Muzeul „Vasile Pârvan”, Bârlad            | Cimec    |
|      | Oală                                       | Datare: Sec. IV p. Chr. Descoperit: jud. VASLUI, BÂRLAD, Valea Seacă Material: Lut; pastă zgrunțuroasă; lucrată la roată. | Oală; culoare gălbui-cărămizie; corp bitronconic turtit; gâtul strâmt; buza înaltă evazată; fundul plat. Descoperită în mormântul 127 din necropola de la Bârlad-Valea Seacă, jud. Vaslui. | Muzeul „Vasile Pârvan”, Bârlad            | Cimec    |
|      | Oală                                       | Datare: Sec. IV p. Chr. Descoperit: jud. VASLUI, BÂRLAD, Valea Seacă Material: Lut; pastă grosieră; lucrată cu mâna. | Oală; culoare gălbuie cu pete cărămizii; corp ușor bombat; buza scundă, evazată; fundul masiv, plat. Descoperită în mormântul 124 din necropola de la Bârlad-Valea Seacă, jud. Vaslui. | Muzeul „Vasile Pârvan”, Bârlad            | Cimec    |
|      | Strachină                                  | Datare: Sec. IV p. Chr. Descoperit: jud. VASLUI, BÂRLAD, Valea Seacă Material: Lut; pastă fină; lucrată la roată. | Strachină; culoare cenușie; corp bitronconic; buza scundă îngroșată, teșită oblic la exterior; fundul inelar scund; nervură fină circulară pe gât. Descoperită în mormântul 121 din necropola de la Bârlad-Valea Seacă, jud. Vaslui. | Muzeul „Vasile Pârvan”, Bârlad            | Cimec    |
|      | Fibulă                                     | Datare: Sec. IV p.Chr. Descoperit: jud. VASLUI, BÂRLAD, Valea Seacă Material: Bronz; turnare; batere. | Fibulă; picior înfășurat, întors pe dedesubt; arc ușor înălțat; resort simplu; un braț rupt. Descoperită în mormântul 84 din necropola de la Bârlad - Valea Seacă, jud. Vaslui | Muzeul „Vasile Pârvan”, Bârlad            | Cimec    |
|      | Topor                                      | Datare: - 5600 - - 4000 a.Chr. Descoperit: jud. VASLUI, com. GRIVIȚA, TRESTIANA Material: Marnă; cioplire; șlefuire. | Topor din marnă cenușie; trapezoidal; tăiș ascuțit. Descoperit în locuința A/L 3 din așezarea de la Trestiana, jud. Vaslui. | Muzeul „Vasile Pârvan”, Bârlad            | Cimec    |
|      | Daltă                                      | Datare: - 5600 - - 4000 a.Chr. Descoperit: jud. VASLUI, com. GRIVIȚA, TRESTIANA Material: Marnă;cioplire;șlefuire. | Daltă din marnă; cafenie; corp alungit. Descoperită în locuința A/L 13 din așezarea de la Trestiana, jud. Vaslui. | Muzeul „Vasile Pârvan”, Bârlad            | Cimec    |
|      | Topor                                      | Datare: - 5500 - - 4500 a. Chr. Descoperit: jud. VASLUI, com. GRIVIȚA, TRESTIANA Material: Marnă; cioplire; șlefuire. | Topor din marnă cafenie; formă trapezoidală; tăișul ușor oblic. Descoperit în locuința B/L 2 din așezarea de la Trestiana, jud. Vaslui. | Muzeul „Vasile Pârvan”, Bârlad            | Cimec    |
|      | Statuetă antropomorfă                      | Datare: - 3600 - - 2500 a.Chr. Descoperit: jud. VASLUI, com. EPURENI, BÂRLĂLEȘTI, Stanția Material: Lut fin;modelată cu mâna; ardere oxidantă. | Statuetă antropomorfă; modelată cu mâna; pastă fină cărămizie; picioarele depărtate unul de celălalt. Descoperită în așezare. | Muzeul „Vasile Pârvan”, Bârlad            | Cimec    |
|      | Împungător                                 | Datare: Sec. IX - XI p.Chr. Descoperit: jud. VASLUI, BÂRLAD, Cartier Munteni Material: Os; cioplire;lustruire. | Împungător din os; cioplit; lustruit. Descoperit în bordeiul 1. | Muzeul „Vasile Pârvan”, Bârlad            | Cimec    |
|      | Împungător                                 | Datare: Sec. IX -XI p.Chr. Descoperit: jud. VASLUI, BÂRLAD, Cartier Munteni Material: Os;cioplire;lustruire. | Împungător din os; cioplit; lustruit. Descoperit în bordeiul 1. | Muzeul „Vasile Pârvan”, Bârlad            | Cimec    |
|      | Împungător                                 | Datare: Sec.IX -XI p.Chr. Descoperit: jud. VASLUI, BÂRLAD, Cartier Munteni Material: Os;cioplire;lustruire. | Împungător din os; cioplit; lustruit. Descoperit în bordeiul 1. | Muzeul „Vasile Pârvan”, Bârlad            | Cimec    |
|      | Împungător                                 | Datare: Sec.IX -XI p.Chr. Descoperit: jud. VASLUI, BÂRLAD, Cartier Munteni Material: Os;cioplire;lustruire. | Împungător din os; cioplit; lustruit. Descoperit în bordeiul 1. | Muzeul „Vasile Pârvan”, Bârlad            | Cimec    |
|      | Statuetă antropomorfă                      | Datare: -3400 - - 3200 a.Chr. Descoperit: jud. VASLUI, com. EPURENI, BÂRLĂLEȘTI, Stanția Material: Lut fin; modelată cu mâna;ardere oxidantă. | Statuetă antropomorfă masculină; pastă fină roșiatică; abdomen proeminent; picioarele modelate separat; piciorul drept terminat conic iar cel stâng cu un început de labă; sexul proeminent; corpul înconjurat pe umeri și pe bazin cu o eșarfă. Descoperită în așezarea cucuteniană de la Bârlălești-Stanția, jud. Vaslui. | Muzeul „Vasile Pârvan”, Bârlad            | Cimec    |
|      | Fibulă                                     | Datare: Sec. IV p.Chr. Descoperit: jud. VASLUI, BÂRLAD, Valea Seacă Material: Bronz; turnare; batere. | Fibulă; picior înfășurat, întors pe dedesubt; arc ușor înălțat; resort simplu; brațele axului, lungi, terminate cu câte un buton deasupra și dedesubtul înfășurării; pe fațetări, decor incizat în X . Descoperită în mormântul 173 din necropola de la Bârlad - Valea Seacă, jud. Vaslui. | Muzeul „Vasile Pârvan”, Bârlad            | Cimec    |
|      | Fibulă                                     | Datare: Sec. IV p.Chr. Descoperit: jud. VASLUI, BÂRLAD, Valea Seacă Material: Bronz; turnare; batere. | Fibulă; picior înfășurat, întors pe dedesubt; arc înălțat rectangular în secțiune; resort simplu. Descoperită în mormântul 212 din necropola de la Bârlad - Valea Seacă, jud. Vaslui. | Muzeul „Vasile Pârvan”, Bârlad            | Cimec    |
|      | Oală                                       | Datare: Sec. IV p. Chr. Descoperit: jud. VASLUI, BÂRLAD, Valea Seacă Material: Lut; pastă zgrunțuroasă; lucrată la roată. | Oală; culoare cenușie; corp bitronconic; buza scundă îngroșată cu șănțuire interioară; fundul masiv concav, șănțuit de jur împrejur. Descoperită în mormântul 175 din necropola de la Bârlad-Valea Seacă, jud. Vaslui. | Muzeul „Vasile Pârvan”, Bârlad            | Cimec    |
|      | Colier                                     | Datare: Sec. IV p.Chr. Descoperit: jud. VASLUI, BÂRLAD Material: Sticlă; turnare. | Mărgele din sticlă verde; sferice, turtite. Descoperite în mormântul 281 din necropola de la Bârlad-Valea Seacă, jud. Vaslui. | Muzeul „Vasile Pârvan”, Bârlad            | Cimec    |
|      | Oală                                       | Datare: Sec. IV p. Chr. Descoperit: jud. VASLUI, BÂRLAD, Valea Seacă Material: Lut; pastă fină; lucrată la roată. | Oală; culoare cenușie; corp sferoidal; buza scundă evazată; fundul inelar; pe gât, un prag fin circular; pe umăr, o bandă din linii lustruite în rețea. Descoperită în mormântul 212 din necropola de la Bârlad-Valea Seacă, jud. Vaslui. | Muzeul „Vasile Pârvan”, Bârlad            | Cimec    |
|      | Oală                                       | Datare: Sec. IV p. Chr. Descoperit: jud. VASLUI, BÂRLAD, Valea Seacă Material: Lut; pastă fină; lucrată la roată. | Oală; culoare cenușie; corp sferic turtit; buza evazată; gâtul înalt; fundul plat; pe umăr, o canelură neuniformă. Descoperită în mormântul 260 din necropola de la Bârlad-Valea Seacă, jud. Vaslui. | Muzeul „Vasile Pârvan”, Bârlad            | Cimec    |
|      | Oală - urnă                                | Datare: Sec. IV p. Chr. Descoperit: jud. VASLUI, BÂRLAD, Valea Seacă Material: Lut; pastă grosieră; lucrată cu mâna. | Oală - urnă; culoare cenușiu-gălbuie; corp sferoidal; buza scundă evazată; fund plat. Descoperită în mormântul 65 din necropola de la Bârlad-Valea Seacă, jud. Vaslui. | Muzeul „Vasile Pârvan”, Bârlad            | Cimec    |
|      | Oală                                       | Datare: Sec. IV p. Chr. Descoperit: jud. VASLUI, BÂRLAD, Valea Seacă Material: Lut; pastă grosieră; lucrată cu mâna. | Oală; culoare gălbuie; corp bombat; buza evazată; fund plat. Descoperită în mormântul 259 din necropola de la Bârlad-Valea Seacă, jud. Vaslui. | Muzeul „Vasile Pârvan”, Bârlad            | Cimec    |
|      | Oală                                       | Datare: Sec. IV p. Chr. Descoperit: jud. VASLUI, BÂRLAD, Valea Seacă Material: Lut; pastă grosieră; lucrată cu mâna. | Oală; culoare gălbui-cărămizie; corp bombat; buza înaltă evazată; fundul masiv plat. Descoperită în mormântul 295 din necropola de la Bârlad-Valea Seacă, jud. Vaslui. | Muzeul „Vasile Pârvan”, Bârlad            | Cimec    |
|      | Oală                                       | Datare: Sec. IV p. Chr. Descoperit: jud. VASLUI, BÂRLAD, Valea Seacă Material: Lut; pastă fină; lucrată la roată. | Oală; culoare cenușie; corp sferic turtit; buza înaltă evazată; fundul inelar; pe gât, un prag. Descoperită în mormântul 121 din necropola de la Bârlad-Valea Seacă, jud. Vaslui. | Muzeul „Vasile Pârvan”, Bârlad            | Cimec    |
|      | Oală                                       | Datare: Sec. IV p. Chr. Descoperit: jud. VASLUI, BÂRLAD, Valea Seacă Material: Lut; pastă grosieră; lucrată cu mâna. | Oală; culoare gălbui-cărămizie; corp bombat; buza scundă evazată; fundul plat. Descoperită în mormântul 241 din necropola de la Bârlad-Valea Seacă, jud. Vaslui. | Muzeul „Vasile Pârvan”, Bârlad            | Cimec    |
|      | Oală                                       | Datare: Sec. IV p. Chr. Descoperit: jud. VASLUI, BÂRLAD, Valea Seacă Material: Lut; pastă zgrunțuroasă; lucrată la roată. | Oală; culoare cenușie; corp piriform; buza înaltă evazată; fundul plat; pe umăr, incizii oblice dispuse neuniform. Descoperită în mormântul 259 din necropola de la Bârlad-Valea Seacă, jud. Vaslui. | Muzeul „Vasile Pârvan”, Bârlad            | Cimec    |
|      | Oală                                       | Datare: Sec. IV p. Chr. Descoperit: jud. VASLUI, BÂRLAD, Valea Seacă Material: Lut; pastă grosieră; lucrată cu mâna. | Oală; culoare gălbui-cărămizie; corp relativ cilindric; buza scundă evazată; fundul plat. Descoperită în mormântul 216 din necropola de la Bârlad-Valea Seacă, jud. Vaslui. | Muzeul „Vasile Pârvan”, Bârlad            | Cimec    |
|      | Oală                                       | Datare: Sec. IV p. Chr. Descoperit: jud. VASLUI, BÂRLAD, Valea Seacă Material: Lut; pastă grosieră; lucrată cu mâna. | Oală; culoare gălbui-cenușie; corp bombat; buza evazată; fundul plat. Descoperită în mormântul 220 din necropola de la Bârlad-Valea Seacă, jud. Vaslui. | Muzeul „Vasile Pârvan”, Bârlad            | Cimec    |
|      | Oală                                       | Datare: Sec. IV p. Chr. Descoperit: jud. VASLUI, BÂRLAD, Valea Seacă Material: Lut; pastă grosieră; lucrată cu mâna. | Oală; culoare gălbui-cenușie; corp bombat; buza evazată; fundul plat. Descoperită în mormântul 184 din necropola de la Bârlad-Valea Seacă, jud. Vaslui. | Muzeul „Vasile Pârvan”, Bârlad            | Cimec    |
|      | Oală                                       | Datare: Sec. IV p. Chr. Descoperit: jud. VASLUI, BÂRLAD, Valea Seacă Material: Lut; pastă grosieră; lucrată cu mâna. | Oală; culoare gălbui-cărămizie; corp zvelt; buza evazată; fundul plat. Descoperită în mormântul 202 din necropola de la Bârlad-Valea Seacă, jud. Vaslui. | Muzeul „Vasile Pârvan”, Bârlad            | Cimec    |
|      | Oală                                       | Datare: Sec. IV p. Chr. Descoperit: jud. VASLUI, BÂRLAD, Valea Seacă Material: Lut; pastă grosieră; lucrată cu mâna. | Oală; culoare gălbui-cărămizie; corp bombat; buza evazată. Descoperită în mormântul 262 din necropola de la Bârlad-Valea Seacă, jud. Vaslui. | Muzeul „Vasile Pârvan”, Bârlad            | Cimec    |
|      | Oală                                       | Datare: Sec. IV p. Chr. Descoperit: jud. VASLUI, BÂRLAD, Valea Seacă Material: Lut; pastă grosieră; lucrată cu mâna. | Oală; culoare gălbui-cărămizie; corp bombat; buza evazată; fundul plat. Descoperită în mormântul 257 din necropola de la Bârlad-Valea Seacă, jud. Vaslui. | Muzeul „Vasile Pârvan”, Bârlad            | Cimec    |
|      | Oală                                       | Datare: Sec. IV p. Chr. Descoperit: jud. VASLUI, BÂRLAD, Valea Seacă Material: Lut; pastă grosieră; lucrată cu mâna. | Oală; culoare cenușie; corp bombat; buza evazată; fundul plat. Descoperită în mormântul 81 din necropola de la Bârlad-Valea Seacă, jud. Vaslui. | Muzeul „Vasile Pârvan”, Bârlad            | Cimec    |
|      | Oală                                       | Datare: Sec. IV p. Chr. Descoperit: jud. VASLUI, BÂRLAD, Valea Seacă Material: Lut; pastă grosieră; lucrată cu mâna. | Oală; culoare gălbui-cărămizie; corp bombat; buza evazată; fundul plat cu marginea profilată. Descoperită în mormântul 212 din necropola de la Bârlad-Valea Seacă, jud. Vaslui. | Muzeul „Vasile Pârvan”, Bârlad            | Cimec    |
|      | Oală                                       | Datare: Sec. IV p. Chr. Descoperit: jud. VASLUI, BÂRLAD, Valea Seacă Material: Lut; pastă grosieră; lucrată cu mâna. | Oală; culoare gălbui-cărămizie; corp bombat; buza răsfrântă; fundul plat, ușor profilat. Descoperită în mormântul 260 din necropola de la Bârlad-Valea Seacă, jud. Vaslui. | Muzeul „Vasile Pârvan”, Bârlad            | Cimec    |
|      | Topor                                      | Datare: - 5600 - - 4000 a.Chr. Descoperit: jud. VASLUI, com. GRIVIȚA, TRESTIANA Material: Marnă; cioplire;șlefuire. | Topor din marnă cafenie; muchia ușor concavă. Descoperit în locuința B/L 4 din așezarea de la Trestiana, jud. Vaslui. | Muzeul „Vasile Pârvan”, Bârlad            | Cimec    |
|      | Spatulă                                    | Datare: - 5500 - - 4500 a.Chr. Descoperit: jud. VASLUI, com. GRIVIȚA, TRESTIANA Material: Os;cioplire; lustruire. | Spatulă din os. Descoperită în locuința B/L 1din așezarea de la Trestiana, jud. Vaslui. | Muzeul „Vasile Pârvan”, Bârlad            | Cimec    |
|      | Topor                                      | Datare: - 5600 - - 4000 a.Chr. Descoperit: jud. VASLUI, com. GRIVIȚA, TRESTIANA Material: Marnă; cioplire;șlefuire. | Topor din marnă; formă trapezoidală; corp zvelt; tăișul puțin ciobit. Descoperit în locuința B/L 1 din așezarea de la Trestiana, jud. Vaslui. | Muzeul „Vasile Pârvan”, Bârlad            | Cimec    |
|      | Topor                                      | Datare: - 5600 - - 4000 a.Chr. Descoperit: jud. VASLUI, com. GRIVIȚA, TRESTIANA Material: Marnă; cioplire;șlefuire. | Topor din marnă cafenie; corp zvelt; muchia ușor rotunjită; tăișul ciobit de la folosire. Descoperit în locuința B/L 1 din așezarea de la Trestiana, jud. Vaslui. | Muzeul „Vasile Pârvan”, Bârlad            | Cimec    |
|      | Dăltiță                                    | Datare: - 5500 - - 4500 a.Chr. Descoperit: jud. VASLUI, com. GRIVIȚA, TRESTIANA Material: Marnă; cioplire;șlefuire. | Daltă din marnă cafenie; formă alungită. Descoperită în locuința B/L 1 din așezarea de la Trestiana, jud. Vaslui. | Muzeul „Vasile Pârvan”, Bârlad            | Cimec    |
|      | Daltă                                      | Datare: - 5600 - - 4000 a.Chr. Descoperit: jud. VASLUI, com. GRIVIȚA, TRESTIANA Material: Os; cioplire;lustruire. | Daltă din os. Descoperită în locuința B/L 1 din așezarea de la Trestiana, jud. Vaslui. | Muzeul „Vasile Pârvan”, Bârlad            | Cimec    |
|      | Oală                                       | Datare: Sec. IV p. Chr. Descoperit: jud. VASLUI, BÂRLAD, Valea Seacă Material: Lut; pastă fină; lucrată la roată. | Oală; culoare cenușie; corp bitronconic; buza scundă evazată; fundul inelar, ușor profilat. Descoperită în mormântul 339 din necropola de la Bârlad-Valea Seacă, jud. Vaslui. | Muzeul „Vasile Pârvan”, Bârlad            | Cimec    |
|      | Castron                                    | Datare: Sec. IV p. Chr. Descoperit: jud. VASLUI, BÂRLAD, Valea Seacă Material: Lut; pastă fină; lucrat la roată. | Castron; culoare cenușie; corp bitronconic; buza evazată; fundul inelar. Descoperit în mormântul 362 din necropola de la Bârlad-Valea Seacă, jud. Vaslui. | Muzeul „Vasile Pârvan”, Bârlad            | Cimec    |
|      | Oală                                       | Datare: Sec. IV p. Chr. Descoperit: jud. VASLUI, BÂRLAD, Valea Seacă Material: Lut; pastă grosieră; lucrată cu mâna. | Oală; culoare gălbuie; corp bombat; buza dreaptă; fundul plat. Descoperită în mormântul 361 din necropola de la Bârlad-Valea Seacă, jud. Vaslui. | Muzeul „Vasile Pârvan”, Bârlad            | Cimec    |
|      | Fibulă                                     | Datare: Sec. IV p.Chr. Descoperit: jud. VASLUI, BÂRLAD, Valea Seacă Material: Bronz; turnare; batere. | Fibulă; picior înfășurat, întors pe dedesubt; arc înălțat; resort simplu; ax lung. Descoperită în mormântul 361 din necropola de la Bârlad-Valea Seacă, jud. Vaslui. | Muzeul „Vasile Pârvan”, Bârlad            | Cimec    |
|      | Fibulă                                     | Datare: Sec. IV p.Chr. Descoperit: jud. VASLUI, BÂRLAD, Valea Seacă Material: Bronz; turnare; batere. | Fibulă; picior înfășurat, întors pe dedesubt; arc înălțat; resort simplu; ax lung. Descoperită în mormântul 500 din necropola de la Bârlad-Valea Seacă, jud. Vaslui. | Muzeul „Vasile Pârvan”, Bârlad            | Cimec    |
|      | Oală                                       | Datare: Sec. IV p. Chr. Descoperit: jud. VASLUI, BÂRLAD, Valea Seacă Material: Lut; pastă zgrunțuroasă; lucrată la roată. | Oală; culoare cenușie; corp sferoidal; buza dezvoltată răsfrântă; fund masiv plat. Descoperită în mormântul 319 din necropola de la Bârlad-Valea Seacă, jud. Vaslui. | Muzeul „Vasile Pârvan”, Bârlad            | Cimec    |
|      | Oală                                       | Datare: Sec. IV p. Chr. Descoperit: jud. VASLUI, BÂRLAD, Valea Seacă Material: Lut; pastă fină; lucrată la roată. | Oală; culoare cenușie; corp sferoidal; buza înaltă evazată; fundul plat; pe umăr, o linie lustruită în zigzag; pe gât; o altă linie lustruită. Descoperită în mormântul 278 din necropola de la Bârlad-Valea Seacă, jud. Vaslui. | Muzeul „Vasile Pârvan”, Bârlad            | Cimec    |
|      | Oală                                       | Datare: Sec. IV p. Chr. Descoperit: jud. VASLUI, BÂRLAD, Valea Seacă Material: Lut; pastă zgrunțuroasă; lucrată la roată. | Oală; culoare cenușie; corp sferoidal; buza răsfrântă; fund plat. Descoperită în mormântul 113 din necropola de la Bârlad-Valea Seacă, jud. Vaslui. | Muzeul „Vasile Pârvan”, Bârlad            | Cimec    |
|      | Oală                                       | Datare: Sec. IV p. Chr. Descoperit: jud. VASLUI, BÂRLAD, Valea Seacă Material: Lut; pastă zgrunțuroasă; lucrată la roată. | Oală; culoare gălbuie; corp sferoidal; buza evazată cu marginea subțiată rotunjită; fund drept, tăiat cu sfoara. Descoperită în mormântul 151 din necropola de la Bârlad-Valea Seacă, jud. Vaslui. | Muzeul „Vasile Pârvan”, Bârlad            | Cimec    |
|      | Oală                                       | Datare: Sec. IV p. Chr. Descoperit: jud. VASLUI, BÂRLAD, Valea Seacă Material: Lut; pastă fină; lucrată la roată. | Oală; culoare cenușie; corp sferic; buza răsfrântă, îngroșată; fund plat; pe gât, trei caneluri fine, circulare, paralele. Descoperită în mormântul 291 din necropola de la Bârlad-Valea Seacă, jud. Vaslui. | Muzeul „Vasile Pârvan”, Bârlad            | Cimec    |
|      | Oală                                       | Datare: Sec. IV p. Chr. Descoperit: jud. VASLUI, BÂRLAD, Valea Seacă Material: Lut; pastă fină; lucrată la roată. | Oală; culoare cenușie; corp sferic; buza orizontală, îngroșată; fund inelar; pe umăr, caneluri. Descoperită în mormântul 390 din necropola de la Bârlad-Valea Seacă, jud. Vaslui. | Muzeul „Vasile Pârvan”, Bârlad            | Cimec    |
|      | Strachină                                  | Datare: Sec. IV p. Chr. Descoperit: jud. VASLUI, BÂRLAD, Valea Seacă Material: Lut; pastă fină; lucrată la roată. | Strachină; culoare cenușie; tronconică; buza evazată, cu marginea îngroșată și rotunjită, cu muchie la exterior; fund supraînălțat, profilat, inelar. Descoperită în mormântul 321 din necropola de la Bârlad-Valea Seacă, jud. Vaslui. | Muzeul „Vasile Pârvan”, Bârlad            | Cimec    |
|      | Oală                                       | Datare: Sec. IV p. Chr. Descoperit: jud. VASLUI, BÂRLAD, Valea Seacă Material: Lut; pastă cu nisip; lucrată la roată. | Oală; culoare cărămizie; corp bombat, buza înaltă, evazată, fund plat; pe umăr, două linii incizate, orizontale. Descoperită în mormântul 57 din necropola de la Bârlad-Valea Seacă, jud. Vaslui. | Muzeul „Vasile Pârvan”, Bârlad            | Cimec    |
|      | Strachină                                  | Datare: Sec. IV p. Chr. Descoperit: jud. VASLUI, BÂRLAD, Valea Seacă Material: Lut; pastă fină; lucrată la roată. | Strachină; culoare cenușie; corp în formă de calotă; buza răsfrântă; fundul inelar. Descoperită în mormântul 473 din necropola de la Bârlad-Valea Seacă, jud. Vaslui. | Muzeul „Vasile Pârvan”, Bârlad            | Cimec    |
|      | Oală                                       | Datare: Sec. IV p. Chr. Descoperit: jud. VASLUI, BÂRLAD, Valea Seacă Material: Lut; pastă fină; lucrată la roată. | Oală; culoare cenușie; corp bitronconic; buza îngroșată, evazată, cu o ușoară șănțuire interioară; fundul inelar; sub buză, o nervură. Descoperită în mormântul 317 din necropola de la Bârlad-Valea Seacă, jud. Vaslui. | Muzeul „Vasile Pârvan”, Bârlad            | Cimec    |
|      | Oală                                       | Datare: Sec. IV p. Chr. Descoperit: jud. VASLUI, BÂRLAD, Valea Seacă Material: Lut; pastă zgrunțuroasă; lucrată la roată. | Oală; culoare cenușie; corp oval; buza scundă, evazată cu marginea rotunjită; fundul drept, tăiat cu sfoara; pe umăr; 3 incizii orizontale, paralele. Descoperită în mormântul 500 din necropola de la Bârlad-Valea Seacă, jud. Vaslui. | Muzeul „Vasile Pârvan”, Bârlad            | Cimec    |
|      | Oală                                       | Datare: Sec. IV p. Chr. Descoperit: jud. VASLUI, BÂRLAD, Valea Seacă Material: Lut; pastă grosieră; lucrată cu mâna. | Oală; culoare gălbuie; corp bombat; buza dreaptă; fundul plat. Descoperită în mormântul 473 din necropola de la Bârlad-Valea Seacă, jud. Vaslui. | Muzeul „Vasile Pârvan”, Bârlad            | Cimec    |
|      | Oală                                       | Datare: Sec. IV p. Chr. Descoperit: jud. VASLUI, BÂRLAD, Valea Seacă Material: Lut; pastă zgrunțuroasă; lucrată la roată. | Oală; culoare cenușie; corp sferoidal; buza răsfrântă; fundul plat; prezintă ușoare fațete. Descoperită în mormântul 501 din necropola de la Bârlad-Valea Seacă, jud. Vaslui. | Muzeul „Vasile Pârvan”, Bârlad            | Cimec    |
|      | Oală                                       | Datare: Sec. IV p. Chr. Descoperit: jud. VASLUI, BÂRLAD, Valea Seacă Material: Lut; pastă grosieră; lucrată cu mâna. | Oală; culoare cenușie; corp bombat; buza înălțată, evazată; fundul plat. Descoperită în mormântul 295 din necropola de la Bârlad-Valea Seacă, jud. Vaslui. | Muzeul „Vasile Pârvan”, Bârlad            | Cimec    |
|      | Strachină                                  | Datare: Sec. IV p. Chr. Descoperit: jud. VASLUI, BÂRLAD, Valea Seacă Material: Lut; pastă fină; lucrată la roată. | Strachină; culoare cenușie; corp bitronconic; buza evazată; fundul ușor bombat, fără inel. Descoperită în mormântul 448 din necropola de la Bârlad-Valea Seacă, jud. Vaslui. | Muzeul „Vasile Pârvan”, Bârlad            | Cimec    |
|      | Oală                                       | Datare: Sec. IV p. Chr. Descoperit: jud. VASLUI, BÂRLAD, Valea Seacă Material: Lut; pastă fină; lucrată la roată. | Oală; culoare cenușie; corp bitronconic; buza înaltă, evazată; fund inelar; pe umăr, o nervură, sub aceasta, o bandă dintr-un zigzag superficial. Descoperită în mormântul 499 din necropola de la Bârlad-Valea Seacă, jud. Vaslui. | Muzeul „Vasile Pârvan”, Bârlad            | Cimec    |
|      | Oală                                       | Datare: Sec. IV p. Chr. Descoperit: jud. VASLUI, BÂRLAD, Valea Seacă Material: Lut; pastă grosieră; lucrată cu mâna. | Oală; culoare gălbuie; corp bombat; gâtul strâns; buza evazată; fundul plat. Descoperită în mormântul 504 din necropola de la Bârlad-Valea Seacă, jud. Vaslui. | Muzeul „Vasile Pârvan”, Bârlad            | Cimec    |
|      | Oală                                       | Datare: Sec. IV p. Chr. Descoperit: jud. VASLUI, BÂRLAD, Valea Seacă Material: Lut; pastă grosieră; lucrată cu mâna. | Oală; culoare gălbuie; piriformă; buza evazată; fundul plat. Descoperită în mormântul 504 din necropola de la Bârlad-Valea Seacă, jud. Vaslui. | Muzeul „Vasile Pârvan”, Bârlad            | Cimec    |
|      | Oală                                       | Datare: Sec. IV p. Chr. Descoperit: jud. VASLUI, BÂRLAD, Valea Seacă Material: Lut; pastă grosieră; lucrată cu mâna. | Oală; culoare gălbuie;corp oval; buza înaltă, evazată; fundul înalt, plat. Descoperită în mormântul 499 din necropola de la Bârlad-Valea Seacă, jud. Vaslui. | Muzeul „Vasile Pârvan”, Bârlad            | Cimec    |
|      | Oală                                       | Datare: Sec. IV p. Chr. Descoperit: jud. VASLUI, BÂRLAD, Valea Seacă Material: Lut; pastă zgrunțuroasă; lucrată la roată. | Oală; culoare cenușie; corp bitronconic; buza înaltă, evazată; fundul plat. Descoperită în mormântul 499 din necropola de la Bârlad-Valea Seacă, jud. Vaslui. | Muzeul „Vasile Pârvan”, Bârlad            | Cimec    |
|      | Oală                                       | Datare: Sec. IV p. Chr. Descoperit: jud. VASLUI, BÂRLAD, Valea Seacă Material: Lut; pastă cu cioburi; lucrată la roată. | Oală; culoare cenușie; corp sferic turtit; buza scundă, îngroșată; fundul plat. Descoperită în mormântul 321 din necropola de la Bârlad-Valea Seacă, jud. Vaslui. | Muzeul „Vasile Pârvan”, Bârlad            | Cimec    |
|      | Oală                                       | Datare: Sec. IV p. Chr. Descoperit: jud. VASLUI, BÂRLAD, Valea Seacă Material: Lut; pastă grosieră; lucrată cu mâna. | Oală; culoare gălbuie; corp oval; buza înaltă, evazată; fundul plat. Descoperită în mormântul 496 din necropola de la Bârlad-Valea Seacă, jud. Vaslui. | Muzeul „Vasile Pârvan”, Bârlad            | Cimec    |
|      | Oală                                       | Datare: Sec. IV p. Chr. Descoperit: jud. VASLUI, BÂRLAD, Valea Seacă Material: Lut; pastă grosieră; lucrată cu mâna. | Oală; culoare gălbuie; corp oval; buza evazată; fundul plat. Descoperită în mormântul 450 din necropola de la Bârlad-Valea Seacă, jud. Vaslui. | Muzeul „Vasile Pârvan”, Bârlad            | Cimec    |
|      | Oală                                       | Datare: Sec. IV p. Chr. Descoperit: jud. VASLUI, BÂRLAD, Valea Seacă Material: Lut; pastă zgrunțuroasă; lucrată la roată. | Oală; culoare cenușie; corp bombat; buza evazată spre exterior; fundul plat. Descoperită în mormântul 482 din necropola de la Bârlad-Valea Seacă, jud. Vaslui. | Muzeul „Vasile Pârvan”, Bârlad            | Cimec    |
|      | Oală                                       | Datare: Sec. IV p. Chr. Descoperit: jud. VASLUI, BÂRLAD, Valea Seacă Material: Lut; pastă grosieră; lucrată cu mâna. | Oală; culoare gălbuie; corp oval, ușor bombat; buza evazată; fundul drept. Descoperită în mormântul 502 din necropola de la Bârlad-Valea Seacă, jud. Vaslui. | Muzeul „Vasile Pârvan”, Bârlad            | Cimec    |
|      | Oală                                       | Datare: Sec. IV p. Chr. Descoperit: jud. VASLUI, BÂRLAD, Valea Seacă Material: Lut; pastă grosieră; lucrată cu mâna. | Oală; culoare gălbuie; corp oval; buza răsfrântă; fundul plat. Descoperită în mormântul 452 din necropola de la Bârlad-Valea Seacă, jud. Vaslui. | Muzeul „Vasile Pârvan”, Bârlad            | Cimec    |
|      | Oală                                       | Datare: Sec. IV p. Chr. Descoperit: jud. VASLUI, BÂRLAD, Valea Seacă Material: Lut; pastă zgrunțuroasă; lucrată la roată. | Oală; culoare cenușie; corp piriform; buza evazată, tăiată oblic; fundul plat. Descoperită în mormântul 484 din necropola de la Bârlad-Valea Seacă, jud. Vaslui. | Muzeul „Vasile Pârvan”, Bârlad            | Cimec    |
|      | Oală                                       | Datare: Sec. IV p. Chr. Descoperit: jud. VASLUI, BÂRLAD, Valea Seacă Material: Lut; pastă cu nisip; lucrată la roată. | Oală; culoare cenușie; corp bombat; buza evazată; fundul drept. Descoperită în mormântul 381 din necropola de la Bârlad-Valea Seacă, jud. Vaslui. | Muzeul „Vasile Pârvan”, Bârlad            | Cimec    |
|      | Oală                                       | Datare: Sec. IV p. Chr. Descoperit: jud. VASLUI, BÂRLAD, Valea Seacă Material: Lut; pastă fină; lucrată la roată. | Oală; culoare cenușie; corp bitronconic; buza evazată; fundul inelar, supraînălțat. Descoperită în mormântul 310 din necropola de la Bârlad-Valea Seacă, jud. Vaslui. | Muzeul „Vasile Pârvan”, Bârlad            | Cimec    |
|      | Cană                                       | Datare: Sec. IV p. Chr. Descoperit: jud. VASLUI, BÂRLAD, Valea Seacă Material: Lut; pastă fină; lucrată la roată. | Cană; culoare cenușie; corp piriform; buza evazată cu cioc; fundul inelar; toartă mică prinsă prin perforarea peretelui vasului; bandă orizontală în relief pe care se află o linie în zigzag lustruită. Descoperită în mormântul 486 din necropola de la Bârlad-Valea Seacă, jud. Vaslui. | Muzeul „Vasile Pârvan”, Bârlad            | Cimec    |
|      | Oală                                       | Datare: Sec. IV p. Chr. Descoperit: jud. VASLUI, BÂRLAD, Valea Seacă Material: Lut; pastă fină; lucrată la roată. | Oală; culoare cenușie; corp sferic turtit; buza evazată; fundul inelar; prag pe umăr. Descoperită în mormântul 462 din necropola de la Bârlad-Valea Seacă, jud. Vaslui. | Muzeul „Vasile Pârvan”, Bârlad            | Cimec    |
|      | Oală                                       | Datare: Sec. IV p. Chr. Descoperit: jud. VASLUI, BÂRLAD, Valea Seacă Material: Lut; pastă semifină; lucrată la roată. | Oală; culoare cenușie; corp bitronconic; buza evazată; fundul plat; pe umăr, o canelură; pe gât, o nervură. Descoperită în mormântul 339 din necropola de la Bârlad-Valea Seacă, jud. Vaslui. | Muzeul „Vasile Pârvan”, Bârlad            | Cimec    |
|      | Oală                                       | Datare: Sec. IV p. Chr. Descoperit: jud. VASLUI, BÂRLAD, Valea Seacă Material: Lut; pastă grosieră; lucrată cu mâna. | Oală; culoare cenușie; corp bombat; buza evazată; fundul plat. Descoperită în mormântul 306 din necropola de la Bârlad-Valea Seacă, jud. Vaslui. | Muzeul „Vasile Pârvan”, Bârlad            | Cimec    |
|      | Oală                                       | Datare: Sec. IV p. Chr. Descoperit: jud. VASLUI, BÂRLAD, Valea Seacă Material: Lut; pastă grosieră; lucrată cu mâna. | Oală; culoare cărămizie; corp bombat; buza ușor evazată; fundul plat. Descoperită în mormântul 48 din necropola de la Bârlad-Valea Seacă, jud. Vaslui. | Muzeul „Vasile Pârvan”, Bârlad            | Cimec    |
|      | Oală                                       | Datare: Sec. IV p. Chr. Descoperit: jud. VASLUI, BÂRLAD, Valea Seacă Material: Lut; pastă cu nisip; lucrată la roată. | Oală; culoare gălbuie; corp oval; buza îngroșată, evazată; fundul plat; pe gât, un prag mic. Descoperită în mormântul 386 din necropola de la Bârlad-Valea Seacă, jud. Vaslui. | Muzeul „Vasile Pârvan”, Bârlad            | Cimec    |
|      | Oală                                       | Datare: Sec. IV p. Chr. Descoperit: jud. VASLUI, BÂRLAD, Valea Seacă Material: Lut; pastă fină; lucrată la roată. | Oală; culoare cenușie; corp globular; gât cilindric scund; buza evazată; fundul plat, ușor profilat. Descoperită în mormântul 333 din necropola de la Bârlad-Valea Seacă, jud. Vaslui. | Muzeul „Vasile Pârvan”, Bârlad            | Cimec    |
|      | Oală                                       | Datare: Sec. IV p. Chr. Descoperit: jud. VASLUI, BÂRLAD, Valea Seacă Material: Lut; pastă grosieră; lucrată cu mâna. | Oală; culoare gălbuie; corp bombat; buza înaltă; fundul plat cu o adâncitură circulară; pe gât, alveole executate la distanțe inegale. Descoperită în mormântul 279 din necropola de la Bârlad-Valea Seacă, jud. Vaslui. | Muzeul „Vasile Pârvan”, Bârlad            | Cimec    |
|      | Oală                                       | Datare: Sec. IV p. Chr. Descoperit: jud. VASLUI, BÂRLAD, Valea Seacă Material: Lut; pastă fină; lucrată la roată. | Oală; culoare cenușie; corp sferic turtit; buza dezvoltată, răsfrântă; fundul plat, ușor înălțat. Descoperită în mormântul 359 din necropola de la Bârlad-Valea Seacă, jud. Vaslui. | Muzeul „Vasile Pârvan”, Bârlad            | Cimec    |
|      | Oală                                       | Datare: Sec. IV p. Chr. Descoperit: jud. VASLUI, BÂRLAD, Valea Seacă Material: Lut; pastă zgrunțuroasă; lucrată la roată. | Oală; culoare cenușie; corp piriform; buza scundă, evazată, teșită oblic la exterior; fundul plat; pe umăr, incizii superficiale orizontale circulare. Descoperită în mormântul 335 din necropola de la Bârlad-Valea Seacă, jud. Vaslui. | Muzeul „Vasile Pârvan”, Bârlad            | Cimec    |
|      | Strachină                                  | Datare: - 5600 - - 4000 a.Chr. Descoperit: jud. VASLUI, com. GRIVIȚA, TRESTIANA Material: Lut fin; modelată cu mâna; ardere reductoare. | Strachină; pastă fină, cărămiziu - cenușie; formă tronconică. Descoperită în locuința A/L 9 din așezarea de la Trestiana, jud. Vaslui | Muzeul „Vasile Pârvan”, Bârlad            | Cimec    |
|      | Oală                                       | Datare: Sec. III - II a.Chr. Descoperit: jud. VASLUI, com. GĂGEȘTI, POPENI, Râpa Căprioarei Material: Lut grosier;modelată cu mâna;ardere oxidantă. | Oală; pastă de culoare cărămizie; prevăzută cu butoni. Descoperită în așezarea geto-dacică de la Popeni-Râpa Căprioarei, jud. Vaslui. | Muzeul „Vasile Pârvan”, Bârlad            | Cimec    |
|      | Amuletă                                    | Datare: Sec. XIV - XII a. Chr. Descoperit: jud. VASLUI, com. GĂGEȘTI, POPENI, La Cerchez Material: Os;cioplire;lustruire. | Amuletă din os; formă conică; fațetată în secțiune hexagonală; în partea superioară o șănțuire circulară. | Muzeul „Vasile Pârvan”, Bârlad            | Cimec    |
|      | Împungător                                 | Datare: Sec. XIV -XII a.Chr. Descoperit: jud. VASLUI, com. GĂGEȘTI, POPENI, La Cerchez Material: Os; cioplire;lustruire. | Împungător din os; lustruit; ambele capete ascuțite. | Muzeul „Vasile Pârvan”, Bârlad            | Cimec    |
|      | Împungător                                 | Datare: Sec. XIV -XII a.Chr. Descoperit: jud. VASLUI, com. GĂGEȘTI, POPENI, La Cerchez Material: Os; cioplire;lustruire. | Împungător din os; cioplit; lustruit; formă conică; vârf ascuțit. | Muzeul „Vasile Pârvan”, Bârlad            | Cimec    |
|      | Împungător                                 | Datare: Sec. XIV -XII a.Chr. Descoperit: jud. VASLUI, com. VUTCANI, POȘTA ELAN Material: Os; cioplire;lustruire. | Împungător din os; ascuțit la un capăt. | Muzeul „Vasile Pârvan”, Bârlad            | Cimec    |
|      | Împungător                                 | Datare: Sec. XIV -XII a.Chr. Descoperit: jud. VASLUI, com. EPURENI, EPURENI, Șoldănești Material: Os; cioplire;lustruire. | Împungător din os; ascuțit la un capăt. | Muzeul „Vasile Pârvan”, Bârlad            | Cimec    |
|      | Împungător                                 | Datare: Sec. XIV -XII a.Chr. Descoperit: jud. VASLUI, com. GĂGEȘTI, GIURCANI Material: Os; cioplire;lustruire. | Împungător din os; formă triunghiulară cu vârful ascuțit. | Muzeul „Vasile Pârvan”, Bârlad            | Cimec    |
|      | Împungător                                 | Datare: Sec. XIV -XII a.Chr. Descoperit: jud. VASLUI, com. BLĂGEȘTI, IGEȘTI, Scândureni Material: Os; cioplire;lustruire. | Împungător din os; ascuțit la un capăt. | Muzeul „Vasile Pârvan”, Bârlad            | Cimec    |
|      | Daltă                                      | Datare: Sec. XIV -XII a.Chr. Descoperit: jud. VASLUI, com. ȘULETEA, ȘULETEA, La Șipot Material: Os; cioplire;lustruire. | Daltă din os; formă dreptunghiulară; tăiș drept, bine ascuțit. | Muzeul „Vasile Pârvan”, Bârlad            | Cimec    |
|      | Împungător                                 | Datare: Sec. XIV -XII a.Chr. Descoperit: jud. VASLUI, com. GĂGEȘTI, POPENI Material: Os; cioplire;lustruire. | Împungător din os; vârf conic, bine ascuțit; 2 incizii pe partea superioară. | Muzeul „Vasile Pârvan”, Bârlad            | Cimec    |
|      | Împungător                                 | Datare: Sec. XIV -XII a.Chr. Descoperit: jud. VASLUI, com. GĂGEȘTI, POPENI Material: Os; cioplire;lustruire. | Împungător din os; vârf conic, bine ascuțit. | Muzeul „Vasile Pârvan”, Bârlad            | Cimec    |
|      | Împungător                                 | Datare: Sec. XIV -XII a.Chr. Descoperit: jud. VASLUI, com. GĂGEȘTI, POPENI, La Cerchez Material: Os; cioplire;lustruire. | Împungător din os; vârf conic, bine ascuțit. | Muzeul „Vasile Pârvan”, Bârlad            | Cimec    |
|      | Răzuitor                                   | Datare: Sec. XIV -XII a.Chr. Descoperit: jud. VASLUI, com. GĂGEȘTI, POPENI, La Cerchez Material: Os; cioplire;lustruire. | Răzuitor din os; formă triunghiulară; partea activă ușor curbă; cinci linii incizate la bază. | Muzeul „Vasile Pârvan”, Bârlad            | Cimec    |
|      | Împungător                                 | Datare: Sec. XIV -XII a.Chr. Descoperit: jud. VASLUI, com. BLĂGEȘTI, Sărata Material: Os; cioplire;lustruire. | Împungător din os, conic, ascuțit la vârf. | Muzeul „Vasile Pârvan”, Bârlad            | Cimec    |
|      | Împungător                                 | Datare: Sec. XIV -XII a.Chr. Descoperit: jud. VASLUI, com. GĂGEȘTI, GIURCANI Material: Os; cioplire; lustruire. | Împungător din os; ascuțit la un capăt. | Muzeul „Vasile Pârvan”, Bârlad            | Cimec    |
|      | Topor                                      | Datare: - 3600 - - 2500 a.Chr. Descoperit: jud. VASLUI, com. MĂLUȘTENI, Leaua Material: Diorit;cioplire;șlefuire. | Topor din diorit (?); formă trapezoidală; negru-cenușiu; muchia ascuțită. | Muzeul „Vasile Pârvan”, Bârlad            | Cimec    |
|      | Săpăligă                                   | Datare: Sec. XIV -XII a.Chr. Descoperit: jud. VASLUI, com. BLĂGEȘTI, IGEȘTI, Scândureni Material: Os; cioplire;lustruire;perforare. | Săpăligă din os; tăiș ascuțit, ușor curb; perforație transversală. | Muzeul „Vasile Pârvan”, Bârlad            | Cimec    |
|      | Omoplat crestat                            | Datare: Sec. XIV -XII a.Chr. Descoperit: jud. VASLUI, com. BLĂGEȘTI, BLĂGEȘTI, Sărata Material: Os; crestare. | Bătător din omoplat crestat. Prezintă crestături perpendiculare pe suprafața circulară. | Muzeul „Vasile Pârvan”, Bârlad            | Cimec    |
|      | Patină                                     | Datare: Sec. XIV -XII a.Chr. Descoperit: jud. VASLUI, com. GĂGEȘTI, GIURCANI, Sud-Est Material: Os; cioplire;lustruire;perforare. | Patină din os; perforată. | Muzeul „Vasile Pârvan”, Bârlad            | Cimec    |
|      | Patină                                     | Datare: Sec. XIV -XII a.Chr. Descoperit: jud. VASLUI, com. GĂGEȘTI, GIURCANI Material: Os; cioplire;lustruire;perforare. | Patină din os; perforată. | Muzeul „Vasile Pârvan”, Bârlad            | Cimec    |
|      | Patină                                     | Datare: Sec. XIV -XII a.Chr. Descoperit: jud. VASLUI, com. VUTCANI, POȘTA ELAN Material: Os; cioplire;lustruire;perforare. | Patină din os; perforată. | Muzeul „Vasile Pârvan”, Bârlad            | Cimec    |
|      | Patină                                     | Datare: Sec. XIV -XII a.Chr. Descoperit: jud. VASLUI, com. ORAȘ MURGENI, RAIU Material: Os; cioplire;lustruire;perforare. | Patină din os; perforată. | Muzeul „Vasile Pârvan”, Bârlad            | Cimec    |
|      | Amuletă                                    | Datare: Sec. XIV -XII a.Chr. Descoperit: jud. VASLUI, com. VUTCANI, POȘTA ELAN Material: Os; cioplire;lustruire;perforare. | Amuletă din os; formă triunghiulară cu colțuri rotunjite; perforație în partea superioară. | Muzeul „Vasile Pârvan”, Bârlad            | Cimec    |
|      | Ceașcă                                     | Datare: Sec. XIV - XII a.Chr. Descoperit: jud. VASLUI, com. ȘULETEA, ȘULETEA, La Șipot Material: Lut fin;modelată cu mâna; ardere reductoare. | Ceașcă cu toartă supraînălțată; pastă fină, culoare cenușiu-gălbuie; corp bitronconic; buza dreaptă; fundul adâncit. | Muzeul „Vasile Pârvan”, Bârlad            | Cimec    |
|      | Ceașcă                                     | Datare: Sec. XIV - XII a.Chr. Descoperit: jud. VASLUI, com. EPURENI, Solomonești Material: Lut fin;modelată cu mâna; ardere reductoare. | Ceașcă cu toartă supraînălțată; culoare cenușie; corp sferic turtit; buza înaltă evazată; fundul concav; pe umăr 3 butoni conici; sub buză o incizie. | Muzeul „Vasile Pârvan”, Bârlad            | Cimec    |
|      | Ceașcă cu toarte supraînălțate             | Datare: Sec. XIV - XII a.Chr. Descoperit: jud. VASLUI, com. GĂGEȘTI Material: Lut fin;modelată cu mâna;ardere reductoare. | Ceașcă cu torți supraînălțate; pastă fină, culoare cenușie; corp bitronconic; fund plat. Descoperită în necropolă tumulară. | Muzeul „Vasile Pârvan”, Bârlad            | Cimec    |
|      | Ceașcă cu toarte supraînălțate             | Datare: Sec. XIV - XII a.Chr. Descoperit: jud. VASLUI, com. GĂGEȘTI Material: Lut fin;modelată cu mâna;ardere reductoare. | Ceașcă cu torți supraînălțate; pastă fină, culoare cenușie; corp bitronconic; fund plat. Descoperită în necropolă tumulară. | Muzeul „Vasile Pârvan”, Bârlad            | Cimec    |
|      | Oală                                       | Datare: Sec. XIV - XII a.Chr. Descoperit: jud. VASLUI, com. EPURENI, EPURENI, Gară Material: Lut cu cioburi pisate;modelată cu mâna;ardere oxidantă. | Oală; pastă grosieră; culoare gălbuie; corp tronconic; fund plat; buza ușor evazată decorată cu crestături oblice. | Muzeul „Vasile Pârvan”, Bârlad            | Cimec    |
|      | Oală                                       | Datare: Sec. XIV - XII a.Chr. Descoperit: jud. VASLUI, com. GĂGEȘTI, GĂGEȘTI Material: Lut grosier;modelată cu mâna;ardere oxidantă. | Oală; pastă grosieră; culoare cărămizie; corp tronconic; fund plat; buza dreaptă; nervură proeminentă sub buză; 4 proeminențe aplatizate. Descoperită în necropolă tumulară. | Muzeul „Vasile Pârvan”, Bârlad            | Cimec    |
|      | Ceașcă cu toarte supraînălțate             | Datare: Sec. XIV - XII a.Chr. Descoperit: jud. VASLUI, com. GĂGEȘTI, GĂGEȘTI Material: Lut fin;modelată cu mâna;ardere reductoare. | Ceașcă cu torți supraînălțate; pastă semifină; culoare cenușie; corp bitronconic; fund plat. Descoperită în necropolă tumulară. | Muzeul „Vasile Pârvan”, Bârlad            | Cimec    |
|      | Ceașcă cu toarte supraînălțate             | Datare: Sec. XIV - XII a.Chr. Descoperit: jud. VASLUI, com. GĂGEȘTI, GĂGEȘTI Material: Lut fin;modelată cu mâna;ardere reductoare. | Ceașcă cu torți supraînălțate; pastă fină; culoare cenușie; corp sferic; fund plat. Descoperită în necropolă tumulară. | Muzeul „Vasile Pârvan”, Bârlad            | Cimec    |
|      | Omoplat crestat                            | Datare: Sec. XIV - XII a.Chr. Descoperit: jud. VASLUI, com. ORAȘ MURGENI, RAIU, Zona de nord Material: Os; crestare. | Bătător din omoplat crestat. Descoperit în așezare. | Muzeul „Vasile Pârvan”, Bârlad            | Cimec    |
|      | Omoplat crestat                            | Datare: Sec. XIV - XII a.Chr. Descoperit: jud. VASLUI, com. VUTCANI, POȘTA ELAN, Nord Material: Os; crestare. | Bătător din omoplat crestat. Descoperit în așezare. | Muzeul „Vasile Pârvan”, Bârlad            | Cimec    |
|      | Oală                                       | Datare: Sec. XIV - XII a.Chr. Descoperit: jud. VASLUI, com. GĂGEȘTI, GĂGEȘTI Material: Lut grosier; modelată cu mâna; ardere oxidantă. | Oală; pastă grosieră; culoare gălbui-cărămizie; corp ușor bombat; buza dreaptă; fund plat; prevăzută cu 2 torți. Descoperită în tumul. | Muzeul „Vasile Pârvan”, Bârlad            | Cimec    |
|      | Împungător                                 | Datare: Sec. XIV - XII a.Chr. Descoperit: jud. VASLUI, com. GĂGEȘTI, GIURCANI Material: Os; cioplire;lustruire. | Împungător din os; vârf conic; tăiș oblic. Descoperit în așezare. | Muzeul „Vasile Pârvan”, Bârlad            | Cimec    |
|      | Cataramă de centură                        | Datare: Sec. XIV - XII a.Chr. Descoperit: jud. VASLUI, com. ȘULETEA, ȘULETEA, La Șipot Material: Os; cioplire;lustruire;perforare. | Cataramă din os; formă triunghiulară; două perforații dreptunghiulare, deasupra acestora alte două perforații circulare. Descoperită în așezare. | Muzeul „Vasile Pârvan”, Bârlad            | Cimec    |
|      | Piesă de harnașament                       | Datare: Sec. XIV - XII a.Chr. Descoperit: jud. VASLUI, com. GĂGEȘTI, POPENI, La Cerchez Material: Os; cioplire;lustruire;perforare. | Piesă de harnașament; formă trapezoidală; două perforații. Descoperită în așezare. | Muzeul „Vasile Pârvan”, Bârlad            | Cimec    |
|      | Împungător                                 | Datare: Sec. XIV - XII a.Chr. Descoperit: jud. VASLUI, com. ORAȘ MURGENI, Solomonești Material: Os; cioplire;lustruire. | Împungător din os; vârf ascuțit; conic la capătul opus; tăiș curb. Descoperit în așezare. | Muzeul „Vasile Pârvan”, Bârlad            | Cimec    |
|      | Oală                                       | Datare: Sec. XIV - XII a. Chr. Descoperit: jud. VASLUI, com. CIOCANI, CRÂNGU NOU, Cuibul Vulturului Material: Lut grosier, modelată cu mâna;ardere reductoare. | Oală; culoare cenușiu-gălbuie; corp tronconic; buza ușor evazată; fund plat; nervură sub buză. Descoperită în necropolă, mormânt de înhumație. | Muzeul „Vasile Pârvan”, Bârlad            | Cimec    |
|      | Topor                                      | Datare: - 5600 - - 4000 a.Chr. Descoperit: jud. VASLUI, com. GRIVIȚA, TRESTIANA Material: Silicolit; cioplire; șlefuire. | Topor din silicolit; culoare cafenie; trapezoidal. Descoperit în locuința B/L1 din așezarea de la Trestiana, jud. Vaslui. | Muzeul „Vasile Pârvan”, Bârlad            | Cimec    |
|      | Topor                                      | Datare: - 5500 - - 4500 a.Chr. Descoperit: jud. VASLUI, com. GRIVIȚA, TRESTIANA Material: Marnă; cioplire; șlefuire. | Topor din marnă, culoare cafenie; trapezoidal. Descoperit în locuința B/L3 din așezarea de la Trestiana, jud. Vaslui. | Muzeul „Vasile Pârvan”, Bârlad            | Cimec    |
|      | Greutate pentru războiul de țesut          | Datare: - 5600 - - 4000 a.Chr. Descoperit: jud. VASLUI, com. GRIVIȚA, TRESTIANA Material: Lut grosier;modelată cu mâna, ardere reductoare;perforare. | Greutate pentru războiul de țesut; pastă semifină; cărămizie; perforată; formă circulară. Descoperită în locuința C/L7 din așezarea de la Trestiana, jud. Vaslui. | Muzeul „Vasile Pârvan”, Bârlad            | Cimec    |
|      | Topor                                      | Datare: - 5600 - - 4000 a.Chr. Descoperit: jud. VASLUI, com. GRIVIȚA, TRESTIANA Material: Silicolit; cioplire; șlefuire. | Topor din silicolit, culoare cafenie; formă trapezoidală; tăișul ciobit. Descoperit în locuința B/L1 din așezarea de la Trestiana, jud. Vaslui. | Muzeul „Vasile Pârvan”, Bârlad            | Cimec    |
|      | Topor                                      | Datare: -5500 - -4500 Descoperit: jud. VASLUI, com. GRIVIȚA, TRESTIANA Material: Silicolit;cioplire;șlefuire | Topor din silicolit; culoare cafenie; formă trapezoidală. Descoperit în locuința A/L 2 din așezarea de la Trestiana, com. Grivița, jud. Vaslui. | Muzeul „Vasile Pârvan”, Bârlad            | Cimec    |
|      | Statuetă antropomorfă                      | Datare: -3500 - - 2500 a. Chr. Descoperit: jud. VASLUI, com. GRIVIȚA, TRESTIANA Material: Lut; modelare cu mâna. | Statuetă antropomorfă; pastă fină; cenușie; linii incizate întrerupte în zona bazinului. Descoperită în locuința 1 din așezarea de la Trestiana, jud. Vaslui. | Muzeul „Vasile Pârvan”, Bârlad            | Cimec    |
|      | Cavalerul trac                             | Datare: Sec. II - III p. Chr. Descoperit: jud. VASLUI, com. IANA, HĂLĂREȘTI Material: Marmură; sculptare. | Placă de marmură albă; fragmentară; reprezentare călăreț pe cal, în trap, orientare spre dreapta. | Muzeul „Vasile Pârvan”, Bârlad            | Cimec    |
|      | Omoplat crestat                            | Datare: Sec.14 - 12 a. Chr. Descoperit: jud. VASLUI, com. ȘULETEA, ȘULETEA, La Șipot Material: Os, crestare. | Bătător de os; crestături perpendiculare pe suprafața circulară. | Muzeul „Vasile Pârvan”, Bârlad            | Cimec    |
|      | Împungător                                 | Datare: Sec. 14 - 12 a.Chr. Descoperit: jud. VASLUI, com. ȘULETEA, ȘULETEA, La Șipot Material: Os; cioplire; lustruire | Împungător din os; conic cu vârf ascuțit. | Muzeul „Vasile Pârvan”, Bârlad            | Cimec    |
|      | Omoplat crestat                            | Datare: sec. -14- -12 a. Chr. Descoperit: jud. VASLUI, com. VUTCANI, POȘTA ELAN, Nord Material: Os; crestare | Bătător de os crestat; crestături oblice pe suprafața circulară. | Muzeul „Vasile Pârvan”, Bârlad            | Cimec    |
|      | Omoplat crestat                            | Datare: Sec. -14 - -12 a.Chr. Descoperit: jud. VASLUI, com. ȘULETEA, ȘULETEA, La Șipot Material: Os; crestare | Bătător din os; prezintă crestături perpendiculare pe suprafața circulară. | Muzeul „Vasile Pârvan”, Bârlad            | Cimec    |
|      | Patină                                     | Datare: Sec. -14 - -12 a. Chr. Descoperit: jud. VASLUI, com. BLĂGEȘTI, IGEȘTI Material: Os; lustruire | Patină de os; lustruită. | Muzeul „Vasile Pârvan”, Bârlad            | Cimec    |
|      | Împungător                                 | Datare: Sec. 14 - 12 a.Chr. Descoperit: jud. VASLUI, com. GĂGEȘTI, GIURCANI Material: Os; cioplire; lustruire. | Împungător din os; lustruit; vârf conic ascuțit. | Muzeul „Vasile Pârvan”, Bârlad            | Cimec    |
|      | Răzuitor                                   | Datare: Sec. -14 - -12 a.Chr Descoperit: jud. VASLUI, com. ȘULETEA, ȘULETEA, La Șipot Material: Os; cioplire;lustruire | Răzuitor din os; lustruit; vârful curb și bine ascuțit. | Muzeul „Vasile Pârvan”, Bârlad            | Cimec    |
|      | Statuetă zoomorfă                          | Datare: -5600 - -4000 a. Chr. Descoperit: jud. VASLUI, com. GRIVIȚA, TRESTIANA Material: Lut; modelată cu mâna. | Statuetă zoomorfă; fragmentară; posibil, reprezentare de urs; corp masiv în partea superioară; pe burtă, 2 proeminențe. Descoperită în locuința B/L 4 din așezarea de la Trestiana, jud. Vaslui. | Muzeul „Vasile Pârvan”, Bârlad            | Cimec    |
|      | Greutate pentru războiul de țesut          | Datare: -5600 - -4000 a. Chr. Descoperit: jud. VASLUI, com. GRIVIȚA, TRESTIANA Material: Lut; modelare cu mâna; perforată | Greutate pentru războiul de țesut; fragmentară; perforată; pastă grosieră cărămizie; formă circulară. Descoperită în locuința B/L 4 din așezarea de la Trestiana, jud. Vaslui. | Muzeul „Vasile Pârvan”, Bârlad            | Cimec    |
|      | Topor                                      | Datare: -5600 - -4000 a. Chr. Descoperit: jud. VASLUI, com. GRIVIȚA, TRESTIANA Material: Marnă; ciplire; șlefuire. | Topor din marnă; muchia dreaptă; tăișul ciobit de la folosire; culoare cafenie. Descoperit în locuința B/L 4 din așezarea de la Trestiana, jud. Vaslui. | Muzeul „Vasile Pârvan”, Bârlad            | Cimec    |
|      | Topor                                      | Datare: -5600 - -4000 a. Chr. Descoperit: jud. VASLUI, com. GRIVIȚA, TRESTIANA Material: Marnă, cioplire; șlefuire | Topor din marnă; cafeniu deschis; trapezoidal; puțin ciobit. Descoperit în locuința B/L 1 din așezarea de la Trestiana, jud. Vaslui. | Muzeul „Vasile Pârvan”, Bârlad            | Cimec    |
|      | Topor                                      | Datare: -5500 - - 4500 a.Chr. Descoperit: jud. VASLUI, com. GRIVIȚA, TRESTIANA Material: Silicolit; cioplire; șlefuire. | Topor din silicolit; culoare brun-roșiatic; corp îngust. Descoperit în locuința B/L 4 din așezarea de la Trestiana, jud. Vaslui. | Muzeul „Vasile Pârvan”, Bârlad            | Cimec    |
|      | Strachină                                  | Datare: -5600 - - 4000 a. Chr. Descoperit: jud. VASLUI, com. GRIVIȚA, TRESTIANA Material: Lut; pastă fină; lucrată cu mâna | Strachină de lut; pastă fină cenușie; tronconică, cu peretele curbat orizontal; buza dreaptă; fundul înălțat, plat. Descoperită în locuința 10 din așezarea de la Trestiana, jud. Vaslui. | Muzeul „Vasile Pârvan”, Bârlad            | Cimec    |
|      | Afumătoare                                 | Datare: -3600 a.Chr.? Descoperit: jud. VASLUI, com. ZORLENI, POPENI Material: Lut;lucrat cu mâna; perforare | Vas-afumătoare; lucrat cu mâna; pastă aspră cărămizie; corp tronconic; perforat. | Muzeul „Vasile Pârvan”, Bârlad            | Cimec    |
|      | Topor                                      | Datare: -5600 - -4000 a. Chr. Descoperit: jud. VASLUI, com. GRIVIȚA, TRESTIANA Material: Silicolit; cioplire; șlefuire | Topor din silicolit; culoare cafenie; trapezoidal. Descoperit în locuința B/L 3 din așezarea de la Trestiana, jud. Vaslui. | Muzeul „Vasile Pârvan”, Bârlad            | Cimec    |
|      | Topor                                      | Datare: -5500 - -4500 a. Chr. Descoperit: jud. VASLUI, com. GRIVIȚA, TRESTIANA Material: Marnă; cioplire; șlefuire | Topor din marnă; trapezoidal; cafeniu deschis; cu ciobituri la ceafă și pe tăiș. Descoperit în locuința B/L 2 din așezarea de la Trestiana, jud. Vaslui. | Muzeul „Vasile Pârvan”, Bârlad            | Cimec    |
|      | Cap de figurină zoomorfă                   | Datare: -3600 - -2500 a. Chr. Descoperit: jud. VASLUI, com. MĂLUȘTENI, LUPEȘTI, La Stuhărie Material: Lut; modelat cu mâna | Cap de statuetă zoomorfă; pastă gălbuie; botul alungit; nările și ochiul stâng sunt redate prin perforații. | Muzeul „Vasile Pârvan”, Bârlad            | Cimec    |
|      | Statuetă antropomorfă                      | Datare: -3600 - -2500 a.Chr. Descoperit: jud. IAȘI, com. CUCUTENI, BĂICENI, Cetățuia Material: Lut; pastă fină; modelată cu mâna | Statuetă antropomorfă fragmentară (partea inferioară a corpului); pastă fină, gălbuie; două incizii în unghi indică sexul. | Muzeul „Vasile Pârvan”, Bârlad            | Cimec    |
|      | Statuetă antropomorfă                      | Datare: -3600 - -2500 a.Chr. Descoperit: jud. VASLUI, com. BLĂGEȘTI, IGEȘTI, Scândureni Material: Lut; pastă fină; modelată cu mâna | Picior de statuetă antropomorfă; pastă fină, gălbuie; terminat conic; decorat cu incizii în meandru spiralic. | Muzeul „Vasile Pârvan”, Bârlad            | Cimec    |
|      | Statuetă antropomorfă                      | Datare: -3600 - -2500 a. Chr. Descoperit: jud. IAȘI, com. CUCUTENI, BĂICENI, Cetățuia Material: Lut; pastă fină; modelată cu mâna | Statuetă antropomorfă; pastă fină, gălbuie; picioarele marcate printr-o incizie verticală (față-spate); genunchii reprezentați printr-o umflătură; partea inferioară terminată printr-o prelungire conică. | Muzeul „Vasile Pârvan”, Bârlad            | Cimec    |
|      | Statuetă antropomorfă                      | Datare: -3600 - -2500 a. Chr. Descoperit: jud. IAȘI, com. CUCUTENI, BĂICENI, Cetățuia Material: Lut;modelată cu mâna, pastă fină cărămizie. | Statuetă antropomorfă; pastă fină cărămizie; lucrată din două părți, lipite, incizie verticală care indică picioarele. | Muzeul „Vasile Pârvan”, Bârlad            | Cimec    |
|      | Statuetă antropomorfă                      | Datare: -3600 - -2500 a.Chr. Descoperit: jud. IAȘI, com. CUCUTENI, BĂICENI, Cetățuia Material: Lut; modelată cu mâna; pastă fină. | Statuetă antropomorfă; pastă fină cafenie; picioarele lipite. | Muzeul „Vasile Pârvan”, Bârlad            | Cimec    |
|      | Statuetă antropomorfă                      | Datare: -3600 - -2500 a.Chr. Descoperit: jud. VASLUI, com. EPURENI, BÂRLĂLEȘTI, Stanția Material: Lut; modelată cu mâna; pastă semifină. | Statuetă antropomorfă fragmentară (jumătatea stângă); pastă semifină cenușie; picior cu steatopigie pronunțată; decor cu linii incizate în meandre. | Muzeul „Vasile Pârvan”, Bârlad            | Cimec    |
|      | Statuetă antropomorfă                      | Datare: -3600 - -2500 a. Chr. Descoperit: jud. VASLUI, com. EPURENI, BÂRLĂLEȘTI, Stanția Material: Lut; pastă fină, gălbui-cărămizie; modelată cu mâna. | Picior de statuetă antropomorfă; pastă fină gălbuie-cărămizie; steatopigie pronunțată; decorat cu incizii oblice care formează unghiuri cu vârful în sus, pe lateral, și în spirală, pe fesă. | Muzeul „Vasile Pârvan”, Bârlad            | Cimec    |
|      | Statuetă antropomorfă                      | Datare: -3600 - -2500 a.Chr. Descoperit: jud. IAȘI, com. CUCUTENI, BĂICENI, Cetățuia Material: Lut; pastă fină cărămizie; modelare cu mâna. | Statuetă antropomorfă; pastă fină cărămizie; o incizie verticală (față-spate) marchează picioarele modelate din două părți și lipite. | Muzeul „Vasile Pârvan”, Bârlad            | Cimec    |
|      | Statuetă antropomorfă                      | Datare: -3600 - -2500 a.Chr. Descoperit: jud. VASLUI, com. GRIVIȚA, TRESTIANA Material: Lut; pastă fină, gălbuie; modelată cu mâna. | Statuetă antropomorfă; pastă gălbuie; steatopigie pronunțată; picioarele lipite, marcate printr-o incizie care se întretaie în X. Descoperită în locuința 1 din așezarea de la Trestiana II, jud. Vaslui. | Muzeul „Vasile Pârvan”, Bârlad            | Cimec    |
|      | Statuetă antropomorfă                      | Datare: -3600 - -2500 a.Chr. Descoperit: jud. IAȘI, com. CUCUTENI, BĂICENI, Cetățuia Material: Lut; pastă fină cărămizie; modelată cu mâna. | Statuetă antropomorfă fragmentară (se păstrează doar partea inferioară a corpului); pastă fină cărămizie; picioarele lipite. | Muzeul „Vasile Pârvan”, Bârlad            | Cimec    |
|      | Castron                                    | Datare: -5600 - -4000 a.Chr. Descoperit: jud. VASLUI, com. GRIVIȚA, TRESTIANA Material: Lut; pastă fină cărămizie; lucrată cu mâna. | Castron; pastă fină cărămizie; urme de ardere reducătoare cenușie; corp bitronconic; buza dreaptă; fundul plat. Descoperit în locuința 12 din așezarea de la Trestiana, jud. Vaslui. | Muzeul „Vasile Pârvan”, Bârlad            | Cimec    |
|      | Dăltiță                                    | Datare: -5600 - -4000 a. Chr. Descoperit: jud. VASLUI, com. GRIVIȚA, TRESTIANA Material: Os; cioplire; lustruire. | Dăltiță-netezitor din os; puternic ascuțită la capătul activ. Descoperită în locuința C/L 2 din așezarea de la Trestiana, jud. Vaslui. | Muzeul „Vasile Pârvan”, Bârlad            | Cimec    |
|      | Eboșă pentru ac                            | Datare: -5600 - -4000 a.Chr. Descoperit: jud. VASLUI, com. GRIVIȚA, TRESTIANA Material: Os; cioplire; perforare. | Eboșă pentru ac; perforată. Descoperită în locuința C/L 2 din așezarea de la Trestiana, jud. Vaslui. | Muzeul „Vasile Pârvan”, Bârlad            | Cimec    |
|      | Împungător                                 | Datare: -5600 - - 4000 a.Chr. Descoperit: jud. VASLUI, com. GRIVIȚA, TRESTIANA Material: Os; cioplire; lustruire. | Împungător din os; bine ascuțit la vârf. Descoperit în locuința C/L 2 din așezarea de la Trestiana, jud. Vaslui. | Muzeul „Vasile Pârvan”, Bârlad            | Cimec    |
|      | Ac                                         | Datare: -5600 - -4000 a.Chr. Descoperit: jud. VASLUI, com. GRIVIȚA, TRESTIANA Material: Os; cioplire; lustruire; perforare. | Ac din os; perforat; lustruit. Descoperit în locuința C/L 2 din așezarea de la Trestiana, jud. Vaslui. | Muzeul „Vasile Pârvan”, Bârlad            | Cimec    |
|      | Topor                                      | Datare: -5600 - -4000 a.Chr. Descoperit: jud. VASLUI, com. GRIVIȚA, TRESTIANA Material: Silicolit; cioplire; șlefuire. | Topor din silicolit; formă trapezoidală; culoare cafenie. Descoperit în locuința C/L 2 din așezarea de la Trestiana, jud. Vaslui. | Muzeul „Vasile Pârvan”, Bârlad            | Cimec    |
|      | Vas bitronconic                            | Datare: Sec. -14 - -12 a.Chr Descoperit: jud. VASLUI, com. CIOCANI, CRÂNGU NOU, Râpa Mâții Material: Lut; pastă semifină;lucrat cu mâna. | Vas bitronconic; pastă semifină gălbuie; buza dreaptă; fundul plat; pe umăr are două apucători. | Muzeul „Vasile Pârvan”, Bârlad            | Cimec    |
|      | Greutate                                   | Datare: Sec. XIV -XII a.Chr. Descoperit: jud. VASLUI, com. GĂGEȘTI, GIURCANI Material: Lut; pastă grosieră; modelată cu mâna; perforată. | Greutate; pastă grosieră; culoare cărămizie; formă discoidală; perforată central. | Muzeul „Vasile Pârvan”, Bârlad            | Cimec    |
|      | Cană                                       | Datare: Sec. XIV - XII a.Chr. Descoperit: jud. VASLUI, com. CIOCANI, CRÂNGU NOU, Râpa Mâții Material: Lut; pastă grosieră; modelată cu mâna. | Cană cu o toartă; pastă grosieră, culoare cenușiu-gălbuie; urme de ardere reducătoare. | Muzeul „Vasile Pârvan”, Bârlad            | Cimec    |
|      | Greutate pentru războiul de țesut          | Datare: -5600 - - 4000 a.Chr. Descoperit: jud. VASLUI, com. GRIVIȚA, TRESTIANA Material: Lut; pastă grosieră; modelată cu mâna; perforată. | Greutate pentru războiul de țesut; culoare cenușiu-gălbuie; circulară; perforată. Descoperită în locuința C/L 1 din așezarea de la Trestiana, jud. Vaslui. | Muzeul „Vasile Pârvan”, Bârlad            | Cimec    |
|      | Greutate pentru războiul de țesut          | Datare: -5600 - - 4000 a.Chr. Descoperit: jud. VASLUI, com. GRIVIȚA, TRESTIANA Material: Lut; modelată cu mâna; pastă grosieră; perforată. | Greutate pentru războiul de țesut; pastă grosieră; culoare cărămizie; circulară; perforată. Descoperită în locuința C/L 1 din așezarea de la Trestiana, jud. Vaslui. | Muzeul „Vasile Pârvan”, Bârlad            | Cimec    |
|      | Patină                                     | Datare: Sec. XIV - XII a.Chr. Descoperit: jud. VASLUI, com. GĂGEȘTI, GIURCANI Material: Os; perforare; lustruire. | Patină din os; perforată; lustruită. | Muzeul „Vasile Pârvan”, Bârlad            | Cimec    |
|      | Oală                                       | Datare: -5600 - - 4000 a.Chr. Descoperit: jud. VASLUI, com. GRIVIȚA, TRESTIANA Material: Lut; pastă grosieră; lucrată cu mâna. | Oală din lut, pastă grosieră; culoare cărămizie; corp oval; buza dreaptă; fund plat; decorată cu alveole duble dispuse vertical pe corpul vasului. Descoperită în locuința B/L 4 din așezarea de la Trestiana, jud. Vaslui. | Muzeul „Vasile Pârvan”, Bârlad            | Cimec    |
|      | Greutate                                   | Datare: Sec. XIV - XII a. Chr. Descoperit: jud. VASLUI, com. GĂGEȘTI, GIURCANI Material: Lut; pastă grosieră; modelată cu mâna. | Greutate discoidală; lut; pastă grosieră; culoare cărămizie; o adâncitură pe una din fețe. | Muzeul „Vasile Pârvan”, Bârlad            | Cimec    |
|      | Împungător                                 | Datare: -5600 - - 4000 a.Chr. Descoperit: jud. VASLUI, com. GRIVIȚA, TRESTIANA Material: Os; cioplire; lustruire. | Împungător din os; puternic ascuțit la vârf. Descoperit în locuința C/L 3 din așezarea de la Trestiana, jud. Vaslui. | Muzeul „Vasile Pârvan”, Bârlad            | Cimec    |
|      | Împungător                                 | Datare: -5600 - - 4000 a.Chr. Descoperit: jud. VASLUI, com. GRIVIȚA, TRESTIANA Material: Os; cioplire; lustruire. | Împungător din os; lucrat din așchie de os; puternic ascuțit la vârf. Descoperit în locuința C/L 3 din așezarea de la Trestiana, jud. Vaslui. | Muzeul „Vasile Pârvan”, Bârlad            | Cimec    |
|      | Împungător                                 | Datare: - 5600- - 4000 a.Chr. Descoperit: jud. VASLUI, com. GRIVIȚA, TRESTIANA Material: Os; cioplire; lustruire. | Împungător; os; lucrat din așchie de os. Descoperit în locuința C/L 3 din așezarea de la Trestiana, jud. Vaslui. | Muzeul „Vasile Pârvan”, Bârlad            | Cimec    |
|      | Împungător                                 | Datare: - 5600 - - 4000 a.Chr. Descoperit: jud. VASLUI, com. GRIVIȚA, TRESTIANA Material: Os; cioplire; lustruire. | Vârf de împungător din os; conic, ascuțit la vârf. Descoperit în locuința C/L 3 din așezarea de la Trestiana, jud. Vaslui. | Muzeul „Vasile Pârvan”, Bârlad            | Cimec    |
|      | Daltă                                      | Datare: - 5600 - - 4000 a.Chr. Descoperit: jud. VASLUI, com. GRIVIȚA, TRESTIANA Material: Marnă; cioplire; șlefuire. | Daltă din marnă; cafenie; formă calapod, tăiș îngust și ceafa nefinisată. Descoperită în locuința C/L 3 din așezarea de la Trestiana, jud. Vaslui. | Muzeul „Vasile Pârvan”, Bârlad            | Cimec    |
|      | Spatulă                                    | Datare: - 5600 - - 4000 a.Chr. Descoperit: jud. VASLUI, com. GRIVIȚA, TRESTIANA Material: Os; cioplire; lustruire | Spatulă din os; fragmentară; lustruită. Descoperită în locuința C/L 4 din așezarea de la Trestiana, jud. Vaslui. | Muzeul „Vasile Pârvan”, Bârlad            | Cimec    |
|      | Topor                                      | Datare: -5500 - - 4500 a.Chr. Descoperit: jud. VASLUI, com. GRIVIȚA, TRESTIANA Material: Marnă; cioplire; șlefuire. | Topor din marnă; formă trapezoidală; culoare cafenie; cu urme de folosire. Descoperit în locuința C/L 3 din așezarea de la Trestiana, jud. Vaslui. | Muzeul „Vasile Pârvan”, Bârlad            | Cimec    |
|      | Topor                                      | Datare: -5500 - - 4500 a.Chr. Descoperit: jud. VASLUI, com. GRIVIȚA, TRESTIANA Material: Marnă; cioplire; șlefuire. | Topor din marnă; formă trapezoidală; culoare cafenie; ceafa dreaptă; tăiș curb foarte ascuțit. Descoperit în locuința B/L 1 din așezarea de la Trestiana, jud. Vaslui. | Muzeul „Vasile Pârvan”, Bârlad            | Cimec    |
|      | Daltă                                      | Datare: -5600 - - 4000 a.Chr. Descoperit: jud. VASLUI, com. GRIVIȚA, TRESTIANA Material: Silicolit; cioplire; șlefuire. | Daltă din silicolit; culoare cafenie; formă de calapod; tăiș îngust. Descoperită în locuința C/L 3 din așezarea de la Trestiana, jud. Vaslui. | Muzeul „Vasile Pârvan”, Bârlad            | Cimec    |
|      | Statuetă antropomorfă                      | Datare: - 5600 - - 4000 a.Chr. Descoperit: jud. VASLUI, com. GRIVIȚA, TRESTIANA Material: Lut, pastă fină cărămizie; modelată cu mâna. | Picior de statuetă antropomorfă; pastă fină cărămizie; steatopigie. Descoperit în locuința C/L 3 din așezarea de la Trestiana, jud. Vaslui. | Muzeul „Vasile Pârvan”, Bârlad            | Cimec    |
|      | Statuetă antropomorfă                      | Datare: - 5600 - - 4000 a.Chr. Descoperit: jud. VASLUI, com. GRIVIȚA, TRESTIANA Material: Lut; modelată cu mâna; pastă semifină. | Statuetă antropomorfă; pastă semifină; cărămizie; corpul oval; nasul redat printr-o proeminență. Descoperită în locuința C/L 3 din așezarea de la Trestiana, jud. Vaslui. | Muzeul „Vasile Pârvan”, Bârlad            | Cimec    |
|      | Statuetă antropomorfă                      | Datare: -5600 - - 4000 a.Chr. Descoperit: jud. VASLUI, com. GRIVIȚA, TRESTIANA Material: Lut; modelată cu mâna; pastă grosieră. | Statuetă antropomorfă; pastă grosieră; cărămizie; formă tronconică cu baza plată circulară; ochii redați prin două împunsături. Descoperită în locuința C/L 7 din așezarea de la Trestiana, jud. Vaslui. | Muzeul „Vasile Pârvan”, Bârlad            | Cimec    |
|      | Idol (?)                                   | Datare: -5600 - - 4000 a.Chr. Descoperit: jud. VASLUI, com. GRIVIȚA, TRESTIANA Material: Lut; modelat cu mâna. | Idol (?); lut, culoare cenușiu-gălbuie; formă de trunchi conic; baza dezvoltată circulară concavă. Descoperit în locuința C/L 2 din așezarea de la Trestiana, jud. Vaslui. | Muzeul „Vasile Pârvan”, Bârlad            | Cimec    |
|      | Pahar miniatural                           | Datare: -5600 - - 4000 a.Chr. Descoperit: jud. VASLUI, com. GRIVIȚA, TRESTIANA Material: Lut; lucrat cu mâna; pastă fină. | Pahar miniatură; pastă fină cărămizie; tronconic; cu picior. Descoperit în locuința A/L 3 din așezarea de la Trestiana, jud. Vaslui. | Muzeul „Vasile Pârvan”, Bârlad            | Cimec    |
|      | Corn de idol zoomorf                       | Datare: -5600 - - 4000 a.Chr. Descoperit: jud. VASLUI, com. GRIVIȚA, TRESTIANA Material: Os; cioplit; lustruit. | Fragment de corn de idol zoomorf; partea de la vârf. Descoperit în locuința C/L 3 din așezarea de la Trestiana, jud. Vaslui. | Muzeul „Vasile Pârvan”, Bârlad            | Cimec    |
|      | Statuetă zoomorfă                          | Datare: -5600 - - 4000 a.Chr. Descoperit: jud. VASLUI, com. GRIVIȚA, TRESTIANA Material: Lut; modelată cu mâna; pastă semifină. | Statuetă zoomorfă (broască?); culoare cărămizie; picioarele lipsă. Descoperită în locuința C/L 3 din așezarea de la Trestiana, jud. Vaslui. | Muzeul „Vasile Pârvan”, Bârlad            | Cimec    |
|      | Mărgică                                    | Datare: -5600 - - 4000 a.Chr. Descoperit: jud. VASLUI, com. GRIVIȚA, TRESTIANA Material: Lut; pastă semifină; modelată cu mâna; perforată. | Mărgică din lut; pastă semifină cărămizie; formă cilindrică; perforată longitudinal. Descoperită în locuința A/L 3 din așezarea de la Trestiana, jud. Vaslui. | Muzeul „Vasile Pârvan”, Bârlad            | Cimec    |
|      | Împungător                                 | Datare: -5600 - - 4000 a.Chr. Descoperit: jud. VASLUI, com. GRIVIȚA, TRESTIANA Material: Os; cioplire; lustruire. | Împungător din os; lucrat din lamă de os mare; puternic ascuțit la vârf. Descoperit în locuința C/L 6 din așezarea de la Trestiana, jud. Vaslui. | Muzeul „Vasile Pârvan”, Bârlad            | Cimec    |
|      | Împungător                                 | Datare: -5600 - - 4000 a.Chr. Descoperit: jud. VASLUI, com. GRIVIȚA, TRESTIANA Material: Os; cioplire; lustruire. | Împungător din os; lucrat din lamă de os mare; puternic ascuțit la vârf. Descoperit în locuința C/L 6 din așezarea de la Trestiana, jud. Vaslui. | Muzeul „Vasile Pârvan”, Bârlad            | Cimec    |
|      | Topor                                      | Datare: -5600 - - 4000 a.Chr. Descoperit: jud. VASLUI, com. GRIVIȚA, TRESTIANA Material: Marnă; cioplire; șlefuire. | Topor din marnă; trapezoidal; ceafa rotundă; tăiș ascuțit; oval în secțiune; culoare cafenie. Descoperit în locuința C/L 5 din așezarea de la Trestiana, jud. Vaslui. | Muzeul „Vasile Pârvan”, Bârlad            | Cimec    |
|      | Topor                                      | Datare: -5500 - - 4500 a.Chr. Descoperit: jud. VASLUI, com. GRIVIȚA, TRESTIANA Material: Marnă; cioplire; șlefuire. | Topor din marnă; trapezoidal; tăiș ascuțit; culoare vineție. Descoperit în locuința C/L 6 din așezarea de la Trestiana, jud. Vaslui. | Muzeul „Vasile Pârvan”, Bârlad            | Cimec    |
|      | Statuetă antropomorfă                      | Datare: -5600 - - 4000 a.Chr. Descoperit: jud. VASLUI, com. GRIVIȚA, TRESTIANA Material: Lut; pastă semifină; modelată cu mâna. | Fragment de statuetă antropomofă; pastă cărămizie; capul lipsește. Descoperită în locuința C/L 3 din așezarea de la Trestiana, jud. Vaslui. | Muzeul „Vasile Pârvan”, Bârlad            | Cimec    |
|      | Împungător                                 | Datare: -5600 - - 4000 a.Chr. Descoperit: jud. VASLUI, com. GRIVIȚA, TRESTIANA Material: Os; cioplire; lustruire. | Împungător din os; lucrat din lamă de os mare; puternic ascuțit la vârf. Descoperit în locuința C/L 6 din așezarea de la Trestiana, jud. Vaslui. | Muzeul „Vasile Pârvan”, Bârlad            | Cimec    |
|      | Statuetă zoomorfă                          | Datare: -5600 - - 4000 a.Chr. Descoperit: jud. VASLUI, com. GRIVIȚA, TRESTIANA Material: Lut; modelată cu mâna; pastă semifină. | Fragment de statuetă zoomorfă (partea posterioară); pastă cărămizie; spinarea arcuită; picioarele distanțate, conice; coada scurtă. Descoperită în locuința C/L 6 din așezarea de la Trestiana, jud. Vaslui. | Muzeul „Vasile Pârvan”, Bârlad            | Cimec    |
|      | Statuetă                                   | Datare: -5600 - - 4000 a.Chr. Descoperit: jud. VASLUI, com. GRIVIȚA, TRESTIANA Material: Lut; modelată cu mâna; pastă fină. | Statuetă fragmentară; formă ușor prismatică; pastă cenușiu-gălbuie; decor din linii incizate în zigzag. Descoperită în locuința C/L 6 din așezarea de la Trestiana, jud. Vaslui. | Muzeul „Vasile Pârvan”, Bârlad            | Cimec    |
|      | Statuetă zoomorfă                          | Datare: -5600 - - 4000 a.Chr. Descoperit: jud. VASLUI, com. GRIVIȚA, TRESTIANA Material: Lut; pastă fină; modelată cu mâna. | Fragment de statuetă zoomorfă (partea posterioară); picioare conice; pastă gălbuie. Descoperită în locuința C/L 6 din așezarea de la Trestiana, jud. Vaslui. | Muzeul „Vasile Pârvan”, Bârlad            | Cimec    |
|      | Strachină                                  | Datare: -5600 - - 4000 a.Chr. Descoperit: jud. VASLUI, com. GRIVIȚA, TRESTIANA Material: Lut; lucrată cu mâna; pastă fină. | Strachină; pastă fină; cărămizie; corp bitronconic; partea inferioară dezvoltată; buza articulată; fundul inelar. Descoperită în locuința B/L 4 din așezarea de la Trestiana, jud. Vaslui. | Muzeul „Vasile Pârvan”, Bârlad            | Cimec    |
|      | Omoplat crestat                            | Datare: Sec. XIV - XII a.Chr. Descoperit: jud. VASLUI, com. EPURENI, EPURENI, Gară Material: Os; crestare. | Bătător din omoplat crestat. | Muzeul „Vasile Pârvan”, Bârlad            | Cimec    |
|      | Ac                                         | Datare: Sec.XIV-XII a.Chr. Descoperit: jud. VASLUI, com. VUTCANI, POȘTA ELAN, Dealul lui Țugui Material: Bronz; batere. | Ac din bronz; formă aproximativ rectangulară, cu capetele ascuțite. Descoperit în locuința 1 din așezarea de la Poșta Elan, jud. Vaslui. | Muzeul „Vasile Pârvan”, Bârlad            | Cimec    |
|      | Împungător                                 | Datare: Sec.XIV-XII a.Chr. Descoperit: jud. VASLUI, com. VUTCANI, POȘTA ELAN, Dealul lui Țugui Material: Os; cioplire;lustruire. | Împungător din os. Descoperit în groapa 1 din așezarea de la Poșta Elan, jud. Vaslui. | Muzeul „Vasile Pârvan”, Bârlad            | Cimec    |
|      | Împungător                                 | Datare: Sec.XIV-XII a.Chr. Descoperit: jud. VASLUI, com. VUTCANI, POȘTA ELAN, Dealul lui Țugui Material: Os; cioplire;lustruire. | Împungător din os. Descoperit în groapa 1 din așezarea de la Poșta Elan, jud. Vaslui. | Muzeul „Vasile Pârvan”, Bârlad            | Cimec    |
|      | Răzuitor                                   | Datare: Sec. XIV-XII a.Chr. Descoperit: jud. VASLUI, com. VUTCANI, POȘTA ELAN, Dealul lui Țugui Material: Os; cioplire; lustruire. | Răzuitor din os; formă piramidală. | Muzeul „Vasile Pârvan”, Bârlad            | Cimec    |
|      | Daltă                                      | Datare: Sec.XIV-XII a.Chr. Descoperit: jud. VASLUI, com. VUTCANI, POȘTA ELAN, Dealul lui Țugui Material: Os; cioplire; lustruire. | Daltă din os, probabil de bovideu. | Muzeul „Vasile Pârvan”, Bârlad            | Cimec    |
|      | Împungător                                 | Datare: Sex.XIV-XII a.Chr. Descoperit: jud. VASLUI, com. VUTCANI, POȘTA ELAN, Dealul lui Țugui Material: Os; cioplire; lustruire. | Împungător din os; vârf ascuțit. | Muzeul „Vasile Pârvan”, Bârlad            | Cimec    |
|      | Împungător                                 | Datare: Sex.XIV-XII a.Chr. Descoperit: jud. VASLUI, com. VUTCANI, POȘTA ELAN, Dealul lui Țugui Material: Os; cioplire; lustruire. | Împungător din os. | Muzeul „Vasile Pârvan”, Bârlad            | Cimec    |
|      | Seceră                                     | Datare: Sec.XIV-XII a.Chr. Descoperit: jud. VASLUI, com. VUTCANI, POȘTA ELAN, Dealul lui Țugui Material: Os; tăiere; crestare. | Seceră din os; dinții inegal tăiați și foarte puțin adânci. | Muzeul „Vasile Pârvan”, Bârlad            | Cimec    |
|      | Omoplat crestat                            | Datare: Sec.XIV-XII a.Chr. Descoperit: jud. VASLUI, com. VUTCANI, POȘTA ELAN, Dealul lui Țugui Material: Os; crestare. | Bătător de os; crestături puțin oblice pe suprafața circulară. | Muzeul „Vasile Pârvan”, Bârlad            | Cimec    |
|      | Omoplat crestat                            | Datare: Sec.XIV-XII a.Chr. Descoperit: jud. VASLUI, com. VUTCANI, POȘTA ELAN, Dealul lui Țugui Material: Os; crestare. | Bătător de os; crestături inegale ca adâncime pe suprafața circulară. | Muzeul „Vasile Pârvan”, Bârlad            | Cimec    |
|      | Împungător                                 | Datare: Sec.XIV-XII a.Chr. Descoperit: jud. VASLUI, com. VUTCANI, POȘTA ELAN, Dealul lui Țugui Material: Os; cioplire; lustruire. | Împungător din os tubular. Descoperit în locuința 1 din așezarea de la Poșta Elan, jud. Vaslui. | Muzeul „Vasile Pârvan”, Bârlad            | Cimec    |
|      | Împungător                                 | Datare: Sec.XIV-XII a.Chr. Descoperit: jud. VASLUI, com. VUTCANI, POȘTA ELAN, Dealul lui Țugui Material: Os; cioplire; lustruire. | Împungător realizat dintr-un metacarp drept de ovicaprină; pe articulația proximală, osul este perforat. Descoperit în locuința 1 din așezarea de la Poșta Elan, jud. Vaslui. | Muzeul „Vasile Pârvan”, Bârlad            | Cimec    |
|      | Împungător                                 | Datare: Sec.XIV-XII a.Chr. Descoperit: jud. VASLUI, com. VUTCANI, POȘTA ELAN, Dealul lui Țugui Material: Os; cioplire; lustruire. | Împungător realizat din cubitus de ovicaprină; lustruit pe diafiză; la nivelul epifizei proximale prezintă un orificiu. Descoperit în locuința 1 din așezarea de la Poșta Elan, jud.Vaslui. | Muzeul „Vasile Pârvan”, Bârlad            | Cimec    |
|      | Împungător                                 | Datare: Sec.XIV-XII a.Chr. Descoperit: jud. VASLUI, com. VUTCANI, POȘTA ELAN, Dealul lui Țugui Material: Os; cioplire; lustruire. | Împungător realizat din cubitus de ovicaprină; lustruit pe diafiză; la nivelul epifizei proximale prezintă o perforare. Descoperit în locuința 1 din așezarea de la Poșta Elan, jud. Vaslui. | Muzeul „Vasile Pârvan”, Bârlad            | Cimec    |
|      | Omoplat crestat                            | Datare: Sec. XIV-XII a.Chr. Descoperit: jud. VASLUI, com. VUTCANI, POȘTA ELAN, Dealul lui Țugui Material: Os;crestare. | Bătător din omoplat crestat; crestături perpendiculare adânci pe suprafața circulară. Descoperit în locuința 1 din așezarea de la Poșta Elan, jud. Vaslui. | Muzeul „Vasile Pârvan”, Bârlad            | Cimec    |
|      | Răzuitor                                   | Datare: Sec.XIV-XII a.Chr. Descoperit: jud. VASLUI, com. VUTCANI, POȘTA ELAN, Dealul lui Țugui Material: Os; cioplire; lustruire. | Răzuitor realizat dintr-un fragment de os, probabil de bovideu. | Muzeul „Vasile Pârvan”, Bârlad            | Cimec    |
|      | Patină                                     | Datare: Sec.XIV-XII a.Chr. Descoperit: jud. VASLUI, com. VUTCANI, POȘTA ELAN, Dealul lui Țugui Material: Os; lustruită; perforată. | Fragment de patină din os; prezintă două perforații pe de o parte și de alta a capului de os. Descoperită în S3 din așezarea de la Poșta Elan, jud. Vaslui. | Muzeul „Vasile Pârvan”, Bârlad            | Cimec    |
|      | Borcan                                     | Datare: sec. XIV-XV p. Chr. Descoperit: jud. VASLUI, com. Dumești, Schinetea, La Jigodină Material: Lucrat la roată, din lut degresat cu nisip vasul cu corpul bombat are buza evazată, îngroșată și prevăzută cu o șănțuire pentru capac. Vasul are gâtul scurt și este decorat la baza gâtului cu mai multe caneluri circulare ușor adâncite. | Lucrat la roată, din lut degresat cu nisip, vasul cu corpul bombat are buza evazată, îngroșată și prevăzută cu o șănțuire pentru capac. Vasul are gâtul scurt și este decorat la baza gâtului cu mai multe caneluri circulare ușor adâncite. Distrus la momentul descoperirii, vasul a fost bine restaurat, astăzi prezentând o stare de conservare bună. | Muzeul Județean „Ștefan cel Mare”, Vaslui | Cimec    |
|      | Capac vas                                  | Datare: sec. XIV-XV p. Chr. Descoperit: jud. VASLUI, com. Dumești, Schinetea, La Jigodină Material: Capacul vasului reprezintă o piatră plată; o gresie de culoare brună cenușie, fragmentată la descoperirea vasului și restaurată în cadrul muzeului, de formă mai mult dreptunghiulară și mai puțin circulară.                               | Capacul vasului reprezintă o piatră plată; o gresie de culoare brună cenușie, fragmentată la descoperirea vasului și restaurată în cadrul muzeului, de formă mai mult dreptunghiulară și mai puțin circulară. | Muzeul Județean „Ștefan cel Mare”, Vaslui | Cimec    |
|      | Bumb                                       | Datare: sec. XIV-XV p. Chr. Descoperit: jud. VASLUI, com. Dumești, Schinetea, La Jigodină Material: Bumb globular din argint realizat prin batere și lipire. | Bumb globular de mici dimensiuni, realizat prin sudarea/lipirea a două emisfere și având la un pol o verigă de prindere. Cealaltă emisferă are polul aplatizat. | Muzeul Județean „Ștefan cel Mare”, Vaslui | Cimec    |
|      | Bumb                                       | Datare: sec. XIV-XV p. Chr. Descoperit: jud. VASLUI, com. Dumești, Schinetea, La Jigodină Material: Bumb globular din argint realizat prin batere și lipire. | Bumb globular de mici dimensiuni realizat prin sudarea/lipirea a două emisfere și având la un pol o verigă de prindere. Cealaltă emisferă are polul aplatizat. | Muzeul Județean „Ștefan cel Mare”, Vaslui | Cimec    |
|      | Bumb                                       | Datare: sec. XIV-XV p. Chr. Descoperit: jud. VASLUI, com. Dumești, Schinetea, La Jigodină Material: Bumb globular din argint aurit realizat prin batere și lipire. | Bumb globular de mici dimensiuni prelucrat din argint aurit realizat prin sudarea/lipirea a două emisfere; una dintre emisfere având la un pol o verigă de prindere. | Muzeul Județean „Ștefan cel Mare”, Vaslui | Cimec    |
|      | Bumb                                       | Datare: sec. XIV-XV p. Chr. Descoperit: jud. VASLUI, com. Dumești, Schinetea, La Jigodină Material: Bumb globular din argint aurit realizat prin batere și lipire. | Bumb globular prelucrat din argint aurit și realizat prin sudoarea/lipirea a două emisfere și având la un pol o verigă de prindere. | Muzeul Județean „Ștefan cel Mare”, Vaslui | Cimec    |
|      | Chaton inel                                | Datare: sec. XIV-XV p. Chr. Descoperit: jud. VASLUI, com. Dumești, Schinetea, La Jigodină Material: Chaton inel din argint realizat prin batere. | Chatonul inelul de formă elipsoidală reprezintă, de fapt, o monedă imperială romană, din vremea împăratului Traian, cu avers-ul ilizibil, emisă în perioada 103-114 Chr. Chatonul face corp comun cu veriga, având ca număr de inventar: 17148. | Muzeul Județean „Ștefan cel Mare”, Vaslui | Cimec    |
|      | Inel                                       | Datare: sec. XIV-XV p. Chr. Descoperit: jud. VASLUI, com. Dumești, Schinetea, La Jigodină Material: Inel dn argint decorat prin incizare, sgraffito și au repoussée. | Inel din argint cu veriga și chaton-ul lucrate din două bucăți îmbinate prin sudare. Veriga prezintă ca decor o singură nervură dispusă median. Chaton-ul din tablă de argint, de forma unui disc, prezintă un decor complex, realizat în tehnica sgraffito, cu un motiv floral incizat, format din șase petale în plan central. Spre deosebire de inelul pereche, cu nr. inv. 17152, cele 6 petale din planul central sunt fără decor. În plan secundar se conturează un hexagon ale cărui laturi formează baza a șase triunghiuri, nedecorate, întrepătrunse de alte douăsprezece triunghiuri decorate cu hașuri incizate. Întregul decor este mărginit de un chenar circular realizat din 2 linii concentrice decorate cu un cerc punctat. | Muzeul Județean „Ștefan cel Mare”, Vaslui | Cimec    |
|      | Inel                                       | Datare: sec. XIV-XV p. Chr. Descoperit: jud. VASLUI, com. Dumești, Schinetea, La Jigodină Material: Inel sigilar din argint realizat în tehnica sgraffito, au repoussée. | Inel sigilar din argint având următoarele dimensiuni specifice: diametrul max. chaton - 2,01 cm, diametrul min chaton -1,99 cm, diametrul verigii - 2,15 cm, lățime verigă - 0,35 cm. Veriga și chaton-ul sunt realizate din 2 bucăți îmbinate prin sudare. Veriga este confecționată dintr-o tablă de argint, fără decor. Chaton-ul realizat din tablă de argint de formă discoidală prezintă un decor sigilar. Într-un chenar circular realizat dintr-o linie incizată circulară apare forma literei grecești Omega, finalizată la capete prin stilizarea a două capete de șarpe. Se poate aprecia că ar fi vorba și de reproducerea unui simbol zodiacal.                                                                                  | Muzeul Județean „Ștefan cel Mare”, Vaslui | Cimec    |
|      | Inel                                       | Datare: sec. XIV-XV p. Chr. Descoperit: jud. VASLUI, com. Dumești, Schinetea, La Jigodină Material: Inel din argint decorat prin incizare și sgraffito. | Inel, din argint, cu următorele dimensiuni specifice: greutate - 3,46 g, diametru chaton - 21, 2 mm, diametru verigă - 24 mm. Inelul din argint are veriga și chaton-ul lucrate din 2 bucăți îmbinate prin sudare. Veriga prezintă ca decor o singură nervură dispusă median. Chaton-ul prezintă un decor complex, realizat în tehnica sgraffito, cu un motiv floral incizat, format din șase petale în plan central, decorate punctat. În plan secundar, s-au conturat alte șase petale nedecorate. Decorul central este mărginit de 12 triunghiuri hașurate incizat, iar pe margine se conturează un chenar circular din două linii concentrice hașurate.                                                                                   | Muzeul Județean „Ștefan cel Mare”, Vaslui | Cimec    |
|      | Chaton inel                                | Datare: sec. XIV-XV p. Chr. Descoperit: jud. VASLUI, com. Dumești, Schinetea, La Jigodină Material: chaton inel din argint realizat în tehnica sgraffito, gravare, incizare. | Chaton inel din argint realizat prin incizare, sudare, sgrafitare. Chaton-ul și veriga ar fi fost lucrate din 2 bucăți lipite prin sudare, după urmele prezente pe reversul chaton-ului. Chaton-ul este realizat dintr-o tablă de argint în formă de disc cu o decorațiune specifică domeniului ecleziastic, din benzi ce alcătuiesc un entrelacs, încadrat pe margine de două cercuri concentrice incizate. Decorul poate fi asociat unor însemne alfabetice, poate o literă grecească, un Delta central, mărginit de trei arcuiri în forma literei mici greceși Omega; poate pecetea lui Solomon sau steaua cu șase raze. Simbolurile sunt evidențiate de fondul cu hașuri.                                                                 | Muzeul Județean „Ștefan cel Mare”, Vaslui | Cimec    |
|      | Inel                                       | Datare: sec. XIV-XV p. Chr. Descoperit: jud. VASLUI, com. Dumești, Schinetea, La Jigodină Material: inel din argint decorat prin incizare și gravare. | Inel din argint, având următoarele dimensiuni specifice: greutate - 5,72 g, diametru chaton - 28,8 mm, diametru verigă - 24 mm. Inel cu veriga și chaton-ul lucrate din 2 bucăți, prin lipire cu o decorațiune specifică domeniului ecleziastic, din benzi ce alcătuiesc un entrelacs, încadrat pe margine de două cercuri concentrice incizate; puțin vizibile. Decorul poate fi asociat unor însemne alfabetice, poate un Delta central, mărginit de trei arcuiri în forma literei mici greceși Omega; poate pecetea lui Solomon sau steaua cu șase raze. | Muzeul Județean „Ștefan cel Mare”, Vaslui | Cimec    |
|      | Fragment cercel                            | Datare: sec. XIV-XV p. Chr. Descoperit: jud. VASLUI, com. Dumești, Schinetea, La Jigodină Material: Verighetă din argint prelucrat prin batere, granulare și filigranare. | Verigheta, din argint, este decorată cu un brâu format din 28 de granule (lipsă 2 granule), mărginit de o parte și de alta de câte un fir de filigran. | Muzeul Județean „Ștefan cel Mare”, Vaslui | Cimec    |
|      | Mărgea antropomorfă din sticlă colorată    | Datare: sec. IV-III a.Chr. Descoperit: jud. VASLUI, com. BUNEȘTI-AVEREȘTI, BUNEȘTI, Dealul Bobului Material: sticlă colorată | Mărgea tubulară din sticlă, decorată cu mască umană pe ambele părți. Pe fond albastru a fost redată masca, de culoare galbenă, ochii redați cu cercuri albastre și albe și un punct albastru, iar nasul din pastă galbenă. Cele două registre, unde au fost redate măștile sunt despărțite de o linie din sticlă albă. Capetele mărgelei sunt prevăzute cu bile mici din sticlă de culoare albă și galbenă. | Muzeul Municipal Huși, Huși               | Cimec    |
|      | Mărgea antropomorfă din sticlă colorată    | Datare: sec. IV-III a.Chr. Descoperit: jud. VASLUI, com. BUNEȘTI-AVEREȘTI, BUNEȘTI, Dealul Bobului Material: sticlă colorată | Mărgea tubulară din sticlă, decorată cu mască umană pe ambele părți. Pe fond negru a fost redată masca, de culoare galbenă, ochii redați cu cercuri negre și galbene și un punct negru, iar nasul din pastă galbenă. Cele două registre, unde au fost redate măștile sunt despărțite de o linie din sticlă galbenă. Capetele mărgelei sunt prevăzute cu bile mici din sticlă de culoare albastră și galbenă. | Muzeul Municipal Huși, Huși               | Cimec    |
|      | Brățară din bronz cu capetele libere       | Datare: sec. IV-III a.Chr. Descoperit: jud. VASLUI, com. BUNEȘTI-AVEREȘTI, BUNEȘTI, Dealul Bobului Material: bronz; turnare; batere; incizare | Brățara este realizată dintr-o singură bară din bronz, semicirculară în secțiune, cu capetele libere, tăiate drept. Pe întreaga suprafață prezintă o patină nobilă de culoare verde. Spre capete bara are o ușoară îngroșare, aici fiind dispus și decorul, ce constă dintr-un șir de puncte incizate pe părțile laterale. Brățara este ușor îndoită ca urmare a unei lovituri, dar care nu a afectat structura piesei. | Muzeul Municipal Huși, Huși               | Cimec    |
|      | Cană cu toartă supraînălțată               | Datare: sec. IV-III a.Chr. Descoperit: jud. VASLUI, com. BUNEȘTI-AVEREȘTI, BUNEȘTI, Dealul Bobului Material: argilă; modelare; ardere | Cană cu o singură toartă ușor supraînălțată, buză dreaptă, lucrată cu mâna din pastă fină, bine frământată de culoare brun roșcată. | Muzeul Municipal Huși, Huși               | Cimec    |
|      | Vas cu corp sferic                         | Descoperit: jud. Iași, com. CUCUTENI, BĂICENI, Dâmbul Morii Material: lut; modelare cu mâna; pictat | Vas cu corp sferic și gât cilindric, modelat cu mâna din pastă fină, pictat. | Muzeul „Vasile Pârvan”, Bârlad            | Cimec    |
|      | Nasture "clopoțel"                         | Datare: sec. XI-XII Descoperit: jud. Vaslui, BÂRLAD, Dealul Țuguiata Material: bronz; turnare | Nasture de bronz, în formă de clopoțel. | Muzeul „Vasile Pârvan”, Bârlad            | Cimec    |
|      | Nasture "clopoțel"                         | Datare: sec. XI-XII Descoperit: jud. Vaslui, BÂRLAD, Dealul Țuguiata Material: bronz; turnare | Nasture de bronz, în formă de clopoțel. | Muzeul „Vasile Pârvan”, Bârlad            | Cimec    |
|      | Nasture "clopoțel"                         | Datare: sec. X-XIII Descoperit: jud. Vaslui, BÂRLAD, Dealul Țuguiata Material: bronz; turnare | Nasture de bronz, în formă de clopoțel. | Muzeul „Vasile Pârvan”, Bârlad            | Cimec    |
|      | Nasture "clopoțel"                         | Datare: sec. XI-XII Descoperit: jud. Vaslui, BÂRLAD, Dealul Țuguiata Material: bronz; turnare | Nasture de bronz, în formă de clopoțel. | Muzeul „Vasile Pârvan”, Bârlad            | Cimec    |
|      | Nasture "clopoțel"                         | Datare: sec. XI-XII Descoperit: jud. Vaslui, BÂRLAD, Țuguiata Material: bronz; turnare | Nasture de bronz, în formă de clopoțel. | Muzeul „Vasile Pârvan”, Bârlad            | Cimec    |
|      | Cupă                                       | Descoperit: jud. Iași, com. CUCUTENI, BĂICENI, Dâmbul Morii Material: lut; modelare cu mâna; pictat | Cupă modelată cu mâna din pastă fină gălbuie, pictată. | Muzeul „Vasile Pârvan”, Bârlad            | Cimec    |
|      | Vas "binoclu"                              | Descoperit: jud. Iași, com. CUCUTENI, BĂICENI, Dâmbul Morii Material: lut; modelare cu mâna | Vas "binoclu" modelat cu mâna din pastă semifină, de culoare cenușie-gălbuie. | Muzeul „Vasile Pârvan”, Bârlad            | Cimec    |
|      | Altar miniatural                           | Descoperit: jud. Vaslui, com. GRIVIȚA, TRESTIANA Material: lut; modelare cu mâna; ardere oxidantă | Altar miniatural prevăzut cu cupă și patru picioare ușor arcuite, cu buton conic la partea superioară. | Muzeul „Vasile Pârvan”, Bârlad            | Cimec    |
|      | Statuetă                                   | Descoperit: jud. Iași, com. CUCUTENI, BĂICENI, Cetățuia Material: lut; modelare cu mâna; ardere oxidantă; incizat | Statuetă antropomorfă din lut, modelată cu mâna, de culoare roșie. | Muzeul „Vasile Pârvan”, Bârlad            | Cimec    |
|      | Vas cu picior                              | Descoperit: jud. Iași, com. CUCUTENI, BĂICENI, Dâmbul Morii Material: lut fin; modelare cu mâna; pictat | Vas cu picior (fructieră) modelat cu mâna din pastă fină, de culoare cenușie-gălbuie, pictat. | Muzeul „Vasile Pârvan”, Bârlad            | Cimec    |
|      | Pahar                                      | Descoperit: jud. Iași, com. CUCUTENI, BĂICENI, Dâmbul Morii Material: lut; modelare cu mâna; pictat; ardere oxidantă | Pahar modelat cu mâna din pastă fină, pictat. | Muzeul „Vasile Pârvan”, Bârlad            | Cimec    |
|      | Vas bitronconic                            | Descoperit: jud. Iași, com. CUCUTENI, BĂICENI, Dâmbul Morii Material: lut; modelare cu mâna; ardere oxidantă | Vas "amforă" modelat cu mâna din pastă fină cu nisip, culoare roșie-gălbuie, lustruit. | Muzeul „Vasile Pârvan”, Bârlad            | Cimec    |
|      | Idol zoomorf                               | Descoperit: jud. Vaslui, com. GRIVIȚA, TRESTIANA Material: lut fin; modelare cu mâna; lustruit | Idol zoomorf modelat cu mâna din pastă cu nisip foarte fin, cărămiziu. | Muzeul „Vasile Pârvan”, Bârlad            | Cimec    |
|      | Cupă                                       | Descoperit: jud. Vaslui, com. GRIVIȚA, TRESTIANA Material: lut fin; modelare cu mâna; lustruit | Cupă din pastă fină, modelată cu mâna, de culoare cafenie. | Muzeul „Vasile Pârvan”, Bârlad            | Cimec    |
|      | Fibulă                                     | Datare: sec. IV p.Chr. Descoperit: jud. Vaslui, com. MUNICIPIUL BÂRLAD, BÂRLAD, Valea Seacă Material: bronz; turnare | Fibulă cu piciorul întors pe dedesubt, înfășurat. Corpul cu partea superioară ușor bombată, resort bilateral, axul cu proeminențe plate la capete. Deasupra și dedesubtul înfășurării pe suprafețele plate de pe arc și picor decor incizat, în formă de X. | Muzeul „Vasile Pârvan”, Bârlad            | Cimec    |
|      | Fusaiolă                                   | Datare: sec. III p.Chr. Școală: Atelier geto-dacic (?) Descoperit: jud. Vaslui, com. MURGENI, VĂDENI Material: lut fin; modelare cu mâna; ardere oxidantă | Fusaiolă bitronconică cu partea superioară dezvoltată, cu baza dreaptă. | Muzeul „Vasile Pârvan”, Bârlad            | Cimec    |
|      | Fusaiolă                                   | Datare: sec. III p.Chr. Școală: Atelier geto-dacic (?) Descoperit: jud. Vaslui, com. GĂGEȘTI, PEICANI Material: lut fin; modelare cu mâna; ardere oxidantă | Fusaiolă bitronconică cu partea superioară mult dezvoltată, cu baza dreaptă. | Muzeul „Vasile Pârvan”, Bârlad            | Cimec    |
|      | Tub de ace                                 | Datare: sec. IV p.Chr. Descoperit: jud. Vaslui, com. MUNICIPIUL BÂRLAD, BÂRLAD, Valea Seacă Material: os de pasăre; tăiat; lustruit | Tub din femur de pasăre. | Muzeul „Vasile Pârvan”, Bârlad            | Cimec    |
|      | Greutate „cățel de vatră”                  | Datare: sec. IV-V p.Chr. Descoperit: jud. Vaslui, com. MUNICIPIUL BÂRLAD, BÂRLAD, Valea Seacă Material: lut; pastă semifină; modelare cu mâna; perforată; ardere oxidantă | Pastă grosieră, formă piramidală, perforată, de culoare gălbuie. | Muzeul „Vasile Pârvan”, Bârlad            | Cimec    |
|      | Fibulă                                     | Datare: sec. III-IV p.Chr. Descoperit: jud. Vaslui, com. MUNICIPIUL BÂRLAD, BÂRLAD, Valea Seacă Material: bronz; turnare; batere | | Muzeul „Vasile Pârvan”, Bârlad            | Cimec    |
|      | Vas bitronconic                            | Descoperit: jud. Iași, com. CUCUTENI, BĂICENI, Dâmbul Morii Material: lut; pastă fină; modelare cu mâna; pictat | Vas bitronconic, modelat cu mâna din lut fin, pictura stil Cucuteni. | Muzeul „Vasile Pârvan”, Bârlad            | Cimec    |
|      | Castron                                    | Datare: sec. IV p.Chr. Descoperit: jud. Vaslui, com. POGONEȘTI, POLOCIN, Izlaz Material: lut; pastă fină; modelare la roată | Castron de mari dimensiuni, cu trei torți, lucrat la roată, de culoare cenușiu închis, cu buza lată și fundul inelar. | Muzeul „Vasile Pârvan”, Bârlad            | Cimec    |
|      | Statuetă                                   | Descoperit: jud. Vaslui, com. ZORLENI, SIMILA Material: lut; pastă fină; modelare cu mâna; ardere oxidantă | Statuetă antropomorfă în poziție șezândă, picioarele lipite, marcate de incizii verticale, centură în jurul zonei pelviene și în dreptul genunchilor. | Muzeul „Vasile Pârvan”, Bârlad            | Cimec    |
|      | Cercel                                     | Datare: sec. XII Descoperit: jud. Vaslui, com. MUNICIPIUL BÂRLAD, Str. Republicii nr. 237 Material: cupru; argintat; împletit | Cercel din fir de cupru argintat, împletit. | Muzeul „Vasile Pârvan”, Bârlad            | Cimec    |
|      | Cercel                                     | Datare: sec. XII Descoperit: jud. Vaslui, com. MUNICIPIUL BÂRLAD, Str. Republicii nr. 237 Material: cupru; argintat; împletit | Cercel din fir de cupru argintat, împletit. | Muzeul „Vasile Pârvan”, Bârlad            | Cimec    |
|      | Cană                                       | Datare: sec. IV p.Chr. Descoperit: jud. Vaslui, com. MUNICIPIUL BÂRLAD, BÂRLAD, Valea Seacă Material: lut; pastă fină; modelare la roată; ardere oxidantă | Cană din pastă fină gălbuie cenușie, cu corpul sferic, gâtul cilindric și fundul inelar. | Muzeul „Vasile Pârvan”, Bârlad            | Cimec    |
|      | Strachină                                  | Datare: sec. IV p.Chr. Descoperit: jud. Vaslui, com. MUNICIPIUL BÂRLAD, BÂRLAD, Valea Seacă Material: lut; pastă zgrunțuroasă; modelare la roată; ardere oxidantă | Strachină din pastă zgruțuroasă, de culoare gălbuie cărămizie, cu corpul tronconic, buza îngroșată la exterior, fundul înalt marcat printr-o nervură, plat. | Muzeul „Vasile Pârvan”, Bârlad            | Cimec    |
|      | Strachină                                  | Datare: sec. IV p.Chr. Descoperit: jud. Vaslui, com. MUNICIPIUL BÂRLAD, BÂRLAD, Valea Seacă Material: lut; pastă fină; modelare la roată; ardere reducătoare | Strachină din pastă fină, de culoare cenușie, cu corpul tronconic, buza înaltă evazată, fundul inelar. | Muzeul „Vasile Pârvan”, Bârlad            | Cimec    |
|      | Strachină                                  | Datare: sec. IV p.Chr. Descoperit: jud. Vaslui, com. MUNICIPIUL BÂRLAD, BÂRLAD, Valea Seacă Material: lut; pastă fină; modelare la roată; ardere reducătoare | Strachină din pastă fină, de culoare cenușie, cu corpul bitronconic, buza evazată, fundul inelar. | Muzeul „Vasile Pârvan”, Bârlad            | Cimec    |
|      | Oală                                       | Datare: sec. IV p.Chr. Descoperit: jud. Vaslui, com. MUNICIPIUL BÂRLAD, BÂRLAD, Valea Seacă Material: lut; pastă zgrunturoasă; modelare la roată; ardere reducătoare | Strachină din pastă zgrunturoasă, de culoare cenușie, cu corpul sferic turtit, buza îngroșată dreaptă, fundul inelar. | Muzeul „Vasile Pârvan”, Bârlad            | Cimec    |
|      | Fibulă                                     | Datare: sec. IV p.Chr. Descoperit: jud. Vaslui, com. MUNICIPIUL BÂRLAD, BÂRLAD, Valea Seacă Material: bronz; turnare; batere | Arcul înălțat, piciorul întors pe dedesubt înfășurat de două ori, resort dublu, lung. | Muzeul „Vasile Pârvan”, Bârlad            | Cimec    |
|      | Pandantiv                                  | Datare: sec. IV p.Chr. Descoperit: jud. Vaslui, com. MUNICIPIUL BÂRLAD, BÂRLAD, Valea Seacă Material: scoică Cypraea; perforare | Pandantiv confecționat dintr-o scoică (gasteropod Cypraea tigris). | Muzeul „Vasile Pârvan”, Bârlad            | Cimec    |
|      | Strachină                                  | Datare: sec. IV p.Chr. Descoperit: jud. Vaslui, com. MUNICIPIUL BÂRLAD, BÂRLAD, Valea Seacă Material: lut; pastă fină; modelare la roată; ardere reducătoare | Strachină din pastă fină, de culoare cenușie, cu corpul bitronconic, buza dreaptă, fundul inelar. Sub buză o canelură orizontală circulară. | Muzeul „Vasile Pârvan”, Bârlad            | Cimec    |
|      | Castron                                    | Datare: sec. IV p.Chr. Descoperit: jud. Vaslui, com. MUNICIPIUL BÂRLAD, BÂRLAD, Valea Seacă Material: lut; pastă fină; modelare la roată; ardere reducătoare | Castron din pastă fină, de culoare cenușie, cu corpul bitronconic, buza evazată, fundul inelar. Pe gât prag pe care se află o linie lustruită ondulată. | Muzeul „Vasile Pârvan”, Bârlad            | Cimec    |
|      | Pahar                                      | Datare: sec. IV p.Chr. Descoperit: jud. Vaslui, com. MUNICIPIUL BÂRLAD, BÂRLAD, Valea Seacă Material: lut; pastă semifină; modelare la roată; ardere oxidantă | Pahar din pastă grosieră, de culoare gălbuie, cu corpul tronconic, buza ușor arcuită spre interior, fundul plat. | Muzeul „Vasile Pârvan”, Bârlad            | Cimec    |
|      | Statuetă                                   | Descoperit: jud. Vaslui, com. GRIVIȚA, TRESTIANA Material: lut; pastă fină; modelare cu mâna | Statuetă antropomorfă din pastă fină, neagră-cenușie, picioarele lipite terminate conic, delimitate printr-o incizie, șoldurile marcate prin câte o perforație, ombilicul printr-o proeminență, sexul incizat. | Muzeul „Vasile Pârvan”, Bârlad            | Cimec    |
|      | Strachină                                  | Datare: sec. IV p.Chr. Descoperit: jud. Vaslui, com. MUNICIPIUL BÂRLAD, BÂRLAD, Valea Seacă Material: lut; pastă fină; modelare la roată | Strachină din pastă fină, de culoare cenușie, cu corpul bitronconic, buza îngroșată evazată, fundul drept înălțat. | Muzeul „Vasile Pârvan”, Bârlad            | Cimec    |
|      | Cuțit                                      | Datare: sec. IV p.Chr. Descoperit: jud. Vaslui, com. MUNICIPIUL BÂRLAD, BÂRLAD, Valea Seacă Material: bronz; turnare; batere | Lama cu muchia în prelungirea pedunculului, vârful ascuțit. | Muzeul „Vasile Pârvan”, Bârlad            | Cimec    |
|      | Strachină                                  | Datare: sec. IV p.Chr. Descoperit: jud. Vaslui, com. MUNICIPIUL BÂRLAD, BÂRLAD, Valea Seacă Material: lut; pastă fină; modelare la roată; ardere reducătoare | Strachină din pastă fină, de culoare cenușie, cu corpul tronconic, buza cilindrică, fundul ușor concav. | Muzeul „Vasile Pârvan”, Bârlad            | Cimec    |
|      | Strachină                                  | Datare: sec. IV p.Chr. Descoperit: jud. Vaslui, com. MUNICIPIUL BÂRLAD, BÂRLAD, Valea Seacă Material: lut; pastă fină; modelare la roată; ardere reducătoare | Strachină din pastă fină, de culoare cenușie, cu corpul în formă de calotă, buza dezvoltată răsfrântă, fundul inelar. | Muzeul „Vasile Pârvan”, Bârlad            | Cimec    |
|      | Strachină                                  | Datare: sec. IV p.Chr. Descoperit: jud. Vaslui, com. MUNICIPIUL BÂRLAD, BÂRLAD, Valea Seacă Material: lut; pastă fină; modelare la roată; ardere reducătoare | Strachină din pastă fină, de culoare cenușu închis, corpul bitronconic cu partea superioară puțin dezvoltată, buza ezavată, fundul inelar. | Muzeul „Vasile Pârvan”, Bârlad            | Cimec    |
|      | Strachină                                  | Datare: sec. IV p.Chr. Descoperit: jud. Vaslui, com. MUNICIPIUL BÂRLAD, BÂRLAD, Valea Seacă Material: lut; pastă fină; modelare la roată; ardere reducătoare | Strachină din pastă fină, de culoare cenușie, corpul semisferic, buza ezavată, fundul inelar. | Muzeul „Vasile Pârvan”, Bârlad            | Cimec    |
|      | Strachină                                  | Datare: sec. IV p.Chr. Descoperit: jud. Vaslui, com. MUNICIPIUL BÂRLAD, BÂRLAD, Valea Seacă Material: lut; pastă fină; modelare la roată; ardere reducătoare; lustruită | Strachină din pastă fină, de culoare cenușie, corpul bitronconic, buza dreaptă cu marginea teșită orizontal, fundul inelar, pe umăr o bandă în relief. | Muzeul „Vasile Pârvan”, Bârlad            | Cimec    |
|      | Strachină                                  | Datare: sec. IV p.Chr. Descoperit: jud. Vaslui, com. MUNICIPIUL BÂRLAD, BÂRLAD, Valea Seacă Material: lut; pastă fină; modelare la roată; ardere reducătoare; lustruită | Strachină din pastă fină, de culoare cenușie, corpul bitronconic, buza evazată, fundul inelar înnălțat. | Muzeul „Vasile Pârvan”, Bârlad            | Cimec    |
|      | Strachină                                  | Datare: sec. IV p.Chr. Descoperit: jud. Vaslui, com. MUNICIPIUL BÂRLAD, BÂRLAD, Valea Seacă Material: lut; pastă fină; modelare la roată; ardere reducătoare | Strachină din pastă fină, de culoare cenușie, corpul bitronconic, buza înaltă evazată, fundul inelar. | Muzeul „Vasile Pârvan”, Bârlad            | Cimec    |
|      | Mărgea                                     | Datare: sec. IV p.Chr. Descoperit: jud. Vaslui, com. MUNICIPIUL BÂRLAD, BÂRLAD, Valea Seacă Material: sticlă; turnare; încrustată | Mărgică sferică turtită, neagră, cu o linie ondulată galbenă, flancată de câte trei linii circulare galbene. | Muzeul „Vasile Pârvan”, Bârlad            | Cimec    |
|      | Strachină                                  | Datare: sec. IV p.Chr. Descoperit: jud. Vaslui, com. MUNICIPIUL BÂRLAD, BÂRLAD, Valea Seacă Material: lut; pastă fină; modelare la roată; ardere reducătoare; lustruită | Strachină din pastă fină, de culoare cenușie, corpul tronconic cu umăr carenat, buza evazată, fundul ușor concav. | Muzeul „Vasile Pârvan”, Bârlad            | Cimec    |
|      | Statuetă                                   | Descoperit: jud. Vaslui, com. PUIEȘTI, Strâmba Material: lut; pastă fină; modelare cu mâna; ardere oxidantă | Fragment de statuetă antropomorfă din pastă fină, de culoare cărămizie. | Muzeul „Vasile Pârvan”, Bârlad            | Cimec    |
|      | Cană                                       | Datare: sec. III p.Chr. Descoperit: jud. Vaslui, com. COSTEȘTI, Valea Seacă Material: lut; pastă fină; modelare la roată; ardere reducătoare | Cană din pastă fină, de culoare cenușie. | Muzeul „Vasile Pârvan”, Bârlad            | Cimec    |
|      | Topor                                      | Descoperit: jud. Vaslui, com. POGANA, Valea Seacă Material: amfibolit (?); cioplire; șlefuire; perforare | | Muzeul „Vasile Pârvan”, Bârlad            | Cimec    |
|      | Împungător                                 | Descoperit: jud. Vaslui, com. GRIVIȚA, TRESTIANA Material: os; cioplire; lustruire | Modelat dintr-o așchie, puternic lustruit și ascuțit la un capăt; lat, lustruit și tăiat în zigzag la celălalt capăt. | Muzeul „Vasile Pârvan”, Bârlad            | Cimec    |
|      | Împungător                                 | Descoperit: jud. Vaslui, com. GRIVIȚA, TRESTIANA Material: os; cioplire; lustruire | Os de pasăre; la unul din capete tăiat și lustruit, la celălalt capăt foarte ascuțit. | Muzeul „Vasile Pârvan”, Bârlad            | Cimec    |
|      | Topor miniatural                           | Descoperit: jud. Vaslui, com. GRIVIȚA, TRESTIANA Material: marnă; cioplire; șlefuire; perforare | | Muzeul „Vasile Pârvan”, Bârlad            | Cimec    |
|      | Amuletă                                    | Descoperit: jud. Vaslui, com. VOINEȘTI, AVRĂMEȘTI Material: diorit; cioplire; șlefuire; perforare | Formă trapezoidală cu colțurile rotunjite, perforare din ambele fețe nestrăpunsă. | Muzeul „Vasile Pârvan”, Bârlad            | Cimec    |
|      | Împungător                                 | Descoperit: jud. Vaslui, com. GRIVIȚA, TRESTIANA Material: os; cioplire; lustruire | Așchie de os, lustruită pe toată suprafața, foarte ascuțit. | Muzeul „Vasile Pârvan”, Bârlad            | Cimec    |
|      | Ac                                         | Datare: sec. XIV - XII a.Chr. Descoperit: jud. Vaslui, com. GĂGEȘTI, POPENI, La Cerchez Material: os; cioplire; lustruire; perforare | Vârful conic bine ascuțit, perforație circulară. | Muzeul „Vasile Pârvan”, Bârlad            | Cimec    |
|      | Ac                                         | Datare: sec. XIV - XII a.Chr. Descoperit: jud. Vaslui, com. ȘULETEA, La Șipot Material: os; cioplire; lustruire; perforare | Acul are vârful ascuțit, perforația ovală. | Muzeul „Vasile Pârvan”, Bârlad            | Cimec    |
|      | Ac                                         | Datare: sec. XIV - XII a.Chr. Descoperit: jud. Vaslui, com. GĂGEȘTI, POPENI, La Cerchez Material: os; cioplire; perforare | Perforația circulară. | Muzeul „Vasile Pârvan”, Bârlad            | Cimec    |
|      | Vas bitronconic                            | Datare: sec. XI - VI a.Chr. Descoperit: jud. Vaslui, BÂRLAD, Zona sud Material: lut; modelat cu mâna; ardere reducătoare | | Muzeul „Vasile Pârvan”, Bârlad            | Cimec    |
|      | Oală                                       | Datare: sec. III - I a.Chr. Descoperit: jud. Vaslui, com. GĂGEȘTI, POPENI, Râpa Căprioarei Material: lut; pastă grosieră; modelat cu mâna; ardere reducătoare | | Muzeul „Vasile Pârvan”, Bârlad            | Cimec    |
|      | Ac                                         | Datare: sec. XIV - XII a.Chr. Descoperit: jud. Vaslui, com. VUTCANI, POȘTA ELAN, Dealul lui Țugui Material: os; cioplire; perforare | Acul este fragmentar dar porțiunea rămasă denotă o foarte atentă prelucrare. | Muzeul „Vasile Pârvan”, Bârlad            | Cimec    |
|      | Topor                                      | Descoperit: jud. Bacău, com. PODU TURCULUI Material: silex; cioplire; șlefuire | De formă trapezoidală, cu ceafa și tăișul arcuite. | Muzeul „Vasile Pârvan”, Bârlad            | Cimec    |
|      | Topor                                      | Descoperit: jud. Vaslui, Urdești Material: silex; cioplire; șlefuire | Topor de formă trapezoidală, plat, cu muchia și tăișul curbe. | Muzeul „Vasile Pârvan”, Bârlad            | Cimec    |
|      | Idol antropomorf                           | Datare: sec. IV - III a.Chr. Descoperit: jud. Vaslui, com. ZORLENI, POPENI, Râpa Căprioarei Material: lut; modelare cu mâna; ardere oxidantă | | Muzeul „Vasile Pârvan”, Bârlad            | Cimec    |
|      | Castron                                    | Datare: sec. IV - II a.Chr. Descoperit: jud. Vaslui, com. EPURENI, HORGA Material: lut; modelare la roată; ardere reducătoare | Pastă fină cenușie, corpul tronconic. Partea superioară cilindrică, cu decor în val ușor adâncit; buza dreaptă, fundul plat. Prevăzut cu două toarte orizontale. | Muzeul „Vasile Pârvan”, Bârlad            | Cimec    |
|      | Oală                                       | Datare: sec. II - III p.Chr. Descoperit: jud. Vaslui, BÂRLAD, Str. Republicii Material: lut; modelare cu mâna; ardere oxidantă | Pastă grosieră, corpul bombat, buza înălțată evazată spre exterior, fundul plat. | Muzeul „Vasile Pârvan”, Bârlad            | Cimec    |
|      | Împungător                                 | Descoperit: jud. Vaslui, com. GRIVIȚA, TRESTIANA Material: os; cioplire; lustruire | | Muzeul „Vasile Pârvan”, Bârlad            | Cimec    |
|      | Fibulă                                     | Datare: sec. III - II a.Chr. Descoperit: jud. Galați, com. GHIDIGENI, GHIDIGENI, Pârâul Zahareasca Material: bronz; turnare | Lipsă acul. | Muzeul „Vasile Pârvan”, Bârlad            | Cimec    |
|      | Fibulă                                     | Datare: sec. IV p.Chr. Descoperit: jud. Vaslui, BÂRLAD, Valea Seacă Material: bronz; turnare | | Muzeul „Vasile Pârvan”, Bârlad            | Cimec    |
|      | Cană                                       | Datare: sec. II - I a.Chr. Descoperit: jud. Vaslui, com. MĂLUȘTENI, LUPEȘTI, La Stufărie Material: lut; modelare cu mâna; ardere oxidantă | Corpul bombat, buza evazată spre exterior, fundul plat ușor profilat, toarta ușor înălțată, culoarea roșie-cărămizie. | Muzeul „Vasile Pârvan”, Bârlad            | Cimec    |
|      | Cană                                       | Datare: sec. III - II a.Chr. Descoperit: jud. Vaslui, com. BANCA, ȚIFU, La Cetățuie Material: lut; modelare cu mâna; angobă; lustruire; ardere reducătoare | Corp bitronconic, buza înălțată evazată spre exterior, fundul plat, culoarea cenușie închis. | Muzeul „Vasile Pârvan”, Bârlad            | Cimec    |
|      | Cană                                       | Datare: sec. IV p.Chr. Descoperit: jud. Vaslui, com. POGONEȘTI, POLOCIN, Izlaz Material: lut; modelare la roată; ardere oxidantă | Cană de lut, pastă fină de culoare cenușie, decorată cu brâuri alveolate în partea superioară și la baza gâtului. | Muzeul „Vasile Pârvan”, Bârlad            | Cimec    |
|      | Ulcior                                     | Datare: sec. IV p.Chr. Descoperit: jud. Vaslui, com. POGONEȘTI, POLOCIN, Izlaz Material: lut; modelare la roată | Pastă fină de culoare cărămiziu-roșietică, fundul inelar și puțin evazat. Urciorul este prevăzut cu o toartă. Decorul constă din mai multe incizii pe corpul vasului. | Muzeul „Vasile Pârvan”, Bârlad            | Cimec    |
|      | Cană                                       | Datare: sec. IV p.Chr. Descoperit: jud. Vaslui, BÂRLAD, Valea Seacă Material: lut; modelare la roată; ardere reducătoare | Corp bitronconic, gâtul cilindric, buza ușor îngroșată evazată spre exterior, fundul inelar. | Muzeul „Vasile Pârvan”, Bârlad            | Cimec    |
|      | Împungător                                 | Descoperit: jud. Vaslui, com. GRIVIȚA, TRESTIANA Material: os; cioplire; lustruire | Lustruit pe întreaga suprafață. | Muzeul „Vasile Pârvan”, Bârlad            | Cimec    |
|      | Cană                                       | Datare: sec. IV p.Chr. Descoperit: jud. Vaslui, BÂRLAD, Valea Seacă Material: lut; modelare la roată; lustruire; ardere reducătoare | | Muzeul „Vasile Pârvan”, Bârlad            | Cimec    |
|      | Tub de ace                                 | Datare: sec. IV p.Chr. Descoperit: jud. Vaslui, BÂRLAD, Valea Seacă Material: os; tăiat; lustruit | Tub din femur de pasăre. | Muzeul „Vasile Pârvan”, Bârlad            | Cimec    |
|      | Fibulă                                     | Datare: sec. IV p.Chr. Descoperit: jud. Vaslui, BÂRLAD, Valea Seacă Material: bronz; batere | Arcul înălțat, picior întors pe dedesubt, înfășurat de două ori, resort simplu. | Muzeul „Vasile Pârvan”, Bârlad            | Cimec    |
|      | Fibulă                                     | Datare: sec. IV p.Chr. Descoperit: jud. Vaslui, BÂRLAD, Valea Seacă Material: bronz; batere | Arc înălțat rectangular în secțiune, resort simplu cu brațe scurte. | Muzeul „Vasile Pârvan”, Bârlad            | Cimec    |
|      | Fibulă                                     | Datare: sec. IV p.Chr. Descoperit: jud. Vaslui, BÂRLAD, Valea Seacă Material: bronz; batere | Arcul fibulei ușor înălțat, resort simplu, axul terminat cu butoni. | Muzeul „Vasile Pârvan”, Bârlad            | Cimec    |
|      | Fibulă                                     | Datare: sec. IV p.Chr. Descoperit: jud. Vaslui, BÂRLAD, Valea Seacă Material: bronz; batere | Arcul fibulei ușor înălțat, piciorul întors pe dedesubt înfășurat, resort simplu, axul cu brațe scurte pe partea de deasupra piciorului; patru registre cu incizii transversale. | Muzeul „Vasile Pârvan”, Bârlad            | Cimec    |
|      | Fibulă                                     | Datare: sec. IV p.Chr. Descoperit: jud. Vaslui, BÂRLAD, Valea Seacă Material: bronz; batere | Fibula are arcul ușor înălțat, resort simplu, piciorul întors pe dedesubt. | Muzeul „Vasile Pârvan”, Bârlad            | Cimec    |
|      | Fibulă                                     | Datare: sec. IV p.Chr. Descoperit: jud. Vaslui, BÂRLAD, Valea Seacă Material: bronz; batere | Fibulă cu piciorul întors pe dedesubt. | Muzeul „Vasile Pârvan”, Bârlad            | Cimec    |
|      | Împungător                                 | Descoperit: jud. Vaslui, com. GRIVIȚA, TRESTIANA Material: os; cioplire; lustruire | Modelat dintr-o așchie, puternic lustruit și ascuțit la un capăt; lat, lustruit și tăiat în zigzag la celălalt capăt. | Muzeul „Vasile Pârvan”, Bârlad            | Cimec    |
|      | Fibulă                                     | Datare: sec. IV p.Chr. Descoperit: jud. Vaslui, BÂRLAD, Valea Seacă Material: bronz; batere | Fibula este realizată dintr-o fâșie de tablă. Piciorul întors pe dedesubt, înfășurat, resort simplu, axul cu brațele scurte. | Muzeul „Vasile Pârvan”, Bârlad            | Cimec    |
|      | Castron                                    | Datare: sec. IV p.Chr. Descoperit: jud. Vaslui, BÂRLAD, Valea Seacă Material: lut; modelare la roată; lustruit; ardere reducătoare | Pastă fină de culoare cenușie, corpul bitronconic, buza evazată, fundul inelar. Pe gât o nervură prezintă perforații pentru restaurare din vechime. | Muzeul „Vasile Pârvan”, Bârlad            | Cimec    |
|      | Castron                                    | Datare: sec. IV p.Chr. Descoperit: jud. Vaslui, BÂRLAD, Valea Seacă Material: lut; modelare la roată; lustruit; ardere reducătoare | Pastă fină de culoare cenușie, corpul bitronconic, buza îngroșată evazată, fundul inelar. Pe gât o nervură și caneluri. | Muzeul „Vasile Pârvan”, Bârlad            | Cimec    |
|      | Castron                                    | Datare: sec. IV p.Chr. Descoperit: jud. Vaslui, BÂRLAD, Valea Seacă Material: lut; modelare la roată; lustruit; ardere reducătoare | Pastă fină de culoare cenușie, corpul bitronconic, buza orizontală, fundul inelar. Pe umăr prag, dedesubt linie lustruită în zigzag. | Muzeul „Vasile Pârvan”, Bârlad            | Cimec    |
|      | Castron                                    | Datare: sec. IV p.Chr. Descoperit: jud. Vaslui, BÂRLAD, Valea Seacă Material: lut; modelare la roată; ardere reducătoare | Pastă fină de culoare cenușie deschis, corpul bitronconic, buza scundă dreaptă, fundul inelar. | Muzeul „Vasile Pârvan”, Bârlad            | Cimec    |
|      | Castron                                    | Datare: sec. IV p.Chr. Descoperit: jud. Vaslui, BÂRLAD, Valea Seacă Material: lut; modelare la roată | Pastă fină de culoare cenușie, corpul bitronconic, buza evazată, fundul inelar. Caneluri paralele orizontale cu o linie lustruită între ele. | Muzeul „Vasile Pârvan”, Bârlad            | Cimec    |
|      | Castron                                    | Datare: sec. IV p.Chr. Descoperit: jud. Vaslui, BÂRLAD, Valea Seacă Material: lut; modelare la roată; angobă; lustruit; ardere reducătoare | Pastă fină de culoare cenușie, corpul semisferic, buza evazată, fundul plat, pe umăr o nervură. | Muzeul „Vasile Pârvan”, Bârlad            | Cimec    |
|      | Castron                                    | Datare: sec. IV p.Chr. Descoperit: jud. Vaslui, BÂRLAD, Valea Seacă Material: lut; modelare la roată; lustruit; ardere reducătoare | Pastă fină de culoare cenușie, corpul bitronconic, buza înaltă evazată, fundul plat. Nervură masivă circulară pe gât. | Muzeul „Vasile Pârvan”, Bârlad            | Cimec    |
|      | Castron                                    | Datare: sec. IV p.Chr. Descoperit: jud. Vaslui, BÂRLAD, Valea Seacă Material: lut; modelare la roată; lustruit; ardere reducătoare | Pastă fină de culoare cenușie, corpul bitronconic, buza evazată, fundul inelar. Pe gât o nervură proeminentă. | Muzeul „Vasile Pârvan”, Bârlad            | Cimec    |
|      | Castron                                    | Datare: sec. IV p.Chr. Descoperit: jud. Vaslui, BÂRLAD, Valea Seacă Material: lut; modelare la roată; lustruit; ardere reducătoare | Pastă fină de culoare cenușie, corpul bitronconic, buza evazată, fundul inelar. Pe gât o nervură. | Muzeul „Vasile Pârvan”, Bârlad            | Cimec    |
|      | Castron                                    | Datare: sec. IV p.Chr. Descoperit: jud. Vaslui, BÂRLAD, Valea Seacă Material: lut; modelare la roată; angobă; lustruit; ardere reducătoare | Pastă fină de culoare cenușie, corpul bitronconic, buza îngroșată, evazată, fundul inelar, sub buză prag. | Muzeul „Vasile Pârvan”, Bârlad            | Cimec    |
|      | Castron                                    | Datare: sec. IV p.Chr. Descoperit: jud. Vaslui, BÂRLAD, Valea Seacă Material: lut; modelare cu mâna; ardere oxidantă | Pastă grosieră de culoare gălbuie, corpul tronconic, fundul plat. | Muzeul „Vasile Pârvan”, Bârlad            | Cimec    |
|      | Castron                                    | Datare: sec. IV p.Chr. Descoperit: jud. Vaslui, BÂRLAD, Valea Seacă Material: lut; modelare cu mâna; ardere oxidantă | Pastă cu cioburi în compoziție de culoare gălbuie, corpul tronconic, fundul plat. | Muzeul „Vasile Pârvan”, Bârlad            | Cimec    |
|      | Ceașcă                                     | Datare: sec. IV p.Chr. Descoperit: jud. Vaslui, BÂRLAD, Valea Seacă Material: lut; modelare cu mâna; ardere oxidantă | Pastă cu cioburi pisate în compoziție, de culoare gălbuie-cărămizie, corpul tronconic, fundul plat. | Muzeul „Vasile Pârvan”, Bârlad            | Cimec    |
|      | Pandantiv                                  | Datare: sec. IV Descoperit: jud. Vaslui, com. FĂLCIU, BOGDĂNEȘTI Material: corn de cerb; cioplire; lustruire | Formă prismatică; decor din cerculețe ștanțate pe trei laturi. | Muzeul „Vasile Pârvan”, Bârlad            | Cimec    |
|      | Pandantiv                                  | Datare: sec. IV Descoperit: jud. Vaslui, BÂRLAD, Valea Seacă Material: cochilie; bronz; perforare | Perforat la partea superioară, prevăzut cu verigă din bronz. | Muzeul „Vasile Pârvan”, Bârlad            | Cimec    |
|      | Pandantiv prismatic                        | Datare: sec. IV Descoperit: jud. Vaslui, BÂRLAD, Valea Seacă Material: corn de cerb; cioplire; șlefuire; incizare | Pandantiv rectangular în secțiune, perforat la partea superioară. Pe toate fețele are câte două cerculețe cu punct în centru. | Muzeul „Vasile Pârvan”, Bârlad            | Cimec    |
|      | Pandantiv piramidal                        | Datare: sec. IV Descoperit: jud. Vaslui, BÂRLAD, Valea Seacă Material: corn de cerb; cioplire; șlefuire | Pe două laturi are câte două cerculețe cu punct în centru. | Muzeul „Vasile Pârvan”, Bârlad            | Cimec    |
|      | Pandantiv prismatic                        | Datare: sec. IV Descoperit: jud. Vaslui, BÂRLAD, Valea Seacă Material: corn de cerb; cioplire; șlefuire; lustruire; perforare | Decorat pe trei laturi cu cerculețe cu punct în centru. | Muzeul „Vasile Pârvan”, Bârlad            | Cimec    |
|      | Pandantiv                                  | Datare: sec. IV Descoperit: jud. Vaslui, BÂRLAD, Valea Seacă Material: scoică Murex; perforare | Scoică Murex perforată la partea superioară. | Muzeul „Vasile Pârvan”, Bârlad            | Cimec    |
|      | Pandantiv prismatic                        | Datare: sec. IV Descoperit: jud. Vaslui, BÂRLAD, Valea Seacă Material: corn de cerb; cioplire; șlefuire; lustruire; perforare | Pandantiv tip prismatic, decorat cu cerculețe cu punct în centru. | Muzeul „Vasile Pârvan”, Bârlad            | Cimec    |
|      | Pandantiv prismatic                        | Datare: sec. IV Descoperit: jud. Vaslui, BÂRLAD, Valea Seacă Material: corn de cerb; cioplire; șlefuire; perforare | Două pandantive prismatice prinse pe o verigă. Unul are vârful rupt; este decorat pe toate laturile cu câte trei cerculețe cu punct în centru. Al doilea decorat pe două laturi cu câte patru cerculețe cu punct în centru, pe celelalte două cu câte trei cerculețe cu punct în centru. | Muzeul „Vasile Pârvan”, Bârlad            | Cimec    |
|      | Pandantiv                                  | Datare: sec. IV Descoperit: jud. Vaslui, BÂRLAD, Valea Seacă Material: scoică Murex; perforare | Perforat la vârf pentru introducerea verigii din sârmă de bronz. | Muzeul „Vasile Pârvan”, Bârlad            | Cimec    |
|      | Oală                                       | Datare: sec. IV p.Chr. Descoperit: jud. Vaslui, BÂRLAD, Valea Seacă Material: lut; modelare la roată; ardere reducătoare | Pastă zgrunțuroasă cenușie, corpul bitronconic, buza înaltă îngroșată evazată, fundul plat. Pe gât o bandă din patru caneluri. | Muzeul „Vasile Pârvan”, Bârlad            | Cimec    |
|      | Oală                                       | Datare: sec. IV p.Chr. Descoperit: jud. Vaslui, BÂRLAD, Valea Seacă Material: lut; modelare la roată; ardere reducătoare | Pastă nisipoasă de culoare gălbuie-cărămizie, corpul bombat, buza răsfrântă puternic, fundul drept. Decor din două caneluri mai late încadrate de câte una îngustă. | Muzeul „Vasile Pârvan”, Bârlad            | Cimec    |
|      | Oală sferoidală                            | Datare: sec. IV p.Chr. Descoperit: jud. Vaslui, BÂRLAD, Valea Seacă Material: lut; modelare la roată; lustruire; ardere reducătoare | Pastă fină de culoare cenușie, corpul sferoidal, buza scundă evazată, fundul inelar; pe umăr o nervură. | Muzeul „Vasile Pârvan”, Bârlad            | Cimec    |
|      | Urnă                                       | Datare: sec. IV p.Chr. Descoperit: jud. Vaslui, BÂRLAD, Valea Seacă Material: lut; modelare la roată; ardere oxidantă | Pastă zgrunțuroasă de culoare cenușie-gălbuie, piriformă, buza îngroșată evazată, fundul plat; pe umăr două incizii circulare, una cu întreruperi. | Muzeul „Vasile Pârvan”, Bârlad            | Cimec    |
|      | Oală                                       | Datare: sec. IV p.Chr. Descoperit: jud. Vaslui, BÂRLAD, Valea Seacă Material: lut; modelare la roată; lustruire; ardere reducătoare | Pastă fină de culoare cenușie închis, corpul bombat, buza îngroșată rotunjită evazată, fundul inelar înălțat; pe umăr două caneluri circulare și o linie în zigzag. | Muzeul „Vasile Pârvan”, Bârlad            | Cimec    |
|      | Ceașcă                                     | Datare: sec. IV p.Chr. Descoperit: jud. Vaslui, BÂRLAD, Valea Seacă Material: lut; modelare cu mâna; ardere oxidantă | Pastă zgrunturoasă de culoare cenușie-gălbuie, corpul tronconic, buza dreaptă, fundul plat profilat. | Muzeul „Vasile Pârvan”, Bârlad            | Cimec    |
|      | Castron                                    | Datare: sec. IV p.Chr. Descoperit: jud. Vaslui, BÂRLAD, Valea Seacă Material: lut; modelare cu mâna; ardere oxidantă | Pastă grosieră de culoare cărămizie, corpul tronconic, buza ușor evazată, fundul plat profilat. | Muzeul „Vasile Pârvan”, Bârlad            | Cimec    |
|      | Strachină                                  | Datare: sec. IV p.Chr. Descoperit: jud. Vaslui, BÂRLAD, Valea Seacă Material: lut; modelare cu mâna; ardere oxidantă | Pastă grosieră de culoare gălbui-cenușie, corpul tronconic, buza are marginea subțiată, fundul plat; pe corp trei butoni conici. | Muzeul „Vasile Pârvan”, Bârlad            | Cimec    |
|      | Strachină                                  | Datare: sec. IV p.Chr. Descoperit: jud. Vaslui, BÂRLAD, Valea Seacă Material: lut; modelare la roată; ardere reducătoare | Pastă fină de culoare cenușie, corpul bitronconic, buza ușor îngroșată, fundul inelar. | Muzeul „Vasile Pârvan”, Bârlad            | Cimec    |
|      | Strachină                                  | Datare: sec. IV p.Chr. Descoperit: jud. Vaslui, BÂRLAD, Valea Seacă Material: lut; modelare la roată; firnis; ardere reducătoare | Pastă fină lucrată neglijent cu striuri, de culoare neagră, corpul bitronconic, buza evazată, fundul inelar adâncit. | Muzeul „Vasile Pârvan”, Bârlad            | Cimec    |
|      | Strachină                                  | Datare: sec. IV p.Chr. Descoperit: jud. Vaslui, BÂRLAD, Valea Seacă Material: lut; modelare la roată; lustruită; ardere reducătoare | Pastă fină de culoare cenușie inchis, corpul în formă de calotă semisferică, umărul carenat, buza arcuită spre exterior, fundul inelar. | Muzeul „Vasile Pârvan”, Bârlad            | Cimec    |
|      | Strachină                                  | Datare: sec. IV p.Chr. Descoperit: jud. Vaslui, BÂRLAD, Valea Seacă Material: lut; modelare la roată; lustruită; ardere reducătoare | Pastă fină de culoare cenușie închis, corpul tronconic, buza evazată, fundul drept supraînălțat. | Muzeul „Vasile Pârvan”, Bârlad            | Cimec    |
|      | Strachină                                  | Datare: sec. IV p.Chr. Descoperit: jud. Vaslui, BÂRLAD, Valea Seacă Material: lut; modelare la roată; lustruită; ardere reducătoare | Pastă fină de culoare cenușie, buza înălțată evazată, fundul inelar; sub buză o nervură circulară. | Muzeul „Vasile Pârvan”, Bârlad            | Cimec    |
|      | Strachină                                  | Datare: sec. IV p.Chr. Descoperit: jud. Vaslui, BÂRLAD, Valea Seacă Material: lut; modelare la roată; ardere reducătoare | Pastă fină de culoare cenușie, corpul bitronconic, buza evazată, fundul inelar; pe umăr o nervură. | Muzeul „Vasile Pârvan”, Bârlad            | Cimec    |
|      | Strachină                                  | Datare: sec. IV p.Chr. Descoperit: jud. Vaslui, BÂRLAD, Valea Seacă Material: lut; modelare la roată; angobă; lustruire; ardere reducătoare | Pastă fină de culoare cenușie-negricioasă, corpul bitronconic, buza evazată, fundul inelar. | Muzeul „Vasile Pârvan”, Bârlad            | Cimec    |
|      | Strachină                                  | Datare: sec. IV p.Chr. Descoperit: jud. Vaslui, BÂRLAD, Valea Seacă Material: lut; modelare la roată; lustruire; ardere reducătoare | Pastă fină de culoare cenușie, corpul tronconic cu umăr carenat, buza dezvoltată evazată, fundul inelar. | Muzeul „Vasile Pârvan”, Bârlad            | Cimec    |
|      | Strachină                                  | Datare: sec. IV p.Chr. Descoperit: jud. Vaslui, BÂRLAD, Valea Seacă Material: lut; modelare la roată; lustruire; ardere reducătoare | Pastă fină de culoare cenușie, corpul tronconic, gât cilindric, buza dreaptă, fundul inelar. Pe diametrul maxim un decor din fațete romboidale. | Muzeul „Vasile Pârvan”, Bârlad            | Cimec    |
|      | Strachină                                  | Datare: sec. IV p.Chr. Descoperit: jud. Vaslui, BÂRLAD, Valea Seacă Material: lut; modelare la roată; angobă; lustruire; ardere reducătoare | Pastă fină de culoare neagră, corpul tronconic, umăr proeminent, buza devzoltată aplecată oblic spre exterior, fundul inelar ușor profilat. | Muzeul „Vasile Pârvan”, Bârlad            | Cimec    |
|      | Strachină                                  | Datare: sec. IV p.Chr. Descoperit: jud. Vaslui, BÂRLAD, Valea Seacă Material: lut; modelare la roată; lustruire; ardere reducătoare | Pastă fină de culoare cenușie, corpul bitronconic, buza îngroșată evazată, fundul ușor adâncit. | Muzeul „Vasile Pârvan”, Bârlad            | Cimec    |
|      | Strachină                                  | Datare: sec. IV p.Chr. Descoperit: jud. Vaslui, BÂRLAD, Valea Seacă Material: lut; modelare la roată; lustruire; ardere reducătoare | Pastă fină de culoare cenușie, corpul tronconic, umăr carenat, buza orizontală, fundul inelar. | Muzeul „Vasile Pârvan”, Bârlad            | Cimec    |
|      | Strachină                                  | Datare: sec. IV p.Chr. Descoperit: jud. Vaslui, BÂRLAD, Valea Seacă Material: lut; modelare la roată | Pastă zgrunțuroasă, corpul tronconic, umăr carenat, buza puternic evazată, fundul plat. | Muzeul „Vasile Pârvan”, Bârlad            | Cimec    |
|      | Oală                                       | Datare: sec. IV p.Chr. Descoperit: jud. Vaslui, BÂRLAD, Valea Seacă Material: lut; modelare la roată; lustruire; ardere reducătoare | Pastă fină de culoare cenușie, corpul bitronconic, umăr carenat, buza ușor evazată, fundul plat. | Muzeul „Vasile Pârvan”, Bârlad            | Cimec    |
|      | Oală                                       | Datare: sec. IV p.Chr. Descoperit: jud. Vaslui, BÂRLAD, Valea Seacă Material: lut; modelare cu mâna; ardere oxidantă | Pastă cu cioburi pisate în compoziție gălbuie, corpul bombat, buza înaltă evazată, fundul masiv plat, de jur împrejur cu alveole executate cu degetul. | Muzeul „Vasile Pârvan”, Bârlad            | Cimec    |
|      | Oală                                       | Datare: sec. IV p.Chr. Descoperit: jud. Vaslui, BÂRLAD, Valea Seacă Material: lut; modelare la roată; lustruire; ardere reducătoare | Pastă fină de culoare cenușie-negricioasă, corpul bitronconic, buza scundă ușor evazată, fundul inelar. | Muzeul „Vasile Pârvan”, Bârlad            | Cimec    |
|      | Oală                                       | Datare: sec. IV p.Chr. Descoperit: jud. Vaslui, BÂRLAD, Valea Seacă Material: lut; modelare la roată; ardere reducătoare | Pastă cu cioburi pisate în compoziție, de culoare cenușie, corpul piriform, buza dreaptă evazată, fundul plat. Deasupra umărului caneluri fine, sub umăr caneluri largi, fățuite. | Muzeul „Vasile Pârvan”, Bârlad            | Cimec    |
|      | Oală                                       | Datare: sec. IV p.Chr. Descoperit: jud. Vaslui, BÂRLAD, Valea Seacă Material: lut; modelare cu mâna; ardere oxidantă | Pastă cu cioburi pisate în compoziție, gălbuie, corpul tronconic, buza evazată, fundul plat. | Muzeul „Vasile Pârvan”, Bârlad            | Cimec    |
|      | Oală                                       | Datare: sec. IV p.Chr. Descoperit: jud. Vaslui, BÂRLAD, Valea Seacă Material: lut; modelare la roată; lustruire; ardere reducătoare | Pastă fină de culoare cenușie, corpul bitronconic, buza lățită în interior și exterior, fundul inelar, pe umăr canelură largă. | Muzeul „Vasile Pârvan”, Bârlad            | Cimec    |
|      | Ceașcă                                     | Datare: sec. IV p.Chr. Descoperit: jud. Vaslui, BÂRLAD, Valea Seacă Material: lut; modelare cu mâna; ardere oxidantă | Pastă grosieră, de culoare gălbuie-cărămizie, corpul tronconic, buza evazată, fundul plat. | Muzeul „Vasile Pârvan”, Bârlad            | Cimec    |
|      | Ceașcă                                     | Datare: sec. IV p.Chr. Descoperit: jud. Vaslui, BÂRLAD, Valea Seacă Material: lut; modelare cu mâna; ardere oxidantă | Pastă grosieră, de culoare gălbuie-cărămizie, corpul tronconic, fundul plat, marcat printr-o incizie circulară. | Muzeul „Vasile Pârvan”, Bârlad            | Cimec    |
|      | Ceașcă                                     | Datare: sec. IV p.Chr. Descoperit: jud. Vaslui, BÂRLAD, Valea Seacă Material: lut; modelare cu mâna; ardere oxidantă | Pastă cu cioburi pisate în compoziție, de culoare gălbuie-cărămizie, corpul tronconic, fundul plat. | Muzeul „Vasile Pârvan”, Bârlad            | Cimec    |
|      | Ceașcă                                     | Datare: sec. IV p.Chr. Descoperit: jud. Vaslui, BÂRLAD, Valea Seacă Material: lut; modelare cu mâna; ardere oxidantă | Pastă cu nisip, de culoare gălbuie, corpul tronconic, fundul plat. | Muzeul „Vasile Pârvan”, Bârlad            | Cimec    |
|      | Oală                                       | Datare: sec. IV p.Chr. Descoperit: jud. Vaslui, BÂRLAD, Valea Seacă Material: lut; modelare cu mâna; ardere oxidantă | Pastă relativ omogenă, gălbuie-cenușie cu pete negre pe umăr, corp sferoidal, buza dreaptă cu marginea tăiată orizontal, fundul ușor profilat cu suport inelar. | Muzeul „Vasile Pârvan”, Bârlad            | Cimec    |
|      | Oală                                       | Datare: sec. IV p.Chr. Descoperit: jud. Vaslui, BÂRLAD, Valea Seacă Material: lut; modelare la roată; ardere reducătoare | Pastă grosieră cu microprundișuri și cioburi pisate în compoziție, de culoare cenușie, corpul sferoidal, buza înălțată evazată, fundul plat, pe întreg corpul caneluri largi. | Muzeul „Vasile Pârvan”, Bârlad            | Cimec    |
|      | Oală                                       | Datare: sec. IV p.Chr. Descoperit: jud. Vaslui, BÂRLAD, Valea Seacă Material: lut; modelare la roată; ardere oxidantă | Pastă zgrunțuroasă, de culoare gălbuie-cărămizie, corpul piriform, buza înălțată îngroșată și rotunjită cu șănțuire interioară, fundul plat. | Muzeul „Vasile Pârvan”, Bârlad            | Cimec    |
|      | Oală                                       | Datare: sec. IV p.Chr. Descoperit: jud. Vaslui, BÂRLAD, Valea Seacă Material: lut; modelare la roată; ardere oxidantă | Pastă grosieră, de culoare gălbuie, corpul bitronconic cu partea inferioară mai dezvoltată, buza răsfrântă tăiată oblic, fundul plat. | Muzeul „Vasile Pârvan”, Bârlad            | Cimec    |
|      | Urnă                                       | Datare: sec. IV p.Chr. Descoperit: jud. Vaslui, com. FĂLCIU, BOGDĂNEȘTI Material: lut; modelare la roată; ardere oxidantă | Pastă cu nisip, de culoare cenușie-gălbuie cu pete cărămizii, corpul piriform, buza scundă cu marginea îngroșată, fundul înălțat profilat. La baza gâtului o nervură orizontală. | Muzeul „Vasile Pârvan”, Bârlad            | Cimec    |
|      | Oală piriformă                             | Datare: sec. IV p.Chr. Descoperit: jud. Vaslui, com. FĂLCIU, BOGDĂNEȘTI, La Lutărie Material: lut; modelare cu mâna; ardere oxidantă | Vasul este de formă piriformă, pântecul sferoidal, gâtul prelung, buza aproape dreaptă, foarte ușor răsfrântă spre exterior; fără decor. Pastă cu mult nisip. | Muzeul „Vasile Pârvan”, Bârlad            | Cimec    |
|      | Oală                                       | Datare: sec. IV p.Chr. Descoperit: jud. Vaslui, BÂRLAD, Valea Seacă Material: lut; modelare cu mâna; ardere oxidantă | Pastă grosieră, modelată cu mâna. | Muzeul „Vasile Pârvan”, Bârlad            | Cimec    |
|      | Urnă                                       | Datare: sec. IV p.Chr. Descoperit: jud. Vaslui, BÂRLAD, Valea Seacă Material: lut; modelare cu mâna; ardere oxidantă | Pastă grosieră, de culoare gălbuie-cărămizie, corpul tronconic, buza evazată, fundul plat. | Muzeul „Vasile Pârvan”, Bârlad            | Cimec    |
|      | Spatulă                                    | Descoperit: jud. Vaslui, com. GRIVIȚA, TRESTIANA Material: os; cioplire; lustruire | | Muzeul „Vasile Pârvan”, Bârlad            | Cimec    |
|      | Spatulă                                    | Descoperit: jud. Vaslui, com. GRIVIȚA, TRESTIANA Material: os; cioplire; lustruire | | Muzeul „Vasile Pârvan”, Bârlad            | Cimec    |
|      | Spatulă                                    | Descoperit: jud. Vaslui, com. Grivița, TRESTIANA Material: os; cioplire; lustruire | Spatulă din os realizată prin cioplire și lustruire. | Muzeul „Vasile Pârvan”, Bârlad            | Cimec    |
|      | Spatulă                                    | Descoperit: jud. Vaslui, com. Grivița, TRESTIANA Material: os; cioplire; lustruire | Spatulă din os realizată prin cioplire și lustruire. | Muzeul „Vasile Pârvan”, Bârlad            | Cimec    |
|      | Spatulă                                    | Descoperit: jud. Vaslui, com. Grivița, TRESTIANA Material: os; cioplire; lustruire | Spatulă din os realizată prin cioplire și lustruire. | Muzeul „Vasile Pârvan”, Bârlad            | Cimec    |
|      | Spatulă                                    | Descoperit: jud. Vaslui, com. Grivița, TRESTIANA Material: os; cioplire; lustruire | Spatulă din os realizată prin cioplire și lustruire. | Muzeul „Vasile Pârvan”, Bârlad            | Cimec    |
|      | Spatulă                                    | Descoperit: jud. Vaslui, com. Grivița, TRESTIANA Material: os; cioplire; lustruire | Spatulă din os realizată prin cioplire și lustruire. | Muzeul „Vasile Pârvan”, Bârlad            | Cimec    |
|      | Spatulă                                    | Descoperit: jud. Vaslui, com. Grivița, TRESTIANA Material: os; cioplire; lustruire | Spatulă din os realizată prin cioplire și lustruire. | Muzeul „Vasile Pârvan”, Bârlad            | Cimec    |
|      | Spatulă                                    | Descoperit: jud. Vaslui, com. Grivița, TRESTIANA Material: os; cioplire; lustruire | Spatulă din os realizată prin cioplire și lustruire. | Muzeul „Vasile Pârvan”, Bârlad            | Cimec    |
|      | Ac                                         | Descoperit: jud. Vaslui, com. Grivița, TRESTIANA Material: os; cioplire; lustruire | Spatulă din os realizată prin cioplire și lustruire. Perforată. | Muzeul „Vasile Pârvan”, Bârlad            | Cimec    |
|      | Pahar                                      | Descoperit: jud. Vaslui, com. Grivița, TRESTIANA Material: lut; pastă semifină; modelare cu mâna | Pahar din lut, pastă semifină, modelat cu mâna. | Muzeul „Vasile Pârvan”, Bârlad            | Cimec    |
|      | Oală                                       | Datare: sec. IV p.Chr. Școală: Bârlad - Valea Seacă Descoperit: jud. Vaslui, BÂRLAD, Valea Seacă Material: lut; pastă grosieră; modelare cu mâna | Oală din lut, pastă grosieră, modelată cu mâna. | Muzeul „Vasile Pârvan”, Bârlad            | Cimec    |
|      | Ceașcă                                     | Datare: sec. IV p.Chr. Școală: Bârlad - Valea Seacă Descoperit: jud. Vaslui, BÂRLAD, Valea Seacă Material: lut; pastă grosieră; modelare cu mâna | Ceașcă din lut, pastă grosieră, modelată cu mâna. | Muzeul „Vasile Pârvan”, Bârlad            | Cimec    |
|      | Strachină                                  | Datare: sec. IV p.Chr. Școală: Bârlad - Valea Seacă Descoperit: jud. Vaslui, BÂRLAD, Valea Seacă Material: lut; pastă fină; lucrată la roată | | Muzeul „Vasile Pârvan”, Bârlad            | Cimec    |
|      | Strachină                                  | Datare: sec. IV p.Chr. Școală: Bârlad - Valea Seacă Descoperit: jud. Vaslui, BÂRLAD, Valea Seacă Material: lut; pastă fină; lucrată la roată | | Muzeul „Vasile Pârvan”, Bârlad            | Cimec    |
|      | Castron                                    | Datare: sec. IV p.Chr. Școală: Bârlad - Valea Seacă Descoperit: jud. Vaslui, BÂRLAD, Valea Seacă Material: lut; pastă fină; lucrată la roată | | Muzeul „Vasile Pârvan”, Bârlad            | Cimec    |
|      | Castron                                    | Datare: sec. IV p.Chr. Școală: Bârlad - Valea Seacă Descoperit: jud. Vaslui, BÂRLAD, Valea Seacă Material: lut; pastă fină; lucrată la roată | | Muzeul „Vasile Pârvan”, Bârlad            | Cimec    |
|      | Castron                                    | Datare: sec. IV p.Chr. Școală: Bârlad - Valea Seacă Descoperit: jud. Vaslui, BÂRLAD, Valea Seacă Material: lut; pastă fină; lucrată la roată | | Muzeul „Vasile Pârvan”, Bârlad            | Cimec    |
|      | Cataramă                                   | Datare: sec. IV p.Chr. Descoperit: jud. Vaslui, BÂRLAD, Valea Seacă Material: bronz; turnare; batere | | Muzeul „Vasile Pârvan”, Bârlad            | Cimec    |
|      | Cataramă                                   | Datare: sec. IV p.Chr. Descoperit: jud. Vaslui, BÂRLAD, Valea Seacă Material: bronz; turnare | | Muzeul „Vasile Pârvan”, Bârlad            | Cimec    |
|      | Cataramă                                   | Datare: sec. IV p.Chr. Descoperit: jud. Vaslui, BÂRLAD, Valea Seacă Material: bronz; turnare; batere | | Muzeul „Vasile Pârvan”, Bârlad            | Cimec    |
|      | Cataramă                                   | Datare: sec. IV p.Chr. Descoperit: jud. Vaslui, BÂRLAD, Valea Seacă Material: bronz; turnare; batere | | Muzeul „Vasile Pârvan”, Bârlad            | Cimec    |
|      | Fibulă                                     | Datare: sec. IV p.Chr. Descoperit: jud. Vaslui, BÂRLAD, Valea Seacă Material: bronz; turnare | | Muzeul „Vasile Pârvan”, Bârlad            | Cimec    |
|      | Fibulă                                     | Datare: sec. IV p.Chr. Descoperit: jud. Vaslui, BÂRLAD, Valea Seacă Material: bronz; turnare; batere | | Muzeul „Vasile Pârvan”, Bârlad            | Cimec    |
|      | Fibulă                                     | Datare: sec. IV p.Chr. Descoperit: jud. Vaslui, BÂRLAD, Valea Seacă Material: bronz; batere | | Muzeul „Vasile Pârvan”, Bârlad            | Cimec    |
|      | Fibulă                                     | Datare: sec. IV p.Chr. Descoperit: jud. Vaslui, BÂRLAD, Valea Seacă Material: bronz; batere | | Muzeul „Vasile Pârvan”, Bârlad            | Cimec    |
|      | Fibulă                                     | Datare: sec. IV p.Chr. Descoperit: jud. Vaslui, BÂRLAD, Valea Seacă Material: bronz; turnare; batere | | Muzeul „Vasile Pârvan”, Bârlad            | Cimec    |
|      | Cataramă                                   | Datare: sec. IV p.Chr. Descoperit: jud. Vaslui, BÂRLAD, Valea Seacă Material: bronz; turnare | | Muzeul „Vasile Pârvan”, Bârlad            | Cimec    |
|      | Cataramă                                   | Datare: sec. IV p.Chr. Descoperit: jud. Vaslui, BÂRLAD, Valea Seacă Material: bronz; turnare | | Muzeul „Vasile Pârvan”, Bârlad            | Cimec    |
|      | Cataramă                                   | Datare: sec. IV p.Chr. Descoperit: jud. Vaslui, BÂRLAD, Valea Seacă Material: bronz; turnare | | Muzeul „Vasile Pârvan”, Bârlad            | Cimec    |
|      | Cataramă                                   | Datare: sec. IV p.Chr. Descoperit: jud. Vaslui, BÂRLAD, Valea Seacă Material: bronz; turnare | | Muzeul „Vasile Pârvan”, Bârlad            | Cimec    |
|      | Fibulă                                     | Datare: sec. IV p.Chr. Descoperit: jud. Vaslui, BÂRLAD, Valea Seacă Material: bronz; turnare; batere | | Muzeul „Vasile Pârvan”, Bârlad            | Cimec    |
|      | Greutate pentru războiul de țesut          | Datare: sec. IV p.Chr. Școală: Bârlad - Valea Seacă Descoperit: jud. Vaslui, BÂRLAD, Valea Seacă Material: lut; pastă semifină; modelare cu mâna | | Muzeul „Vasile Pârvan”, Bârlad            | Cimec    |
|      | Greutate pentru războiul de țesut          | Datare: sec. IV p.Chr. Școală: Bârlad - Valea Seacă Descoperit: jud. Vaslui, BÂRLAD, Valea Seacă Material: lut; pastă semifină; modelare cu mâna | | Muzeul „Vasile Pârvan”, Bârlad            | Cimec    |
|      | Greutate pentru războiul de țesut          | Datare: sec. IV p.Chr. Școală: Bârlad - Valea Seacă Descoperit: jud. Vaslui, BÂRLAD, Valea Seacă Material: lut; pastă semifină; modelare cu mâna | | Muzeul „Vasile Pârvan”, Bârlad            | Cimec    |
|      | Greutate „cățel de vatră”                  | Datare: sec. IV p.Chr. Școală: Bârlad - Valea Seacă Descoperit: jud. Vaslui, BÂRLAD, Valea Seacă Material: lut; pastă grosieră; modelare cu mâna | | Muzeul „Vasile Pârvan”, Bârlad            | Cimec    |
|      | Greutate „cățel de vatră”                  | Datare: sec. IV p.Chr. Școală: Bârlad - Valea Seacă Descoperit: jud. Vaslui, BÂRLAD, Valea Seacă Material: lut; pastă semifină; modelare cu mâna | | Muzeul „Vasile Pârvan”, Bârlad            | Cimec    |
|      | Greutate „cățel de vatră”                  | Datare: sec. IV p.Chr. Școală: Bârlad - Valea Seacă Descoperit: jud. Vaslui, BÂRLAD, Valea Seacă Material: lut; pastă semifină; modelare cu mâna | | Muzeul „Vasile Pârvan”, Bârlad            | Cimec    |
|      | Greutate „cățel de vatră”                  | Datare: sec. IV p.Chr. Școală: Bârlad - Valea Seacă Descoperit: jud. Vaslui, BÂRLAD, Valea Seacă Material: lut; pastă grosieră; modelare cu mâna | | Muzeul „Vasile Pârvan”, Bârlad            | Cimec    |
|      | Greutate „cățel de vatră”                  | Datare: sec. IV p.Chr. Școală: Bârlad - Valea Seacă Descoperit: jud. Vaslui, BÂRLAD, Valea Seacă Material: lut; pastă semifină; modelare cu mâna | | Muzeul „Vasile Pârvan”, Bârlad            | Cimec    |
|      | Greutate pentru războiul de țesut          | Datare: sec. IV p.Chr. Școală: Bârlad - Valea Seacă Descoperit: jud. Vaslui, BÂRLAD, Valea Seacă Material: lut; pastă semifină; modelare cu mâna | | Muzeul „Vasile Pârvan”, Bârlad            | Cimec    |
|      | Castron                                    | Datare: sec. IV p.Chr. Școală: Bârlad - Valea Seacă Descoperit: jud. Vaslui, BÂRLAD, Valea Seacă Material: lut; pastă fină; modelare la roată | | Muzeul „Vasile Pârvan”, Bârlad            | Cimec    |
|      | Castron                                    | Datare: sec. IV p.Chr. Școală: Bârlad - Valea Seacă Descoperit: jud. Vaslui, BÂRLAD, Valea Seacă Material: lut; pastă fină; modelare la roată | | Muzeul „Vasile Pârvan”, Bârlad            | Cimec    |
|      | Castron                                    | Datare: sec. IV p.Chr. Școală: Bârlad - Valea Seacă Descoperit: jud. Vaslui, BÂRLAD, Valea Seacă Material: lut; pastă fină; modelare la roată | | Muzeul „Vasile Pârvan”, Bârlad            | Cimec    |
|      | Castron                                    | Datare: sec. IV p.Chr. Școală: Bârlad - Valea Seacă Descoperit: jud. Vaslui, BÂRLAD, Valea Seacă Material: lut; pastă fină; modelare la roată | | Muzeul „Vasile Pârvan”, Bârlad            | Cimec    |
|      | Castron                                    | Datare: sec. IV p.Chr. Școală: Bârlad - Valea Seacă Descoperit: jud. Vaslui, BÂRLAD, Valea Seacă Material: lut; modelare la roată; lustruire | | Muzeul „Vasile Pârvan”, Bârlad            | Cimec    |
|      | Castron                                    | Datare: sec. IV p.Chr. Școală: Bârlad - Valea Seacă Descoperit: jud. Vaslui, BÂRLAD, Valea Seacă Material: lut; pastă fină; modelare la roată | | Muzeul „Vasile Pârvan”, Bârlad            | Cimec    |
|      | Castron                                    | Datare: sec. IV p.Chr. Școală: Bârlad - Valea Seacă Descoperit: jud. Vaslui, BÂRLAD, Valea Seacă Material: lut; pastă fină; modelare la roată | | Muzeul „Vasile Pârvan”, Bârlad            | Cimec    |
|      | Strachină                                  | Datare: sec. IV p.Chr. Școală: Bârlad - Valea Seacă Descoperit: jud. Vaslui, BÂRLAD, Valea Seacă Material: lut; pastă fină; modelare la roată | | Muzeul „Vasile Pârvan”, Bârlad            | Cimec    |
|      | Castron                                    | Datare: sec. IV p.Chr. Școală: Bârlad - Valea Seacă Descoperit: jud. Vaslui, BÂRLAD, Valea Seacă Material: lut; pastă fină; modelare la roată | | Muzeul „Vasile Pârvan”, Bârlad            | Cimec    |
|      | Castron                                    | Datare: sec. IV p.Chr. Școală: Bârlad - Valea Seacă Descoperit: jud. Vaslui, BÂRLAD, Valea Seacă Material: lut; pastă fină; modelare la roată | | Muzeul „Vasile Pârvan”, Bârlad            | Cimec    |
|      | Castron                                    | Datare: sec. IV p.Chr. Școală: Bârlad - Valea Seacă Descoperit: jud. Vaslui, BÂRLAD, Valea Seacă Material: lut; modelare la roată | | Muzeul „Vasile Pârvan”, Bârlad            | Cimec    |
|      | Castron                                    | Datare: sec. IV p.Chr. Școală: Bârlad - Valea Seacă Descoperit: jud. Vaslui, BÂRLAD, Valea Seacă Material: lut; pastă fină; modelare la roată | | Muzeul „Vasile Pârvan”, Bârlad            | Cimec    |
|      | Strachină                                  | Datare: sec. IV p.Chr. Școală: Bârlad - Valea Seacă Descoperit: jud. Vaslui, BÂRLAD, Valea Seacă Material: lut; pastă fină; modelare la roată | | Muzeul „Vasile Pârvan”, Bârlad            | Cimec    |
|      | Strachină                                  | Datare: sec. IV p.Chr. Școală: Bârlad - Valea Seacă Descoperit: jud. Vaslui, BÂRLAD, Valea Seacă Material: lut; pastă grosieră; modelare la roată | | Muzeul „Vasile Pârvan”, Bârlad            | Cimec    |
|      | Strachină                                  | Datare: sec. IV p.Chr. Școală: Bârlad - Valea Seacă Descoperit: jud. Vaslui, BÂRLAD, Valea Seacă Material: lut; pastă fină; modelare la roată | | Muzeul „Vasile Pârvan”, Bârlad            | Cimec    |
|      | Cană                                       | Datare: sec. II-III p.Chr. Școală: Geto-dacic Descoperit: jud. Vaslui, com. Pogonești, POLOCIN Material: lut; pastă fină; modelare la roată | | Muzeul „Vasile Pârvan”, Bârlad            | Cimec    |
|      | Cataramă                                   | Datare: sec. IV p.Chr. Descoperit: jud. Vaslui, BÂRLAD, Valea Seacă Material: bronz; turnare; batere | | Muzeul „Vasile Pârvan”, Bârlad            | Cimec    |
|      | Cană                                       | Datare: sec. III p.Chr. Școală: Geto-dacic Descoperit: jud. Vaslui, com. Perieni, Ciocani Material: lut; pastă fină; modelare la roată | | Muzeul „Vasile Pârvan”, Bârlad            | Cimec    |
|      | Cană                                       | Datare: sec. III p.Chr. Școală: Geto-dacic Descoperit: jud. Vaslui, com. Tutova Material: lut; pastă fină; modelare la roată | | Muzeul „Vasile Pârvan”, Bârlad            | Cimec    |
|      | Cană                                       | Datare: sec. III p.Chr. Școală: Geto-dacic Descoperit: jud. Vaslui, com. POGANA, Satu Nou Material: lut; pastă fină; modelare la roată | | Muzeul „Vasile Pârvan”, Bârlad            | Cimec    |
|      | Cană                                       | Datare: sec. II-III p.Chr. Școală: Geto-dacic Descoperit: jud. Vaslui, com. IVEȘTI, IVEȘTI Material: lut; pastă fină; modelare la roată | | Muzeul „Vasile Pârvan”, Bârlad            | Cimec    |
|      | Oală                                       | Datare: sec. II-III p.Chr. Școală: neidentificat Descoperit: jud. Vaslui, com. Bogdănești, UNȚEȘTI Material: lut; pastă grosieră; modelare cu mâna | | Muzeul „Vasile Pârvan”, Bârlad            | Cimec    |
|      | Oală                                       | Datare: sec. II-III p.Chr. Școală: Roman Descoperit: jud. Vaslui, com. Bogdănești, UNȚEȘTI Material: lut; modelare la roată | | Muzeul „Vasile Pârvan”, Bârlad            | Cimec    |
|      | Cană                                       | Datare: sec. III p.Chr. Școală: Geto-dacic Descoperit: jud. Vaslui, com. Tutova Material: lut; pastă fină; modelare la roată | | Muzeul „Vasile Pârvan”, Bârlad            | Cimec    |
|      | Fibulă                                     | Datare: sec. IV p.Chr. Descoperit: jud. Vaslui, BÂRLAD, Valea Seacă Material: bronz; batere | | Muzeul „Vasile Pârvan”, Bârlad            | Cimec    |
|      | Pandantiv                                  | Datare: sec. III p.Chr. Descoperit: jud. Vaslui, com. Bogdănești, Fălciu Material: corn de cerb; cioplire; lustruire; perforare | | Muzeul „Vasile Pârvan”, Bârlad            | Cimec    |
|      | Oală cu două toarte                        | Datare: sec. III p.Chr. Școală: Carpic Descoperit: jud. Vaslui, com. Iana, Țifești Material: lut; pastă fină; modelare la roată | | Muzeul „Vasile Pârvan”, Bârlad            | Cimec    |
|      | Oală                                       | Datare: sec. III p.Chr. Școală: Carpic Descoperit: jud. Vaslui, com. Iana, Țifești Material: lut; pastă fină; modelare la roată | | Muzeul „Vasile Pârvan”, Bârlad            | Cimec    |
|      | Cană                                       | Datare: sec. III p.Chr. Școală: Geto-dacic Descoperit: jud. Vaslui, com. EPURENI, EPURENI Material: lut; pastă fină; modelare la roată | | Muzeul „Vasile Pârvan”, Bârlad            | Cimec    |
|      | Cană                                       | Datare: sec. IV p.Chr. Descoperit: jud. Vaslui, com. Pogonești, POLOCIN Material: lut; pastă fină; modelare la roată | | Muzeul „Vasile Pârvan”, Bârlad            | Cimec    |
|      | Greutate                                   | Datare: sec. IV p.Chr. Școală: Bârlad - Valea Seacă Descoperit: jud. Vaslui, com. MURGENI, MURGENI Material: lut; pastă grosieră; modelare cu mâna | | Muzeul „Vasile Pârvan”, Bârlad            | Cimec    |
|      | Cană                                       | Datare: sec. IV-II a.Chr. Școală: Geto-dacic Descoperit: jud. Vaslui, com. Perieni, Ciocani Material: lut; pastă fină; modelare la roată | | Muzeul „Vasile Pârvan”, Bârlad            | Cimec    |
|      | Oală                                       | Datare: sec. IV p.Chr. Școală: Bârlad - Valea Seacă Descoperit: jud. Vaslui, BÂRLAD, Valea Seacă Material: lut; pastă grosieră; modelare cu mâna | | Muzeul „Vasile Pârvan”, Bârlad            | Cimec    |
|      | Oală                                       | Datare: sec. II-III a.Chr. Școală: Geto-dacic Descoperit: jud. Vaslui, com. Mălușteni Material: lut; pastă semifină; modelare cu mâna | | Muzeul „Vasile Pârvan”, Bârlad            | Cimec    |
|      | Cană                                       | Datare: sec. II-III a.Chr. Școală: Geto-dacic Descoperit: jud. Vaslui, com. Mălușteni Material: lut; modelare cu mâna | | Muzeul „Vasile Pârvan”, Bârlad            | Cimec    |
|      | Cană                                       | Datare: sec. IV p.Chr. Școală: Bârlad - Valea Seacă Descoperit: jud. Vaslui, BÂRLAD, Valea Seacă Material: lut; pastă fină; modelare la roată | | Muzeul „Vasile Pârvan”, Bârlad            | Cimec    |
|      | Oală                                       | Datare: sec. IV p.Chr. Școală: Bârlad - Valea Seacă Descoperit: jud. Vaslui, BÂRLAD, Valea Seacă Material: lut; pastă zgrumțuroasă; modelare la roată | | Muzeul „Vasile Pârvan”, Bârlad            | Cimec    |
|      | Pandantiv                                  | Datare: sec. IV p.Chr. Școală: Bârlad - Valea Seacă Descoperit: jud. Vaslui, BÂRLAD, Valea Seacă Material: corn de cerb; cioplire; lustruire; perforare | | Muzeul „Vasile Pârvan”, Bârlad            | Cimec    |
|      | Colier                                     | Datare: sec. IV p.Chr. Descoperit: jud. Vaslui, BÂRLAD, Valea Seacă Material: sticlă; turnare; chihlimbar | Colier, format din 9 mărgele: 8 mărgele de sticlă albastră și 1 mărgică de chihlimbar. | Muzeul „Vasile Pârvan”, Bârlad            | Cimec    |
|      | Colier                                     | Datare: sec. IV p.Chr. Descoperit: jud. Vaslui, BÂRLAD, Valea Seacă Material: sticlă; turnare | Colier format din 10 mărgele de sticlă (9 de culoare albastră și 1 verde), de formă sferoidală. | Muzeul „Vasile Pârvan”, Bârlad            | Cimec    |
|      | Cană                                       | Datare: sec. IV p.Chr. Școală: Bârlad - Valea Seacă Descoperit: jud. Vaslui, BÂRLAD, Valea Seacă Material: lut; pastă fină; modelare la roată | | Muzeul „Vasile Pârvan”, Bârlad            | Cimec    |
|      | Cană                                       | Datare: sec. IV p.Chr. Descoperit: jud. Vaslui, com. Bogdănești, Fălciu Material: lut; pastă fină; modelare la roată | | Muzeul „Vasile Pârvan”, Bârlad            | Cimec    |
|      | Castron cu trei toarte                     | Datare: sec. IV p.Chr. Școală: Bârlad - Valea Seacă Descoperit: jud. Vaslui, BÂRLAD, Valea Seacă Material: lut; pastă fină; modelare la roată | | Muzeul „Vasile Pârvan”, Bârlad            | Cimec    |
|      | Cană                                       | Datare: sec. IV p.Chr. Școală: Bârlad - Valea Seacă Descoperit: jud. Vaslui, BÂRLAD, Valea Seacă Material: lut; pastă grosieră; modelare la roată | | Muzeul „Vasile Pârvan”, Bârlad            | Cimec    |
|      | Pandantiv                                  | Datare: sec. IV p.Chr. Descoperit: jud. Vaslui, com. Bogdănești, Fălciu Material: scoică Cypraea; perforare | | Muzeul „Vasile Pârvan”, Bârlad            | Cimec    |
|      | Pandantiv                                  | Datare: sec. IV p.Chr. Descoperit: jud. Vaslui, com. Bogdănești, Fălciu Material: scoică Cypraea; perforare | | Muzeul „Vasile Pârvan”, Bârlad            | Cimec    |
|      | Strachină                                  | Datare: sec. IV p.Chr. Școală: Bârlad - Valea Seacă Descoperit: jud. Vaslui, BÂRLAD, Valea Seacă Material: lut; pastă fină; modelare la roată | | Muzeul „Vasile Pârvan”, Bârlad            | Cimec    |
|      | Strachină                                  | Datare: sec. IV p.Chr. Școală: Bârlad - Valea Seacă Descoperit: jud. Vaslui, BÂRLAD, Valea Seacă Material: lut; pastă fină; modelare la roată | | Muzeul „Vasile Pârvan”, Bârlad            | Cimec    |
|      | Cupă                                       | Datare: sec. IV p.Chr. Școală: Bârlad - Valea Seacă Descoperit: jud. Vaslui, BÂRLAD, Valea Seacă Material: lut; pastă semifină; modelare cu mâna | | Muzeul „Vasile Pârvan”, Bârlad            | Cimec    |
|      | Cataramă                                   | Datare: sec. IV p.Chr. Descoperit: jud. Vaslui, BÂRLAD, Valea Seacă Material: bronz; turnare; batere | | Muzeul „Vasile Pârvan”, Bârlad            | Cimec    |
|      | Cataramă                                   | Datare: sec. IV p.Chr. Descoperit: jud. Vaslui, BÂRLAD, Valea Seacă Material: argint; batere | | Muzeul „Vasile Pârvan”, Bârlad            | Cimec    |
|      | Cataramă                                   | Datare: sec. IV p.Chr. Descoperit: jud. Vaslui, BÂRLAD, Valea Seacă Material: bronz; turnare; batere | | Muzeul „Vasile Pârvan”, Bârlad            | Cimec    |
|      | Cataramă                                   | Datare: sec. IV p.Chr. Descoperit: jud. Vaslui, BÂRLAD, Valea Seacă Material: bronz; turnare; batere | | Muzeul „Vasile Pârvan”, Bârlad            | Cimec    |
|      | Cataramă                                   | Datare: sec. IV p.Chr. Descoperit: jud. Vaslui, BÂRLAD, Valea Seacă Material: bronz; turnare; batere | | Muzeul „Vasile Pârvan”, Bârlad            | Cimec    |
|      | Cataramă                                   | Datare: sec. IV p.Chr. Descoperit: jud. Vaslui, BÂRLAD, Valea Seacă Material: bronz; turnare; batere | | Muzeul „Vasile Pârvan”, Bârlad            | Cimec    |
|      | Pandantiv                                  | Datare: sec. IV p.Chr. Descoperit: jud. Vaslui, com. Bogdănești, Fălciu Material: scoică Murex; perforare | | Muzeul „Vasile Pârvan”, Bârlad            | Cimec    |
|      | Oală cu două toarte                        | Datare: sec. IV p.Chr. Școală: Bârlad - Valea Seacă Descoperit: jud. Vaslui, BÂRLAD, Valea Seacă Material: lut; pastă fină; modelare la roată | | Muzeul „Vasile Pârvan”, Bârlad            | Cimec    |
|      | Castron cu trei toarte                     | Datare: sec. IV-V p.Chr. Școală: Fântânele - Zorleni Descoperit: jud. Vaslui, com. Zorleni, Fântânele Material: lut; pastă fină; modelare la roată | | Muzeul „Vasile Pârvan”, Bârlad            | Cimec    |
|      | Castron cu trei toarte                     | Datare: sec. IV p.Chr. Școală: Bârlad - Valea Seacă Descoperit: jud. Vaslui, BÂRLAD, Valea Seacă Material: lut; pastă fină; modelare la roată | | Muzeul „Vasile Pârvan”, Bârlad            | Cimec    |
|      | Castron cu trei toarte                     | Datare: sec. IV p.Chr. Școală: local Descoperit: jud. Vaslui, BÂRLAD, Valea Seacă Material: Pastǎ finǎ; cenușie; lucrat la roatǎ | | Muzeul „Vasile Pârvan”, Bârlad            | Cimec    |
|      | Castron cu trei toarte                     | Datare: sec. IV p.Chr. Școală: local Descoperit: jud. Vaslui, BÂRLAD, Valea Seacă Material: Pastǎ finǎ; cenușie; lucrat la roatǎ | | Muzeul „Vasile Pârvan”, Bârlad            | Cimec    |
|      | Castron cu trei toarte                     | Datare: sec. IV p.Chr. Școală: local Descoperit: jud. Vaslui, BÂRLAD, Valea Seacă Material: Pastǎ finǎ; cenușie; lucrat la roatǎ | | Muzeul „Vasile Pârvan”, Bârlad            | Cimec    |
|      | Oală cu două toarte                        | Datare: sec. IV p.Chr. Școală: local Descoperit: jud. Vaslui, BÂRLAD, Valea Seacă Material: Pastǎ finǎ; cenușie; lucrat la roatǎ | | Muzeul „Vasile Pârvan”, Bârlad            | Cimec    |
|      | Oală cu două toarte                        | Datare: sec. IV p.Chr. Școală: local Descoperit: jud. Vaslui, BÂRLAD, Valea Seacă Material: Pastǎ zgrunțuroasă; cenușie; lucrat la roatǎ | | Muzeul „Vasile Pârvan”, Bârlad            | Cimec    |
|      | Strachină                                  | Datare: sec. IV p.Chr. Școală: local Descoperit: jud. Vaslui, BÂRLAD, Valea Seacă Material: Pastǎ fină; cenușie; lucrat la roatǎ | | Muzeul „Vasile Pârvan”, Bârlad            | Cimec    |
|      | Oală cu două toarte                        | Datare: sec. IV p.Chr. Școală: local Descoperit: jud. Vaslui, BÂRLAD, Valea Seacă Material: Pastǎ zgrunțuroasă; cenușie; lucrat la roatǎ | | Muzeul „Vasile Pârvan”, Bârlad            | Cimec    |
|      | Ulcior                                     | Datare: sec. IV p.Chr. Școală: roman ? Descoperit: jud. Vaslui, com. Pogonești, POLOCIN, Islaz Material: Pastǎ fină; roșie; lucrat la roatǎ | | Muzeul „Vasile Pârvan”, Bârlad            | Cimec    |
|      | Cană                                       | Datare: sec. IV p.Chr. Școală: ? Descoperit: jud. Vaslui, com. Pogonești, POLOCIN, Islaz Material: Pastǎ fină; cenușie; lucrat la roatǎ | | Muzeul „Vasile Pârvan”, Bârlad            | Cimec    |
|      | Cană                                       | Datare: sec. IV p.Chr. Școală: local Descoperit: jud. Vaslui, BÂRLAD, Valea Seacă Material: Lut; pastǎ fină; lucrat la roatǎ | | Muzeul „Vasile Pârvan”, Bârlad            | Cimec    |
|      | Castron                                    | Datare: sec. IV p.Chr. Școală: local Descoperit: jud. Vaslui, BÂRLAD, Valea Seacă Material: Lut; semifin; lucrat cu mâna | | Muzeul „Vasile Pârvan”, Bârlad            | Cimec    |
|      | Castron                                    | Datare: sec. IV p.Chr. Școală: local Descoperit: jud. Vaslui, com. Bogdănești, Fălciu Material: Lut; pastă fină; lucrat la roată | | Muzeul „Vasile Pârvan”, Bârlad            | Cimec    |
|      | Capac                                      | Datare: sec. IV p.Chr. Școală: local Descoperit: jud. Vaslui, com. Pogonești, POLOCIN, Islaz Material: Lut; modelat cu mâna | | Muzeul „Vasile Pârvan”, Bârlad            | Cimec    |
|      | Ceașcă dacică                              | Datare: sec. IV p.Chr. Școală: local Descoperit: jud. Vaslui, BÂRLAD, Valea Seacă Material: Lut; pastă grosieră; modelat cu mâna | | Muzeul „Vasile Pârvan”, Bârlad            | Cimec    |
|      | Castron                                    | Datare: sec. II - III p.Chr. Școală: local Descoperit: jud. Vaslui, com. Șuletea, La Șipot Material: Lut; pastă fină; lucrat la roată | | Muzeul „Vasile Pârvan”, Bârlad            | Cimec    |
|      | Castron                                    | Datare: sec. II - III p.Chr. Școală: local Descoperit: jud. Vaslui, com. Găgești Material: Lut; pastă fină; lucrat la roată | | Muzeul „Vasile Pârvan”, Bârlad            | Cimec    |
|      | Bol                                        | Datare: sec. IV p.Chr. Școală: roman Descoperit: jud. Vaslui, com. Pogonești, POLOCIN, Islaz Material: Lut; pastă fină; lucrat la roată | | Muzeul „Vasile Pârvan”, Bârlad            | Cimec    |
|      | Oală cu două toarte                        | Datare: sec. IV p.Chr. Școală: local Descoperit: jud. Vaslui, BÂRLAD, Valea Seacă Material: Lut; pastă fină; lucrat la roată | | Muzeul „Vasile Pârvan”, Bârlad            | Cimec    |
|      | Pieptene                                   | Datare: sec. IV p.Chr. Școală: Bârlad - Valea Seacă Descoperit: jud. Vaslui, BÂRLAD, Valea Seacă Material: Os; cioplire; lustruire | | Muzeul „Vasile Pârvan”, Bârlad            | Cimec    |
|      | Castron cu trei toarte                     | Datare: sec. IV p.Chr. Școală: Bârlad - Valea Seacă Descoperit: jud. Vaslui, BÂRLAD, Valea Seacă Material: Lut, pastă fină; lucrată la roată | | Muzeul „Vasile Pârvan”, Bârlad            | Cimec    |
|      | Castron cu trei toarte                     | Datare: sec. IV p.Chr. Școală: Bârlad - Valea Seacă Descoperit: jud. Vaslui, BÂRLAD, Valea Seacă Material: Lut, pastă fină; lucrată la roată | | Muzeul „Vasile Pârvan”, Bârlad            | Cimec    |
|      | Castron cu trei toarte                     | Datare: sec. IV p.Chr. Școală: Bârlad - Valea Seacă Descoperit: jud. Vaslui, BÂRLAD, Valea Seacă Material: Lut, pastă fină; lucrată la roată | | Muzeul „Vasile Pârvan”, Bârlad            | Cimec    |
|      | Castron cu trei toarte                     | Datare: sec. IV p.Chr. Școală: Bârlad - Valea Seacă Descoperit: jud. Vaslui, BÂRLAD, Valea Seacă Material: Lut, pastă fină; lucrată la roată | | Muzeul „Vasile Pârvan”, Bârlad            | Cimec    |
|      | Castron cu trei toarte                     | Datare: sec. IV p.Chr. Școală: Zorleni - Fântânele Descoperit: jud. Vaslui, com. Zorleni, Fântânele Material: Lut, pastă fină; lucrată la roată | | Muzeul „Vasile Pârvan”, Bârlad            | Cimec    |
|      | Ulcior                                     | Datare: sec. IV p.Chr. Școală: local Descoperit: jud. Vaslui, com. IVEȘTI, Polocin Material: Lut, pastă fină; lucrată la roată | | Muzeul „Vasile Pârvan”, Bârlad            | Cimec    |
|      | Castron cu trei toarte                     | Datare: sec. IV p.Chr. Școală: Bârlad - Valea Seacă Descoperit: jud. Vaslui, BÂRLAD, Valea Seacă Material: Lut, pastă fină; lucrată la roată | | Muzeul „Vasile Pârvan”, Bârlad            | Cimec    |
|      | Castron cu două toarte                     | Datare: sec. IV p.Chr. Școală: local Descoperit: jud. Vaslui, BÂRLAD, Valea Seacă Material: Lut, pastă fină; lucrată la roată | | Muzeul „Vasile Pârvan”, Bârlad            | Cimec    |
|      | Castron cu trei toarte                     | Datare: sec. IV p.Chr. Școală: local Descoperit: jud. Vaslui, BÂRLAD, Valea Seacă Material: Lut, pastă fină; lucrată la roată | | Muzeul „Vasile Pârvan”, Bârlad            | Cimec    |
|      | Castron cu trei toarte                     | Datare: sec. IV p.Chr. Școală: local Descoperit: jud. Vaslui, BÂRLAD, Valea Seacă Material: Lut, pastă fină; lucrată la roată | | Muzeul „Vasile Pârvan”, Bârlad            | Cimec    |
|      | Castron cu trei toarte                     | Datare: sec. IV p.Chr. Școală: local Descoperit: jud. Vaslui, BÂRLAD, Valea Seacă Material: Lut, pastă fină; lucrată la roată | | Muzeul „Vasile Pârvan”, Bârlad            | Cimec    |
|      | Cană                                       | Datare: sec. IV p.Chr. Școală: local Descoperit: jud. Vaslui, BÂRLAD, Valea Seacă Material: Lut, pastă fină; cenușie; lucrată la roată | | Muzeul „Vasile Pârvan”, Bârlad            | Cimec    |
|      | Strachină                                  | Datare: sec. IV p.Chr. Școală: local Descoperit: jud. Vaslui, BÂRLAD, Valea Seacă Material: Lut, pastă fină; cenușie; lucrată la roată | | Muzeul „Vasile Pârvan”, Bârlad            | Cimec    |
|      | Cană                                       | Datare: sec. IV p.Chr. Școală: local Descoperit: jud. Vaslui, com. Pogonești, POLOCIN, Islaz Material: Lut, pastă fină; lucrată la roată | | Muzeul „Vasile Pârvan”, Bârlad            | Cimec    |
|      | Oală cu două toarte                        | Datare: sec. IV p.Chr. Școală: local Descoperit: jud. Vaslui, BÂRLAD, Valea Seacă Material: Pastă zgrunțuroasă, cenușie; lucrată la roată | | Muzeul „Vasile Pârvan”, Bârlad            | Cimec    |
|      | Oală cu două toarte                        | Datare: sec. IV p.Chr. Școală: local Descoperit: jud. Vaslui, BÂRLAD, Valea Seacă Material: Pastă fină, cenușie, lustruită; lucrată la roată | | Muzeul „Vasile Pârvan”, Bârlad            | Cimec    |
|      | Cană                                       | Datare: sec. IV p.Chr. Școală: local Descoperit: jud. Vaslui, BÂRLAD, Valea Seacă Material: Pastă fină, cenușie, lustruită; lucrată la roată | | Muzeul „Vasile Pârvan”, Bârlad            | Cimec    |
|      | Oală cu două toarte                        | Datare: sec. IV p.Chr. Școală: local Descoperit: jud. Vaslui, com. Zorleni, Fântânele Material: Lut, pastă fină; lucrată la roată | | Muzeul „Vasile Pârvan”, Bârlad            | Cimec    |
|      | Pieptene                                   | Datare: sec. IV p.Chr. Școală: local Descoperit: jud. Vaslui, BÂRLAD, Valea Seacă Material: Corn de cerb; nituri de bronz; cioplire; lusturire | | Muzeul „Vasile Pârvan”, Bârlad            | Cimec    |
|      | Oală cu două toarte                        | Datare: sec. IV p.Chr. Școală: Bârlad - Valea Seacă Descoperit: jud. Vaslui, com. Zorleni, Fântânele Material: Lut, pastă fină; firnis negru; lucrată la roată | | Muzeul „Vasile Pârvan”, Bârlad            | Cimec    |
|      | Fusaiolă                                   | Datare: sec. IV p.Chr. Școală: local Descoperit: jud. Vaslui, BÂRLAD, Valea Seacă Material: Lut; modelată cu mâna | | Muzeul „Vasile Pârvan”, Bârlad            | Cimec    |
|      | Fusaiolă                                   | Datare: sec. IV p.Chr. Școală: local Descoperit: jud. Vaslui, com. Pogonești, POLOCIN, Islaz Material: Lut; modelată | | Muzeul „Vasile Pârvan”, Bârlad            | Cimec    |
|      | Pahar                                      | Datare: sec. IV p.Chr. Școală: local Descoperit: jud. Vaslui, com. Pogonești, POLOCIN, Islaz Material: Lut, pastă fină; lucrat la roată | | Muzeul „Vasile Pârvan”, Bârlad            | Cimec    |
|      | Fibulă                                     | Datare: sec. IV p.Chr. Descoperit: jud. Vaslui, BÂRLAD, Valea Seacă Material: Bronz; turnare; batere | | Muzeul „Vasile Pârvan”, Bârlad            | Cimec    |
|      | Fibulă                                     | Datare: sec. IV p.Chr. Descoperit: jud. Vaslui, com. Pogonești, POLOCIN, Islaz Material: Bronz; batere | | Muzeul „Vasile Pârvan”, Bârlad            | Cimec    |
|      | Fibulă                                     | Datare: sec. IV p.Chr. Descoperit: jud. Vaslui, com. Pogonești, POLOCIN, Islaz Material: Bronz; batere | | Muzeul „Vasile Pârvan”, Bârlad            | Cimec    |
|      | Fibulă                                     | Datare: sec. IV p.Chr. Descoperit: jud. Vaslui, com. Pogonești, POLOCIN, Islaz Material: Bronz, turnare; batere | | Muzeul „Vasile Pârvan”, Bârlad            | Cimec    |
|      | Fibulă                                     | Datare: sec. IV p.Chr. Descoperit: jud. Vaslui, com. Pogonești, POLOCIN, Islaz Material: Bronz, turnare; batere | | Muzeul „Vasile Pârvan”, Bârlad            | Cimec    |
|      | Fibulă                                     | Datare: sec. IV p.Chr. Descoperit: jud. Vaslui, BÂRLAD, Valea Seacă Material: Bronz, turnare; batere | | Muzeul „Vasile Pârvan”, Bârlad            | Cimec    |
|      | Fibulă                                     | Datare: sec. IV p.Chr. Descoperit: jud. Vaslui, BÂRLAD, Valea Seacă Material: Bronz, turnare; batere | | Muzeul „Vasile Pârvan”, Bârlad            | Cimec    |
|      | Colier                                     | Datare: sec. IV p.Chr. Descoperit: jud. Vaslui, BÂRLAD, Valea Seacă Material: Verigi de argint (11) | | Muzeul „Vasile Pârvan”, Bârlad            | Cimec    |
|      | Pensetă                                    | Datare: sec. IV p.Chr. Descoperit: jud. Vaslui, com. Pogonești, POLOCIN, La Movilă Material: Bronz, turnare; batere | | Muzeul „Vasile Pârvan”, Bârlad            | Cimec    |
|      | Amforetă                                   | Datare: sec. IV p.Chr. Descoperit: jud. Vaslui, com. Pogonești, POLOCIN, La Movilă Material: Lut, pastă cu nisip; lucrată la roată | | Muzeul „Vasile Pârvan”, Bârlad            | Cimec    |
|      | Oală                                       | Datare: sec. IV p.Chr. Școală: Bârlad - Valea Seacă Descoperit: jud. Vaslui, BÂRLAD, Valea Seacă Material: Lut, pastă fină; lucrată la roată | | Muzeul „Vasile Pârvan”, Bârlad            | Cimec    |
|      | Castron cu trei toarte                     | Datare: sec. IV p.Chr. Școală: local Descoperit: jud. Vaslui, BÂRLAD, Valea Seacă Material: Lut, pastă fină; lucrată la roată | | Muzeul „Vasile Pârvan”, Bârlad            | Cimec    |
|      | Ceașcă                                     | Datare: sec. IV p.Chr. Descoperit: jud. Vaslui, BÂRLAD, Valea Seacă Material: Lut; pastă grosieră; modelată cu mâna | | Muzeul „Vasile Pârvan”, Bârlad            | Cimec    |
|      | Colier                                     | Datare: sec. IV p.Chr. Școală: local Descoperit: jud. Vaslui, BÂRLAD, Valea Seacă Material: Coral, agat, sticlă, scoică; turnare, fațetare | | Muzeul „Vasile Pârvan”, Bârlad            | Cimec    |
|      | Pandantiv                                  | Datare: sec. IV p.Chr. Descoperit: jud. Vaslui, BÂRLAD, Valea Seacă Material: Scoică, Cyprea; perforată | | Muzeul „Vasile Pârvan”, Bârlad            | Cimec    |
|      | Cataramă                                   | Datare: sec. IV p.Chr. Descoperit: jud. Vaslui, com. Bogdănești, Fălciu Material: Bronz; turnare; batere | | Muzeul „Vasile Pârvan”, Bârlad            | Cimec    |
|      | Pieptene                                   | Datare: sec. IV p.Chr. Descoperit: jud. Vaslui, com. Pogonești, POLOCIN, Islaz Material: Corn de cerb; cioplire; lustruire; nituire | | Muzeul „Vasile Pârvan”, Bârlad            | Cimec    |
|      | Colier                                     | Datare: sec. IV p.Chr. Descoperit: jud. Vaslui, com. Pogonești, POLOCIN, Islaz Material: Sticlă (39); turnare, fațetare | | Muzeul „Vasile Pârvan”, Bârlad            | Cimec    |
|      | Fusaiolă                                   | Datare: sec. IV p.Chr. Școală: local Descoperit: jud. Vaslui, com. Pogonești, POLOCIN, Islaz Material: Lut; modelată cu mâna | | Muzeul „Vasile Pârvan”, Bârlad            | Cimec    |
|      | Fibulă                                     | Datare: sec. IV p.Chr. Descoperit: jud. Vaslui, com. Pogonești, POLOCIN, Islaz Material: Bronz; batere; turnare | | Muzeul „Vasile Pârvan”, Bârlad            | Cimec    |
|      | Colier                                     | Datare: sec. IV p.Chr. Descoperit: jud. Vaslui, BÂRLAD, Valea Seacă Material: Sticlă, agat, chihlimbar, coral; turnare; fațetare | | Muzeul „Vasile Pârvan”, Bârlad            | Cimec    |
|      | Pieptene                                   | Datare: sec. IV p.Chr. Descoperit: jud. Vaslui, com. Pogonești, POLOCIN, Islaz Material: Corn de cerb; nituri de bronz; lustruire | | Muzeul „Vasile Pârvan”, Bârlad            | Cimec    |
|      | Pandantiv                                  | Datare: sec. IV p.Chr. Școală: Bârlad - Valea Seacă Descoperit: jud. Vaslui, BÂRLAD, Valea Seacă Material: Corn de cerb; lustruire; perforare | | Muzeul „Vasile Pârvan”, Bârlad            | Cimec    |
|      | Pandantiv                                  | Datare: sec. IV p.Chr. Școală: Bârlad - Valea Seacă Descoperit: jud. Vaslui, BÂRLAD, Valea Seacă Material: Corn de cerb; lustruire; perforare | | Muzeul „Vasile Pârvan”, Bârlad            | Cimec    |
|      | Greutate                                   | Datare: sec. IV p.Chr. Școală: Bârlad - Valea Seacă Descoperit: jud. Vaslui, BÂRLAD, Valea Seacă Material: Lut; modelată cu mâna | | Muzeul „Vasile Pârvan”, Bârlad            | Cimec    |
|      | Greutate                                   | Datare: sec. IV p.Chr. Școală: Bârlad - Valea Seacă Descoperit: jud. Vaslui, BÂRLAD, Valea Seacă Material: Lut; modelată cu mâna | | Muzeul „Vasile Pârvan”, Bârlad            | Cimec    |
|      | Greutate „cățel de vatră”                  | Datare: sec. IV p.Chr. Școală: Bârlad - Valea Seacă Descoperit: jud. Vaslui, BÂRLAD, Valea Seacă Material: Lut; modelată cu mâna | | Muzeul „Vasile Pârvan”, Bârlad            | Cimec    |
|      | Ac                                         | Datare: sec. IV p.Chr. Școală: local Descoperit: jud. Vaslui, BÂRLAD, Valea Seacă Material: Os; cioplire, lustruire; perforare | | Muzeul „Vasile Pârvan”, Bârlad            | Cimec    |
|      | Ac                                         | Datare: sec. IV p.Chr. Școală: local Descoperit: jud. Vaslui, BÂRLAD, Valea Seacă Material: Bronz; batere; perforare | | Muzeul „Vasile Pârvan”, Bârlad            | Cimec    |
|      | Fusaiolă                                   | Datare: sec. IV p.Chr. Școală: local Descoperit: jud. Vaslui, com. Pogonești, POLOCIN, Islaz Material: Lut; modelată cu mâna | | Muzeul „Vasile Pârvan”, Bârlad            | Cimec    |
|      | Fusaiolă                                   | Datare: sec. IV p.Chr. Școală: local Descoperit: jud. Vaslui, BÂRLAD, Valea Seacă Material: Lut; modelată cu mâna | | Muzeul „Vasile Pârvan”, Bârlad            | Cimec    |
|      | Spatulă                                    | Datare: sec. IV p.Chr. Descoperit: jud. Vaslui, com. Grivița, TRESTIANA Material: Os; cioplită; lustruită | | Muzeul „Vasile Pârvan”, Bârlad            | Cimec    |
|      | Cataramă                                   | Datare: sec. IV p.Chr. Descoperit: jud. Vaslui, com. Bogdănești, Fălciu Material: Bronz; turnare; batere | | Muzeul „Vasile Pârvan”, Bârlad            | Cimec    |
|      | Greutate                                   | Datare: sec. IV p.Chr. Școală: Bârlad - Valea Seacă Descoperit: jud. Vaslui, BÂRLAD, Valea Seacă Material: Lut; pastă cu nisip; modelată cu mâna | | Muzeul „Vasile Pârvan”, Bârlad            | Cimec    |
|      | Greutate „cățel de vatră”                  | Datare: sec. IV p.Chr. Școală: Bârlad - Valea Seacă Descoperit: jud. Vaslui, BÂRLAD, Valea Seacă Material: Lut; pastă cu nisip; modelată cu mâna | | Muzeul „Vasile Pârvan”, Bârlad            | Cimec    |
|      | Oală cu două toarte                        | Datare: sec. IV p.Chr. Școală: local Descoperit: jud. Vaslui, BÂRLAD, Valea Seacă Material: Lut, pastă fină; lucrată la roată | | Muzeul „Vasile Pârvan”, Bârlad            | Cimec    |
|      | Strachină                                  | Datare: sec. IV p.Chr. Școală: local Descoperit: jud. Vaslui, BÂRLAD, Valea Seacă Material: Lut, pastă fină; lucrată la roată | | Muzeul „Vasile Pârvan”, Bârlad            | Cimec    |
|      | Cană                                       | Datare: sec. IV p.Chr. Școală: local Descoperit: jud. Vaslui, BÂRLAD, Valea Seacă Material: Lut, pastă semifină; modelată cu mâna | | Muzeul „Vasile Pârvan”, Bârlad            | Cimec    |
|      | Cană                                       | Datare: sec. IV p.Chr. Școală: local Descoperit: jud. Vaslui, BÂRLAD, Valea Seacă Material: Lut, pastă fină; lucrată la roată | | Muzeul „Vasile Pârvan”, Bârlad            | Cimec    |
|      | Cană                                       | Datare: sec. IV p.Chr. Școală: local Descoperit: jud. Vaslui, com. IVEȘTI, Polocin Material: Lut, pastă fină; lucrată la roată | | Muzeul „Vasile Pârvan”, Bârlad            | Cimec    |
|      | Cupă                                       | Datare: sec. IV p.Chr. Școală: local Descoperit: jud. Vaslui, com. Pogonești, POLOCIN, Islaz Material: Lut, pastă fină; lucrată la roată | | Muzeul „Vasile Pârvan”, Bârlad            | Cimec    |
|      | Colier                                     | Datare: sec. IV p.Chr. Descoperit: jud. Vaslui, BÂRLAD, Valea Seacă Material: Sticlă albastră (34 mărgele) | | Muzeul „Vasile Pârvan”, Bârlad            | Cimec    |
|      | Colier                                     | Datare: sec. IV p.Chr. Descoperit: jud. Vaslui, BÂRLAD, Valea Seacă Material: Sticlă albastră (21) și agat (1); turnare; fațetare | | Muzeul „Vasile Pârvan”, Bârlad            | Cimec    |
|      | Colier                                     | Datare: sec. IV p.Chr. Descoperit: jud. Vaslui, BÂRLAD, Valea Seacă Material: Sticlă albastră (32) și coral (1); turnare; fațetare | | Muzeul „Vasile Pârvan”, Bârlad            | Cimec    |
|      | Colier                                     | Datare: sec. IV p.Chr. Descoperit: jud. Vaslui, BÂRLAD, Valea Seacă Material: Sticlă albastră; discoidală (17 mărgele); turnare | | Muzeul „Vasile Pârvan”, Bârlad            | Cimec    |
|      | Colier                                     | Datare: sec. IV p.Chr. Descoperit: jud. Vaslui, BÂRLAD, Valea Seacă Material: Sticlă albastră și verde (22) și chihlimbar (1); turnare | | Muzeul „Vasile Pârvan”, Bârlad            | Cimec    |
|      | Rondea                                     | Datare: sec. IV p.Chr. Școală: local Descoperit: jud. Vaslui, com. Pogonești, POLOCIN, Islaz Material: Lut; tăiată din perete de vas | | Muzeul „Vasile Pârvan”, Bârlad            | Cimec    |
|      | Cuțitaș                                    | Datare: sec. IV p.Chr. Școală: local Descoperit: jud. Vaslui, BÂRLAD, Valea Seacă Material: Bronz; batere | | Muzeul „Vasile Pârvan”, Bârlad            | Cimec    |
|      | Fibulă                                     | Datare: sec. IV p.Chr. Descoperit: jud. Vaslui, com. Pogonești, POLOCIN, Islaz Material: Bronz; batere | | Muzeul „Vasile Pârvan”, Bârlad            | Cimec    |
|      | Cataramă                                   | Datare: sec. IV p.Chr. Descoperit: jud. Vaslui, com. Pogonești, POLOCIN, Islaz Material: Bronz; batere | | Muzeul „Vasile Pârvan”, Bârlad            | Cimec    |
|      | Ac                                         | Datare: sec. IV p.Chr. Școală: Bârlad - Valea Seacă Descoperit: jud. Vaslui, BÂRLAD, Valea Seacă Material: Os; lustruire | | Muzeul „Vasile Pârvan”, Bârlad            | Cimec    |
|      | Jeton                                      | Datare: sec. IV p.Chr. Descoperit: jud. Vaslui, BÂRLAD, Valea Seacă Material: Sticlă verde, transparentă | | Muzeul „Vasile Pârvan”, Bârlad            | Cimec    |
|      | Jeton                                      | Datare: sec. IV p.Chr. Descoperit: jud. Vaslui, BÂRLAD, Valea Seacă Material: Sticlă verde, transparentă | | Muzeul „Vasile Pârvan”, Bârlad            | Cimec    |
|      | Jeton                                      | Datare: sec. IV p.Chr. Descoperit: jud. Vaslui, BÂRLAD, Valea Seacă Material: Sticlă verde, transparentă | | Muzeul „Vasile Pârvan”, Bârlad            | Cimec    |
|      | Jeton                                      | Datare: sec. IV p.Chr. Descoperit: jud. Vaslui, BÂRLAD, Valea Seacă Material: Sticlă verde, transparentă | | Muzeul „Vasile Pârvan”, Bârlad            | Cimec    |
|      | Jeton                                      | Datare: sec. IV p.Chr. Descoperit: jud. Vaslui, BÂRLAD, Valea Seacă Material: Sticlă neagră, mată | | Muzeul „Vasile Pârvan”, Bârlad            | Cimec    |
|      | Plug - fier                                | Datare: sec. IV p.Chr. Școală: local Descoperit: jud. Vaslui, BÂRLAD, Valea Seacă Material: Fier; turnare; batere | | Muzeul „Vasile Pârvan”, Bârlad            | Cimec    |
|      | Fusaiolă                                   | Datare: sec. IV p.Chr. Descoperit: jud. Vaslui, com. Pogonești, POLOCIN, Islaz Material: Lut; modelată cu mâna | | Muzeul „Vasile Pârvan”, Bârlad            | Cimec    |
|      | Fibulă                                     | Datare: sec. IV p.Chr. Descoperit: jud. Vaslui, com. Pogonești, POLOCIN, Islaz Material: Bronz; batere; turnare | | Muzeul „Vasile Pârvan”, Bârlad            | Cimec    |
|      | Oală                                       | Datare: sec. IV p.Chr. Școală: local Descoperit: jud. Vaslui, BÂRLAD, Valea Seacă Material: Lut, pastă zgrunțuroasă; lucrată la roată | | Muzeul „Vasile Pârvan”, Bârlad            | Cimec    |
|      | Pieptene                                   | Datare: sec. IV p.Chr. Descoperit: jud. Vaslui, com. Pogonești, POLOCIN, Islaz Material: Corn de cerb; cioplire; lustruire, nituire | | Muzeul „Vasile Pârvan”, Bârlad            | Cimec    |
|      | Fibulă                                     | Datare: sec. IV p.Chr. Descoperit: jud. Vaslui, com. Bogdănești, Fălciu Material: Bronz, turnare | | Muzeul „Vasile Pârvan”, Bârlad            | Cimec    |
|      | Șablon                                     | Datare: sec. IV p.Chr. Școală: local Descoperit: jud. Vaslui, BÂRLAD, Valea Seacă Material: Corn de cerb; cioplire; lustruire; perforat | | Muzeul „Vasile Pârvan”, Bârlad            | Cimec    |
|      | Șablon                                     | Datare: sec. IV p.Chr. Școală: local Descoperit: jud. Vaslui, BÂRLAD, Valea Seacă Material: Corn de cerb; cioplire; șlefuire; nituire | | Muzeul „Vasile Pârvan”, Bârlad            | Cimec    |
|      | Fibulă                                     | Datare: sec. IV p.Chr. Descoperit: jud. Vaslui, com. Pogonești, POLOCIN, Islaz Material: Bronz; batere | | Muzeul „Vasile Pârvan”, Bârlad            | Cimec    |
|      | Cataramă                                   | Datare: sec. IV p.Chr. Descoperit: jud. Vaslui, BÂRLAD, Valea Seacă Material: Bronz; turnare; batere | | Muzeul „Vasile Pârvan”, Bârlad            | Cimec    |
|      | Pieptene                                   | Datare: sec. IV p.Chr. Școală: local Descoperit: jud. Vaslui, com. Pogonești, POLOCIN Material: Os; cioplire; lustruire | | Muzeul „Vasile Pârvan”, Bârlad            | Cimec    |
|      | Cataramă                                   | Datare: sec. IV p.Chr. Școală: local Descoperit: jud. Vaslui, BÂRLAD, Valea Seacă Material: Bronz; turnare; batere | | Muzeul „Vasile Pârvan”, Bârlad            | Cimec    |
|      | Cataramă                                   | Datare: sec. IV p.Chr. Școală: local Descoperit: jud. Vaslui, BÂRLAD, Valea Seacă Material: Argint; turnare; batere | | Muzeul „Vasile Pârvan”, Bârlad            | Cimec    |
|      | Cataramă                                   | Datare: sec. IV p.Chr. Școală: local Descoperit: jud. Vaslui, BÂRLAD, Valea Seacă Material: Bronz; turnare; batere | | Muzeul „Vasile Pârvan”, Bârlad            | Cimec    |
|      | Cataramă                                   | Datare: sec. IV p.Chr. Școală: local Descoperit: jud. Vaslui, BÂRLAD, Valea Seacă Material: Bronz; turnare; batere | | Muzeul „Vasile Pârvan”, Bârlad            | Cimec    |
|      | Cataramă                                   | Datare: sec. IV p.Chr. Școală: local Descoperit: jud. Vaslui, com. Pogonești, POLOCIN, Islaz Material: Bronz; turnare; batere | | Muzeul „Vasile Pârvan”, Bârlad            | Cimec    |
|      | Cataramă                                   | Datare: sec. IV p.Chr. Școală: local Descoperit: jud. Vaslui, com. Pogonești, POLOCIN, Islaz Material: Bronz; turnare; batere | | Muzeul „Vasile Pârvan”, Bârlad            | Cimec    |
|      | Castron                                    | Datare: sec. IV p.Chr. Descoperit: jud. Vaslui, com. Pogonești, POLOCIN, Islaz Material: Lut; pastă fină; lucrat la roată | | Muzeul „Vasile Pârvan”, Bârlad            | Cimec    |
|      | Castron                                    | Datare: sec. IV p.Chr. Descoperit: jud. Vaslui, com. Pogonești, POLOCIN, Islaz Material: Lut; pastă fină; lucrat la roată | | Muzeul „Vasile Pârvan”, Bârlad            | Cimec    |
|      | Strachină                                  | Datare: sec. IV p.Chr. Descoperit: jud. Vaslui, com. Pogonești, POLOCIN, Islaz Material: Lut; pastă fină; lucrat la roată | | Muzeul „Vasile Pârvan”, Bârlad            | Cimec    |
|      | Strachină                                  | Datare: sec. IV p.Chr. Descoperit: jud. Vaslui, com. Pogonești, POLOCIN, Islaz Material: Lut; pastă fină; lucrat la roată | | Muzeul „Vasile Pârvan”, Bârlad            | Cimec    |
|      | Oală                                       | Datare: sec. IV p.Chr. Descoperit: jud. Vaslui, com. Pogonești, POLOCIN, Islaz Material: Lut; pastă fină; lucrat la roată | | Muzeul „Vasile Pârvan”, Bârlad            | Cimec    |
|      | Oală                                       | Datare: sec. IV p.Chr. Școală: local Descoperit: jud. Vaslui, com. Bogdănești, Fălciu Material: Lut; pastă grosieră; modelată cu mâna | | Muzeul „Vasile Pârvan”, Bârlad            | Cimec    |
|      | Suport de nicovală                         | Datare: sec. IV p.Chr. Școală: local Descoperit: jud. Vaslui, BÂRLAD, Valea Seacă Material: Corn de cerb; cioplire, lustruire | | Muzeul „Vasile Pârvan”, Bârlad            | Cimec    |
|      | Pahar                                      | Datare: sec. IV p.Chr. Descoperit: jud. Vaslui, BÂRLAD, Valea Seacă Material: Lut; pastă grosieră; lucrat cu mâna | | Muzeul „Vasile Pârvan”, Bârlad            | Cimec    |
|      | Castron cu trei toarte                     | Datare: sec. IV p.Chr. Școală: local Descoperit: jud. Vaslui, BÂRLAD, Valea Seacă Material: Lut; lucrat la roatǎ | | Muzeul „Vasile Pârvan”, Bârlad            | Cimec    |
|      | Pieptene                                   | Datare: sec. IV p.Chr. Școală: local Descoperit: jud. Vaslui, BÂRLAD, Valea Seacă Material: Corn de cerb; cioplire; lustruire | | Muzeul „Vasile Pârvan”, Bârlad            | Cimec    |
|      | Strachină                                  | Datare: sec. IV p.Chr. Școală: Bârlad - Valea Seacă Descoperit: jud. Vaslui, BÂRLAD, Valea Seacă Material: Lut; pastǎ finǎ; lucratǎ la roatǎ | | Muzeul „Vasile Pârvan”, Bârlad            | Cimec    |
|      | Pandantiv                                  | Datare: sec. IV p.Chr. Școală: Bârlad - Valea Seacă Descoperit: jud. Vaslui, BÂRLAD, Valea Seacă Material: Rozetǎ corn; cioplire, perforare | | Muzeul „Vasile Pârvan”, Bârlad            | Cimec    |
|      | Piesă inelară                              | Datare: sec. IV p.Chr. Școală: Bârlad - Valea Seacă Descoperit: jud. Vaslui, BÂRLAD, Valea Seacă Material: Lut; pastǎ finǎ; fațetatǎ | | Muzeul „Vasile Pârvan”, Bârlad            | Cimec    |
|      | Cataramă                                   | Datare: sec. IV p.Chr. Descoperit: jud. Vaslui, BÂRLAD, Valea Seacă Material: Bronz; turnare | | Muzeul „Vasile Pârvan”, Bârlad            | Cimec    |
|      | Cană                                       | Datare: sec. IV p.Chr. Școală: Bârlad - Valea Seacă Descoperit: jud. Vaslui, BÂRLAD, Valea Seacă Material: Lut; pastǎ asprǎ; lucratǎ la roatǎ | | Muzeul „Vasile Pârvan”, Bârlad            | Cimec    |
|      | Colier                                     | Datare: sec. IV p.Chr. Școală: Bârlad - Valea Seacă Descoperit: jud. Vaslui, BÂRLAD, Valea Seacă Material: Sticlǎ albastrǎ (25 mǎrgele); turnare | | Muzeul „Vasile Pârvan”, Bârlad            | Cimec    |
|      | Pandantiv                                  | Datare: sec. IV p.Chr. Școală: Bârlad - Valea Seacă Descoperit: jud. Vaslui, BÂRLAD, Valea Seacă Material: Os; cioplit; șlefuit; lustruit | | Muzeul „Vasile Pârvan”, Bârlad            | Cimec    |
|      | Pandantiv                                  | Datare: sec. IV p.Chr. Școală: Bârlad - Valea Seacă Descoperit: jud. Vaslui, BÂRLAD, Valea Seacă Material: Scoica (Cypraea); perforatǎ | | Muzeul „Vasile Pârvan”, Bârlad            | Cimec    |
|      | Cană                                       | Datare: sec. III p.Chr. Școală: carpic Descoperit: jud. Vaslui, com. Banca, BANCA Material: Lut; pastǎ finǎ; angobǎ roșie; lucratǎ la roatǎ | | Muzeul „Vasile Pârvan”, Bârlad            | Cimec    |
|      | Fibulă                                     | Datare: sec. IV p.Chr. Descoperit: jud. Vaslui, BÂRLAD, Valea Seacă Material: Bronz; batere | | Muzeul „Vasile Pârvan”, Bârlad            | Cimec    |
|      | Strachină                                  | Datare: sec. IV p.Chr. Școală: Bârlad - Valea Seacă Descoperit: jud. Vaslui, BÂRLAD, Valea Seacă | | Muzeul „Vasile Pârvan”, Bârlad            | Cimec    |
|      | Oală                                       | Datare: sec. IV p.Chr. Școală: Bârlad - Valea Seacă Descoperit: jud. Vaslui, BÂRLAD, Valea Seacă Material: Lut; pastǎ grosierǎ; modelatǎ cu mâna | | Muzeul „Vasile Pârvan”, Bârlad            | Cimec    |
|      | Oală                                       | Datare: sec. IV p.Chr. Școală: Bârlad - Valea Seacă Descoperit: jud. Vaslui, BÂRLAD, Valea Seacă Material: Lut; pastǎ zgrunțuroasǎ; lucratǎ la roatǎ | | Muzeul „Vasile Pârvan”, Bârlad            | Cimec    |
|      | Oală                                       | Datare: sec. IV p.Chr. Școală: Bârlad - Valea Seacă Descoperit: jud. Vaslui, BÂRLAD, Valea Seacă Material: Lut; pastǎ grosierǎ; lucratǎ cu mâna | | Muzeul „Vasile Pârvan”, Bârlad            | Cimec    |
|      | Strachină                                  | Datare: sec. IV p.Chr. Școală: Bârlad - Valea Seacă Descoperit: jud. Vaslui, BÂRLAD, Valea Seacă Material: Lut; pastǎ finǎ; lucratǎ la roatǎ | | Muzeul „Vasile Pârvan”, Bârlad            | Cimec    |
|      | Strachină                                  | Datare: sec. IV p.Chr. Școală: Bârlad - Valea Seacă Descoperit: jud. Vaslui, BÂRLAD, Valea Seacă Material: Lut; pastǎ finǎ; lucratǎ la roatǎ | | Muzeul „Vasile Pârvan”, Bârlad            | Cimec    |
|      | Oală                                       | Datare: sec. IV p.Chr. Școală: Bârlad - Valea Seacă Descoperit: jud. Vaslui, BÂRLAD, Valea Seacă Material: Lut; pastǎ zgrunțuroasǎ; lucratǎ la roatǎ | | Muzeul „Vasile Pârvan”, Bârlad            | Cimec    |
|      | Colier                                     | Datare: sec. IV p.Chr. Școală: Bârlad - Valea Seacă Descoperit: jud. Vaslui, BÂRLAD, Valea Seacă Material: Agat (1); sticlǎ (2); fațetare; turnare | | Muzeul „Vasile Pârvan”, Bârlad            | Cimec    |
|      | Cană                                       | Datare: sec. III p.Chr. Școală: daco-carpic Descoperit: jud. Vaslui, com. Găgești Material: Lut; pastǎ finǎ; lucratǎ la roatǎ | | Muzeul „Vasile Pârvan”, Bârlad            | Cimec    |
|      | Cană                                       | Datare: sec. III p.Chr. Școală: carpic Descoperit: jud. Vaslui, com. Șuletea, Epureni Material: Lut; pastǎ finǎ; lucratǎ la roatǎ | | Muzeul „Vasile Pârvan”, Bârlad            | Cimec    |
|      | Cană                                       | Datare: sec. III p.Chr. Școală: carpic Descoperit: jud. Vaslui, com. COSTEȘTI Material: Lut; pastǎ finǎ; lucratǎ la roatǎ | | Muzeul „Vasile Pârvan”, Bârlad            | Cimec    |
|      | Mărgea                                     | Datare: sec. IV p.Chr. Descoperit: jud. Vaslui, com. Pogonești, POLOCIN, Islaz Material: Sticlǎ; turnare | | Muzeul „Vasile Pârvan”, Bârlad            | Cimec    |
|      | Mărgea                                     | Datare: sec. IV p.Chr. Descoperit: jud. Vaslui, com. Pogonești, POLOCIN, Islaz Material: Sticlǎ; turnare | | Muzeul „Vasile Pârvan”, Bârlad            | Cimec    |
|      | Mărgea                                     | Datare: sec. IV p.Chr. Descoperit: jud. Vaslui, com. Pogonești, POLOCIN, Islaz Material: Sticlǎ; turnare | | Muzeul „Vasile Pârvan”, Bârlad            | Cimec    |
|      | Mărgea                                     | Datare: sec. IV p.Chr. Descoperit: jud. Vaslui, com. Pogonești, POLOCIN, Islaz Material: Caolin; sferică | | Muzeul „Vasile Pârvan”, Bârlad            | Cimec    |
|      | Oală                                       | Datare: sec. IV p.Chr. Descoperit: jud. Vaslui, com. Pogonești, POLOCIN, Islaz Material: Lut; modelatǎ cu mâna | | Muzeul „Vasile Pârvan”, Bârlad            | Cimec    |
|      | Oală                                       | Datare: sec. IV p.Chr. Descoperit: jud. Vaslui, com. Pogonești, POLOCIN, Islaz Material: Lut; modelatǎ cu mâna | | Muzeul „Vasile Pârvan”, Bârlad            | Cimec    |
|      | Oală                                       | Datare: sec. IV p.Chr. Descoperit: jud. Vaslui, com. Pogonești, POLOCIN, Islaz Material: Lut; modelatǎ cu mâna | | Muzeul „Vasile Pârvan”, Bârlad            | Cimec    |
|      | Oală                                       | Datare: sec. IV p.Chr. Descoperit: jud. Vaslui, com. Pogonești, POLOCIN, Islaz Material: Lut; modelatǎ cu mâna | | Muzeul „Vasile Pârvan”, Bârlad            | Cimec    |
|      | Oală                                       | Datare: sec. IV p.Chr. Descoperit: jud. Vaslui, com. Pogonești, POLOCIN, Islaz Material: Lut; lucratǎ la roatǎ | | Muzeul „Vasile Pârvan”, Bârlad            | Cimec    |
|      | Oală                                       | Datare: sec. IV p.Chr. Descoperit: jud. Vaslui, com. Pogonești, POLOCIN, Islaz Material: Lut; lucratǎ la roatǎ | | Muzeul „Vasile Pârvan”, Bârlad            | Cimec    |
|      | Strachină                                  | Datare: sec. IV p.Chr. Descoperit: jud. Vaslui, com. Pogonești, POLOCIN, Islaz Material: Lut; pastǎ finǎ cenușie; lucratǎ la roatǎ | | Muzeul „Vasile Pârvan”, Bârlad            | Cimec    |
|      | Oală                                       | Datare: sec. IV p.Chr. Descoperit: jud. Vaslui, com. Pogonești, POLOCIN, Islaz Material: Lut; lucratǎ la roatǎ | | Muzeul „Vasile Pârvan”, Bârlad            | Cimec    |
|      | Fibulă                                     | Datare: sec. IV p.Chr. Descoperit: jud. Vaslui, BÂRLAD, Valea Seacă Material: Bronz; batere | | Muzeul „Vasile Pârvan”, Bârlad            | Cimec    |
|      | Strachină                                  | Datare: sec. IV p.Chr. Descoperit: jud. Vaslui, com. Bogdănești, Fălciu Material: Lut; lucratǎ la roatǎ | | Muzeul „Vasile Pârvan”, Bârlad            | Cimec    |
|      | Castron                                    | Datare: sec. IV p.Chr. Descoperit: jud. Vaslui, com. Bogdănești, Fălciu Material: Lut; lucratǎ la roatǎ | | Muzeul „Vasile Pârvan”, Bârlad            | Cimec    |
|      | Oală                                       | Datare: sec. IV p.Chr. Descoperit: jud. Vaslui, com. Bogdănești, Fălciu Material: Lut; modelatǎ cu mâna | | Muzeul „Vasile Pârvan”, Bârlad            | Cimec    |
|      | Fusaiolă                                   | Datare: sec. IV p.Chr. Descoperit: jud. Vaslui, BÂRLAD, Valea Seacă Material: Lut; modelatǎ cu mâna | | Muzeul „Vasile Pârvan”, Bârlad            | Cimec    |
|      | Pieptene                                   | Datare: sec. IV p.Chr. Școală: Bârlad - Valea Seacă Descoperit: jud. Vaslui, BÂRLAD, Valea Seacă Material: Os; cioplire; lustruire | | Muzeul „Vasile Pârvan”, Bârlad            | Cimec    |
|      | Strachină                                  | Datare: sec. IV p.Chr. Școală: Bârlad - Valea Seacă Descoperit: jud. Vaslui, BÂRLAD, Valea Seacă Material: Lut; pastǎ finǎ lucratǎ la roatǎ | | Muzeul „Vasile Pârvan”, Bârlad            | Cimec    |
|      | Strachină                                  | Datare: sec. IV p.Chr. Descoperit: jud. Vaslui, com. Pogonești, POLOCIN, Islaz Material: Lut; pastǎ finǎ lucratǎ la roatǎ | | Muzeul „Vasile Pârvan”, Bârlad            | Cimec    |
|      | Strachină                                  | Datare: sec. IV p.Chr. Descoperit: jud. Vaslui, com. Pogonești, POLOCIN, Islaz Material: Lut; pastǎ finǎ lucratǎ la roatǎ | | Muzeul „Vasile Pârvan”, Bârlad            | Cimec    |
|      | Oală                                       | Datare: sec. IV p.Chr. Școală: Bârlad - Valea Seacă Descoperit: jud. Vaslui, BÂRLAD, Valea Seacă Material: Lut; lucratǎ cu mâna | | Muzeul „Vasile Pârvan”, Bârlad            | Cimec    |
|      | Statuetă                                   | Datare: sec. IV p.Chr. Descoperit: jud. Vaslui, com. Grivița, TRESTIANA Material: Lut; lucratǎ cu mâna | | Muzeul „Vasile Pârvan”, Bârlad            | Cimec    |
|      | Castron                                    | Datare: sec. IV p.Chr. Descoperit: jud. Vaslui, BÂRLAD, Valea Seacă Material: Lut; lucratǎ la roată | | Muzeul „Vasile Pârvan”, Bârlad            | Cimec    |
|      | Oală                                       | Datare: sec. IV p.Chr. Școală: Bârlad - Valea Seacă Descoperit: jud. Vaslui, BÂRLAD, Valea Seacă Material: Lut; lucratǎ cu mâna | | Muzeul „Vasile Pârvan”, Bârlad            | Cimec    |
|      | Oală                                       | Datare: sec. IV p.Chr. Școală: Bârlad - Valea Seacă Descoperit: jud. Vaslui, BÂRLAD, Valea Seacă Material: Lut; lucratǎ cu mâna | | Muzeul „Vasile Pârvan”, Bârlad            | Cimec    |
|      | Fusaiolă                                   | Datare: sec. IV p.Chr. Școală: Bârlad - Valea Seacă Descoperit: jud. Vaslui, BÂRLAD, Valea Seacă Material: Lut; lucratǎ la roată | | Muzeul „Vasile Pârvan”, Bârlad            | Cimec    |
|      | Strachină                                  | Datare: sec. IV p.Chr. Descoperit: jud. Vaslui, com. Pogonești, POLOCIN, Islaz Material: Lut; lucratǎ la roată | | Muzeul „Vasile Pârvan”, Bârlad            | Cimec    |
|      | Strachină                                  | Datare: sec. IV p.Chr. Descoperit: jud. Vaslui, com. Pogonești, POLOCIN, Islaz Material: Lut; pastǎ finǎ; lucratǎ la roatǎ | | Muzeul „Vasile Pârvan”, Bârlad            | Cimec    |
|      | Pandantiv                                  | Datare: sec. IV p.Chr. Descoperit: jud. Vaslui, com. Pogonești, POLOCIN, Islaz Material: Scoicǎ Cypraea; perforatǎ | | Muzeul „Vasile Pârvan”, Bârlad            | Cimec    |
|      | Cană                                       | Datare: sec. IV p.Chr. Descoperit: jud. Vaslui, BÂRLAD, Casa de Apă Material: Lut; lucratǎ la roatǎ | | Muzeul „Vasile Pârvan”, Bârlad            | Cimec    |
|      | Cană                                       | Datare: sec. IV p.Chr. Descoperit: jud. Vaslui, com. Pogonești, POLOCIN, Islaz Material: Lut; lucratǎ la roatǎ | | Muzeul „Vasile Pârvan”, Bârlad            | Cimec    |
|      | Oală                                       | Datare: sec. IV p.Chr. Descoperit: jud. Vaslui, com. Bogdănești, Fălăciu Material: Lut; pastǎ grosierǎ; modelatǎ cu mâna | | Muzeul „Vasile Pârvan”, Bârlad            | Cimec    |
|      | Oală                                       | Datare: sec. IV p.Chr. Școală: Bârlad - Valea Seacă Descoperit: jud. Vaslui, BÂRLAD, Valea Seacă Material: Lut; pastǎ grosierǎ; modelatǎ cu mâna | | Muzeul „Vasile Pârvan”, Bârlad            | Cimec    |
|      | Oală                                       | Datare: sec. IV p.Chr. Descoperit: jud. Vaslui, com. Pogonești, POLOCIN, Islaz Material: Lut; pastǎ zgrunțuroasǎ; lucratǎ la roatǎ | | Muzeul „Vasile Pârvan”, Bârlad            | Cimec    |
|      | Bol                                        | Datare: sec. IV p.Chr. Școală: Bârlad - Valea Seacă Descoperit: jud. Vaslui, BÂRLAD, Valea Seacă Material: Lut; pastǎ finǎ; lucrat la roatǎ | | Muzeul „Vasile Pârvan”, Bârlad            | Cimec    |
|      | Ulcior                                     | Datare: sec. IV p.Chr. Descoperit: jud. Vaslui, com. Pogonești, POLOCIN, Islaz Material: Lut; pastǎ finǎ; lucrat la roatǎ | | Muzeul „Vasile Pârvan”, Bârlad            | Cimec    |
|      | Cană                                       | Datare: sec. IV p.Chr. Descoperit: jud. Vaslui, com. Pogonești, POLOCIN, Islaz Material: Lut; pastǎ finǎ; lucrat la roatǎ | | Muzeul „Vasile Pârvan”, Bârlad            | Cimec    |
|      | Cană                                       | Datare: sec. IV p.Chr. Descoperit: jud. Vaslui, com. Pogonești, POLOCIN, Islaz Material: Lut; pastǎ finǎ; lucrat la roatǎ | | Muzeul „Vasile Pârvan”, Bârlad            | Cimec    |
|      | Fibulă                                     | Datare: sec. IV p.Chr. Descoperit: jud. Vaslui, BÂRLAD, Valea Seacă Material: Bronz; batere | | Muzeul „Vasile Pârvan”, Bârlad            | Cimec    |
|      | Strachină                                  | Datare: sec. III p.Chr. Școală: roman ? Descoperit: jud. Vaslui, com. Perieni, Ciocani Material: Lut; pastǎ finǎ; lucratǎ la roatǎ | | Muzeul „Vasile Pârvan”, Bârlad            | Cimec    |
|      | Brățară                                    | Datare: sec. III-IV p.Chr. Școală: sec. III-IV p.Chr. Descoperit: jud. Vaslui, com. FĂLCIU, BOGDĂNEȘTI Material: Bronz; turnare | | Muzeul „Vasile Pârvan”, Bârlad            | Cimec    |
|      | Spatulă                                    | Descoperit: jud. Vaslui, com. Grivița, TRESTIANA Material: Os; cioplită; lustruită | | Muzeul „Vasile Pârvan”, Bârlad            | Cimec    |
|      | Titirez                                    | Descoperit: jud. Vaslui, com. Grivița, TRESTIANA Material: Lut; pastǎ grosierǎ; modelat cu mâna | | Muzeul „Vasile Pârvan”, Bârlad            | Cimec    |
|      | Piesă de cult                              | Descoperit: jud. Vaslui, com. Grivița, TRESTIANA Material: Lut; pastǎ grosierǎ; modelat cu mâna | | Muzeul „Vasile Pârvan”, Bârlad            | Cimec    |
|      | Piesă de cult                              | Descoperit: jud. Vaslui, com. Grivița, TRESTIANA Material: Lut; pastǎ grosierǎ; modelat cu mâna | | Muzeul „Vasile Pârvan”, Bârlad            | Cimec    |
|      | Spatulă                                    | Descoperit: jud. Vaslui, com. Grivița, TRESTIANA Material: Os; cioplire; lustruire | | Muzeul „Vasile Pârvan”, Bârlad            | Cimec    |
|      | Fibulă                                     | Datare: sec. III p.Chr. Descoperit: jud. Vaslui, com. Iana, Țifești Material: Bronz | | Muzeul „Vasile Pârvan”, Bârlad            | Cimec    |
|      | Castron cu trei toarte                     | Școală: Bârlad - Valea Seacă Descoperit: jud. Vaslui, BÂRLAD, Valea Seacă Material: Lut; pastǎ finǎ; lucratǎ la roatǎ | | Muzeul „Vasile Pârvan”, Bârlad            | Cimec    |
|      | Spatulă                                    | Descoperit: jud. Vaslui, com. Grivița, TRESTIANA Material: Os; cioplită; lustruită | | Muzeul „Vasile Pârvan”, Bârlad            | Cimec    |
|      | Seceră                                     | Descoperit: jud. Vaslui, com. Pogana, Tomești Material: Bronz; turnare | Seceră cu cârlig, cu vârful rupt; bronz, turnare. | Muzeul „Vasile Pârvan”, Bârlad            | Cimec    |
|      | Seceră                                     | Descoperit: jud. Vaslui, com. Pogana, Tomești Material: Bronz; turnare | Seceră cu cârlig, vârful rupt; bronz, turnare. | Muzeul „Vasile Pârvan”, Bârlad            | Cimec    |
|      | Seceră                                     | Descoperit: jud. Vaslui, com. Pogana, Tomești, Cuibul Vulturului Material: Bronz; turnare | Seceră (1/2 lamă) realizată din bronz prin turnare; lamă lată curbată spre vârf. | Muzeul „Vasile Pârvan”, Bârlad            | Cimec    |
|      | Seceră                                     | Descoperit: jud. Vaslui, com. Pogana, Tomești, Cuibul Vulturului Material: Bronz; turnare | Seceră, tip cu buton la mâner; bronz, turnare. | Muzeul „Vasile Pârvan”, Bârlad            | Cimec    |
|      | Seceră                                     | Descoperit: jud. Vaslui, com. Pogana, Tomești, Cuibul Vulturului Material: Bronz; turnare | Seceră (1/2 lamă) realizată din bronz prin turnare. | Muzeul „Vasile Pârvan”, Bârlad            | Cimec    |
|      | Ceașcă                                     | Descoperit: jud. Vaslui, com. Grivița, Trestiana Material: Lut fin; culoare cenușie-brună, lucrată cu mâna | Ceașcă cu torți supraînălțate, din lut fin, culoarea cenușie-brună; lucrată cu mâna, decor cu incizii. | Muzeul „Vasile Pârvan”, Bârlad            | Cimec    |
|      | Seceră                                     | Descoperit: jud. Vaslui, com. Pogana, Tomești Material: Bronz; turnare | Seceră (vârf) de bronz; turnare. | Muzeul „Vasile Pârvan”, Bârlad            | Cimec    |
|      | Vas de tip bicorn                          | Descoperit: jud. Vaslui, com. Epureni, Bârlălești Material: lut; modelare cu mâna; incizare; ardere | Pastă fină, gălbui-roșiatică. Vasul a fost modelat în formă de coarne și are două guri ușor asimetrice. Are două tortițe perforate vertical pe zona de mijloc. Decor cu mici alveole alungite, dispuse în trei șiruri pe partea superioară și pe zonele laterale. Fund drept. | Muzeul Județean „Ștefan cel Mare”, Vaslui | Cimec    |
|      | Protomă zoomorfă                           | Descoperit: jud. Vaslui, com. Epureni, Horga, La stână Material: lut; modelare cu mâna; ardere | Pastă semifină, roșiatică, cu cioburi pisate în compoziție, netezită. Poate să fi fost aplicată pe un polonic sau pe un vas. | Muzeul Județean „Ștefan cel Mare”, Vaslui | Cimec    |
|      | Pintaderă                                  | Descoperit: jud. Vaslui, com. Epureni, Bursuci, La Cărămidărie Material: lut; modelare cu mâna; ardere | Pastă semifină, cu vegetale în compoziție, de culoare roșie-maronie. Corp sub formă de buton înalt. Pecetea este împărțită de două linii în patru registre. Fiecare conține grupuri de câte patru incizii, unite sub unghi. | Muzeul Județean „Ștefan cel Mare”, Vaslui | Cimec    |
|      | Pintaderă                                  | Descoperit: jud. Vaslui, com. Blăgești, Igești, Scândureni Material: lut; modelare cu mâna; ardere | Pastă fină, cu cioburi pisate și mici concrețiuni calcaroase în compoziție, de culoare roșie. Mâner conic cu două perforații. Pecetea rotundă, decorată cu spirală înfășurată, realizată printr-o canelură adâncă. | Muzeul Județean „Ștefan cel Mare”, Vaslui | Cimec    |
|      | Idol antropomorf                           | Descoperit: jud. Vaslui, com. Poienești, Poienești, În taria / La fierărie Material: lut cu pleavă și paie; modelare cu mâna; ardere | Pastă semifină, de culoare galben-maronie, cu cioburi și vegetale în compoziție. Creștetul capului tăiat drept. Redă o figură umană, cu nas în relief, ochii căte două incizii orizontale. Baza conține o perforație adâncă. | Muzeul Județean „Ștefan cel Mare”, Vaslui | Cimec    |
|      | Pintaderă                                  | Descoperit: jud. Vaslui, com. Poienești, Poienești, În taria / La fierărie Material: lut; modelare cu mâna; ardere | Pastă semifină, cu vegetale în compoziție, de culoare gălbui-roșiatică. Pecetea prezintă un decor de tip labirint și un buton conic. | Muzeul Județean „Ștefan cel Mare”, Vaslui | Cimec    |
|      | Castron                                    | Descoperit: jud. Vaslui, com. Poienești, Poienești, Măgura / Dealul Teilor Material: lut; modelare cu mâna; ardere; angobă | Pastă semifină, de culoare roșiatică, decor geometric de linii în interior, pictură tricromă. Castronul are corp rotund, buza evazată. Are o tortiță perforată orizontal. Pe o angobă de culoare roșie s-au pictat benzi albe, bordate cu negru, care împart interiorul în patru sferturi. Interspațiul cu roșu liniar. Pe partea exterioară, angoba roșie, păstrată în mici porțiuni. | Muzeul Județean „Ștefan cel Mare”, Vaslui | Cimec    |
|      | Cupă                                       | Descoperit: jud. Vaslui, com. Poienești, Poienești, Măgura / Dealul Teilor Material: lut; modelare cu mâna; ardere; pictare | Pastă semifină, de culoare roșiatică, cu cioburi pisate în compoziție. Cupa cu buza ușor trasă spre interior și o tortiță pe zona diametrului maxim. Vasul este decorat cu spirale înfășurate, orizontale, ove și buline albe, bordate cu brun, pictate pe fondul roșiatic. Interspațiul decorat cu roșu. O bandă albă bordată cu brun marchează trecerea spre fund, ultimul nedecorat. | Muzeul Județean „Ștefan cel Mare”, Vaslui | Cimec    |
|      | Vas cu gât înalt și corp bombat, cu suport | Descoperit: jud. Vaslui, com. Dumești, Dumești, Între pâraie Material: lut; modelare cu mâna; ardere | Pastă fină, finisat îngrijit și lustruit. Vasul cu corp bombat prevăzut cu suport. Pe marginea gurii se succed trei motive cordiforme, legate între ele de scurte tangente iar pe picior ove alungite, mai ales la bază, conjugate cu alte spirale. Pe suport s-au pictat motive în Z, între elemente cu ligaturi. | Muzeul Județean „Ștefan cel Mare”, Vaslui | Cimec    |
|      | Sceptru zoomorf                            | Descoperit: jud. Vaslui, com. Epureni, Bârlălești, Sturza / Foișor Material: diorit; granit; șlefuire | Sceptru schematizat, în formă de cap de cal, realizat din granit-diorit, cu puncte albicioase și altele lucioase. Corp alungit, are redată o ureche, restul zonei lipsește. Unul din capete este rotunjit, celălalt mai puțin. Corpul alungit prezintă patru caneluri orizontale. Secțiune octogonală. Suprafața puternic lustruită. Semn al puterii. | Muzeul Județean „Ștefan cel Mare”, Vaslui | Cimec    |
|      | Pahar-cupă                                 | Descoperit: jud. Vaslui, com. Dumești, Dumești, Între pâraie Material: lut; modelare cu mâna; ardere; pictare | Realizat din pastă fină, pictat în interior și în exterior. Decorul este împărțit în două registre: gâtul este decorat cu alveole și semiove, al doilea registru conține spirale înfășurate. | Muzeul Județean „Ștefan cel Mare”, Vaslui | Cimec    |
|      | Cupă                                       | Descoperit: jud. Vaslui, com. Dumești, Dumești, Între pâraie Material: lut; modelare cu mâna; ardere; pictare | Realizat din pastă fină, cu cioburi pisate în compoziție. Gât ușor evazat, cu buza trasă în interior. Decorată cu pictură tricromă. | Muzeul Județean „Ștefan cel Mare”, Vaslui | Cimec    |
|      | Amforă cu gât înalt                        | Descoperit: jud. Vaslui, com. Dumești, Dumești, Între pâraie Material: lut; modelare cu mâna; ardere; pictare; angobă | Modelat din pastă fină, de culoare roșietică la exterior și acoperit cu angobă albă. Vasul amforoidal cu picior are sub gâtul înalt două toarte. Ornamentul este dispus în trei registre, cel din mijloc ocupă corpul vasului și este limitat de zona gurii și a piciorului, de două benzi circulare albe, mărginite cu negru din fondul alb al vasului. De o parte și de alta a vasului sunt două toarte perforate vertical. Marginea s-a ornat cu benzi oblice, întretăiate iar piciorul s-a acoperit cu benzi albe și roșii, oblice, măginite cu negru; interspațiul acoperit cu brun liniar. | Muzeul Județean „Ștefan cel Mare”, Vaslui | Cimec    |
|      | Strachină miniaturală                      | Descoperit: jud. Vaslui, com. Dumești, Dumești, Între pâraie Material: lut; modelare cu mâna; ardere; pictare | Realizată din pastă semifină cu cioburi în compoziție, de culoare gălbui-roșiatică. Are formă tronconică și este prevăzută cu o proeminență alungită perforată vertical. Pictată cu benzi albe pozitive. | Muzeul Județean „Ștefan cel Mare”, Vaslui | Cimec    |
|      | Pahar                                      | Descoperit: jud. Vaslui, com. Dumești, Dumești, Între pâraie Material: lut; modelare cu mâna; ardere; pictare | Realizată din pastă fină, cu cioburi pisate în compoziție, de culoare roșiatică. Decorul este divizat în două registre, printr-o linie albă și este realizat prin spirale înfășurate. Interspațiul pictat cu roșu. | Muzeul Județean „Ștefan cel Mare”, Vaslui | Cimec    |
|      | Bol                                        | Descoperit: jud. Vaslui, com. Dumești, Dumești, Între pâraie Material: lut; modelare cu mâna; ardere; pictare | Lucrat din pastă fină acoperit cu angobă roșie. Interiorul vasului este pictat bicrom. | Muzeul Județean „Ștefan cel Mare”, Vaslui | Cimec    |
|      | Pahar                                      | Descoperit: jud. Vaslui, com. Dumești, Dumești, Între pâraie Material: lut; modelare cu mâna; ardere; pictare | Realizată din pastă fină, cu cioburi pisate în compoziție. Gât ușor evazat, cu buza ușor trasă în interior. Decorată cu pictură tricromă. | Muzeul Județean „Ștefan cel Mare”, Vaslui | Cimec    |
|      | Amforă cu gât înalt                        | Descoperit: jud. Vaslui, com. Dumești, Dumești, Între pâraie Material: lut; modelare cu mâna; ardere; pictare | Modelat din pastă fină, cu degresanți naturali. Prezintă ardere secundară puternică ce a dus la zgurificarea și deformarea vasului. Se observă pictura tricromă. | Muzeul Județean „Ștefan cel Mare”, Vaslui | Cimec    |
|      | Vas                                        | Descoperit: jud. Vaslui, com. Dumești, Dumești, Între pâraie Material: lut; modelare cu mâna; ardere; pictare | Modelat din pastă fină. Decorul pictat este alcătuit din spirale albe, mărginite cu negru, interspațiul cu roșu. | Muzeul Județean „Ștefan cel Mare”, Vaslui | Cimec    |
|      | Strachină                                  | Descoperit: jud. Vaslui, com. Dumești, Dumești, Între pâraie Material: lut; modelare cu mâna; ardere; pictare | Strachina tronconică este lucrată din pastă fină, albicioasă, degresată cu mai mult cuarț și caolin. Pe un fond alb s-a pictat, numai în interior, cu trei rânduri circumscrise din câte trei spirale în S. În cercul bazei s-au pictat două mici ove. | Muzeul Județean „Ștefan cel Mare”, Vaslui | Cimec    |
|      | Cupă cu picior                             | Descoperit: jud. Vaslui, com. Dumești, Dumești, Între pâraie Material: lut; modelare cu mâna; ardere; pictare | Modelată din pastă semifină, cu cioburi pisate în compoziție, de culoare roșiatică. Cupa are două zone ornamentate, piciorul pictat cu alb. Decorată cu coarne și spirale stilizate. Pictură tricromă, elementele decorative pictate cu alb și bordate cu brun. Cupa este pictată și în interior. | Muzeul Județean „Ștefan cel Mare”, Vaslui | Cimec    |
|      | Bol                                        | Descoperit: jud. Vaslui, com. Dumești, Dumești, Între pâraie Material: lut; modelare cu mâna; ardere; pictare | Modelat din lut curat și ars oxidant. Este decorat prin pictare bicromă, cu un motiv de hașuri cu negru pe fondul alb, decor ce acoperă în mare parte exteriorul. Pe calota circulară a părții de jos a vasului s-au trasat două-trei elipse alungite, ce închid câte două ove. Prezintă de diametrul maxim o alveolă perforată vertical. Găsit, împreună cu alte cinci boluri, foarte aproape de vasele trusă (depozitare ale uneltelor și a materiei prime pentru pictură). | Muzeul Județean „Ștefan cel Mare”, Vaslui | Cimec    |
|      | Bol                                        | Descoperit: jud. Vaslui, com. Dumești, Dumești, Între pâraie Material: lut; modelare cu mâna; ardere; pictare | Modelat din lut curat și ars oxidant. Este decorat prin pictare bicromă, cu un motiv de hașuri cu negru pe fondul alb, decor ce acoperă în mare parte exteriorul. Pe calota circulară a părții de jos a vasului s-au trasat două-trei elipse alungite, ce închid câte două ove. Găsit, împreună cu alte cinci boluri, foarte aproape de vasele trusă (depozitare ale uneltelor și a materiei prime pentru pictură). | Muzeul Județean „Ștefan cel Mare”, Vaslui | Cimec    |
|      | Bol                                        | Descoperit: jud. Vaslui, com. Dumești, Dumești, Între pâraie Material: lut; modelare cu mâna; ardere; pictare | Modelat din lut curat și ars oxidant. Este decorat prin pictare bicromă, cu un motiv de hașuri cu negru pe fondul alb, decor ce acoperă în mare parte exteriorul. Pe calota circulară a părții de jos a vasului s-au trasat două-trei elipse alungite, ce închid câte două ove. Găsit, împreună cu alte cinci boluri, foarte aproape de vasele trusă (depozitare ale uneltelor și a materiei prime pentru pictură). | Muzeul Județean „Ștefan cel Mare”, Vaslui | Cimec    |
|      | Bol                                        | Descoperit: jud. Vaslui, com. Dumești, Dumești, Între pâraie Material: lut; modelare cu mâna; ardere; pictare | Modelat din lut curat și ars oxidant. Este decorat prin pictare bicromă, cu un motiv de hașuri cu negru pe fondul alb, decor ce acoperă în mare parte exteriorul. Pe calota circulară a părții de jos a vasului s-au trasat două-trei elipse alungite, ce închid câte două ove. Găsit, împreună cu alte cinci boluri, foarte aproape de vasele trusă (depozitare ale uneltelor și a materiei prime pentru pictură). | Muzeul Județean „Ștefan cel Mare”, Vaslui | Cimec    |
|      | Bol                                        | Descoperit: jud. Vaslui, com. Dumești, Dumești, Între pâraie Material: lut; modelare cu mâna; ardere; pictare | Modelat din lut curat și ars oxidant. Este decorat prin pictare bicromă, cu un motiv de hașuri cu negru pe fondul alb, decor ce acoperă în mare parte exteriorul. Pe calota circulară a părții de jos a vasului s-au trasat două-trei elipse alungite, ce închid câte două ove. Găsit, împreună cu alte cinci boluri, foarte aproape de vasele trusă (depozitare ale uneltelor și a materiei prime pentru pictură). | Muzeul Județean „Ștefan cel Mare”, Vaslui | Cimec    |
|      | Topor                                      | Datare: Sec. XVIII-X Școală: Atelier neidentificat Descoperit: jud. Vaslui, com. Dragomirești, Popești Material: piatră; cioplit; șlefuit; perforat | | Muzeul „Vasile Pârvan”, Bârlad            | Cimec    |
|      | Ac                                         | Școală: Atelier sud-est european Descoperit: jud. Vaslui, com. Grivița, Trestiana Material: cupru | Ac din cupru cu secțiune rectangulară, ascuțit la ambele capete. | Muzeul „Vasile Pârvan”, Bârlad            | Cimec    |
|      | Altar miniatural                           | Școală: Atelier sud-est european Descoperit: jud. Vaslui, com. Grivița, Trestiana Material: lut fin; modelare cu mâna; lustruit | Altăraș cu patru picioare scunde și casetă patrulateră; pe laturi și picioare are un decor canelat. | Muzeul „Vasile Pârvan”, Bârlad            | Cimec    |
|      | Bridă                                      | Descoperit: jud. Vaslui, com. Grivița, Trestiana Material: lut fin; modelare cu mâna | Bridă din lut, lucrată cu mâna, de formă dreptunghiulară, cu capetele aplatizate; prezintă două perforații centrale | Muzeul „Vasile Pârvan”, Bârlad            | Cimec    |
|      | Statuetă                                   | Descoperit: jud. Vaslui, com. Grivița, Trestiana Material: lut fin; modelare cu mâna; lustruire; ardere oxidantă | Statuetă antropomorfă de formă tronconică, de culoare cărămizie. | Muzeul „Vasile Pârvan”, Bârlad            | Cimec    |
|      | Vas de provizii                            | Descoperit: jud. Vaslui, com. Grivița, Trestiana Material: lut semifin; modelare cu mâna; acoperit cu barbotină | | Muzeul „Vasile Pârvan”, Bârlad            | Cimec    |
|      | Pandantiv "mască"                          | Descoperit: jud. Vaslui, com. Grivița, Trestiana Material: gresie glauconitică; cioplită; lustruită; perforată | Pandantiv „mască” triunghiulară cu colțurile rotunjite. | Muzeul „Vasile Pârvan”, Bârlad            | Cimec    |
|      | Statuetă                                   | Descoperit: jud. Vaslui, com. Grivița, Trestiana Material: argilă; nisip fin; modelată cu mâna; netezită; lustruită | Statuetă antropomorfă lucrată cu mâna din argilă cu nisip, fine; coloană cilindrică, cu capul teșit și elemente anatomice redate prin incizii și înțepături. | Muzeul „Vasile Pârvan”, Bârlad            | Cimec    |
|      | Ac                                         | Descoperit: jud. Vaslui, com. Grivița, Trestiana Material: os; șlefuit; perforat | | Muzeul „Vasile Pârvan”, Bârlad            | Cimec    |
|      | Idol conic                                 | Descoperit: jud. Vaslui, com. Grivița, Trestiana Material: lut (pastă semifină); modelat cu mâna | | Muzeul „Vasile Pârvan”, Bârlad            | Cimec    |